# Prieuré de Serrabone
Serrabone, auf Katalanisch Serrabona (‚guter Berg‘), ist ein ehemaliges, 1082 gegründetes Priorat im französischen Département Pyrénées-Orientales (Région Okzitanien) am Fuße des Massif du Canigou, etwa 40 Kilometer südwestlich von Perpignan.
Zusammen mit den wenigen Überresten der gleichnamigen Siedlung liegt die Kirche auf dem Gemeindegebiet des französischen Dorfes Boule-d’Amont im Massif des Aspres (‚felsenreich‘) über der Schlucht des Flusses Boulès in 600 Metern Höhe.
Serrabone ist immer, obwohl es ein Priorat war, gleichzeitig eine Pfarrei, das heißt eine Dorfkirche, geblieben. Die ehemalige Siedlung von Serrabone darf man sich nicht als ein Dorf in geschlossener Bauweise vorstellen, was die zerklüftete, von Felsen geprägte Landschaft nicht zuließ. Bis vor vierzig Jahren, als es noch nicht einmal die Straße durch das Tal von Boules gab, verband lediglich ein Netz von meist steilen Maultierpfaden das Priorat mit den verstreut gelegenen Höfen von Serrabone und den Dörfern der Umgebung.
Die heutige Kirche und das Priorat Sainte-Marie de Serrabone, so der vollständige Name seit mindestens 1082, sind vor allem bekannt durch die berühmte Empore inmitten des Hauptschiffs, die einzigartig in der romanischen Kunst Kataloniens ist. Die Interpretation ihrer Skulpturen ist immer noch weitgehend problematisch. Heute erscheint sie als eine von vierzehn Säulen und Pfeilern getragene Plattform, von denen zwölf aus Marmor gefertigt und mit Kapitellen und Basen ausgerüstet sind. Ihre Errichtung wird zwischen 1130 und 1150 datiert.

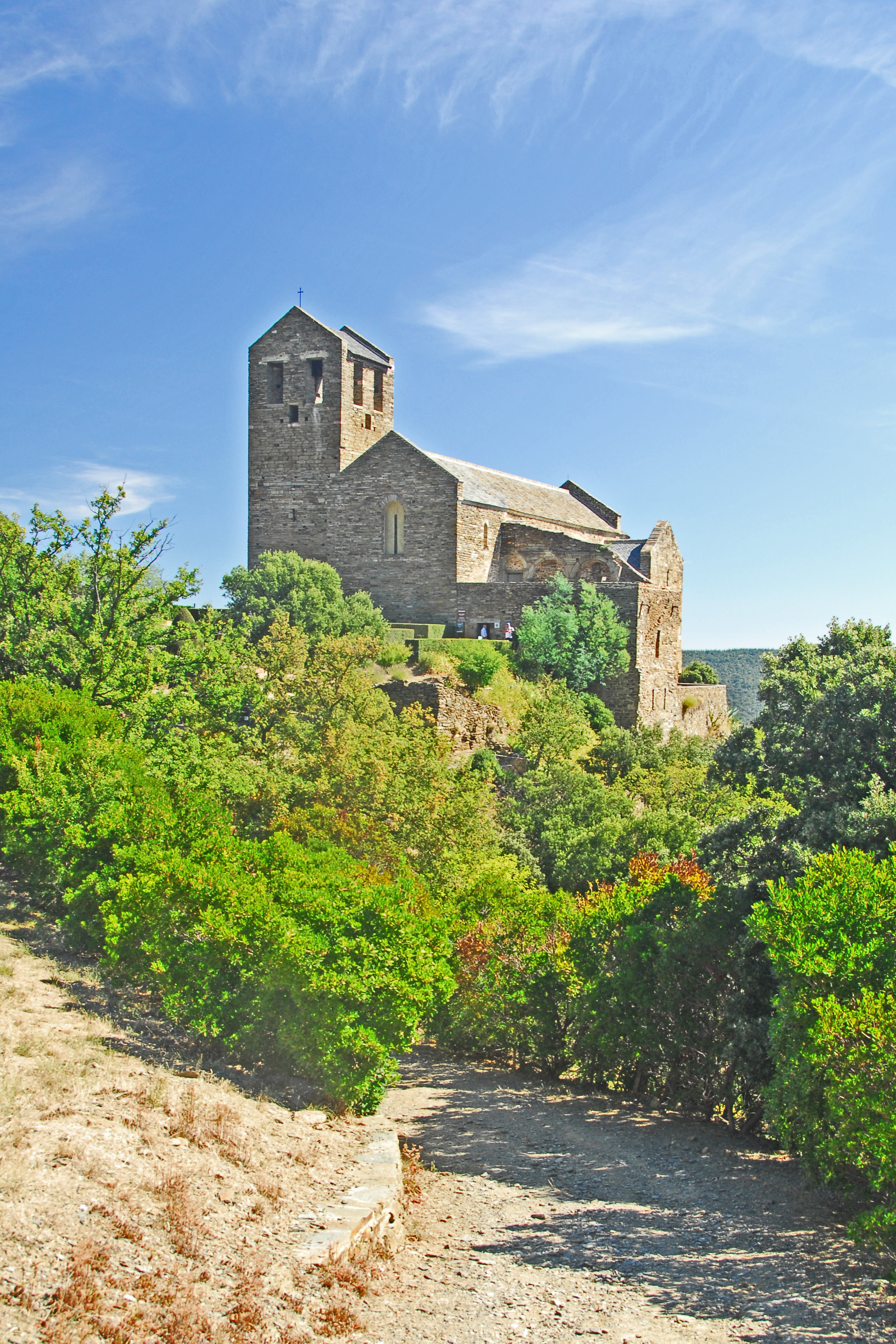
Prieuré de Serrabone, von SW

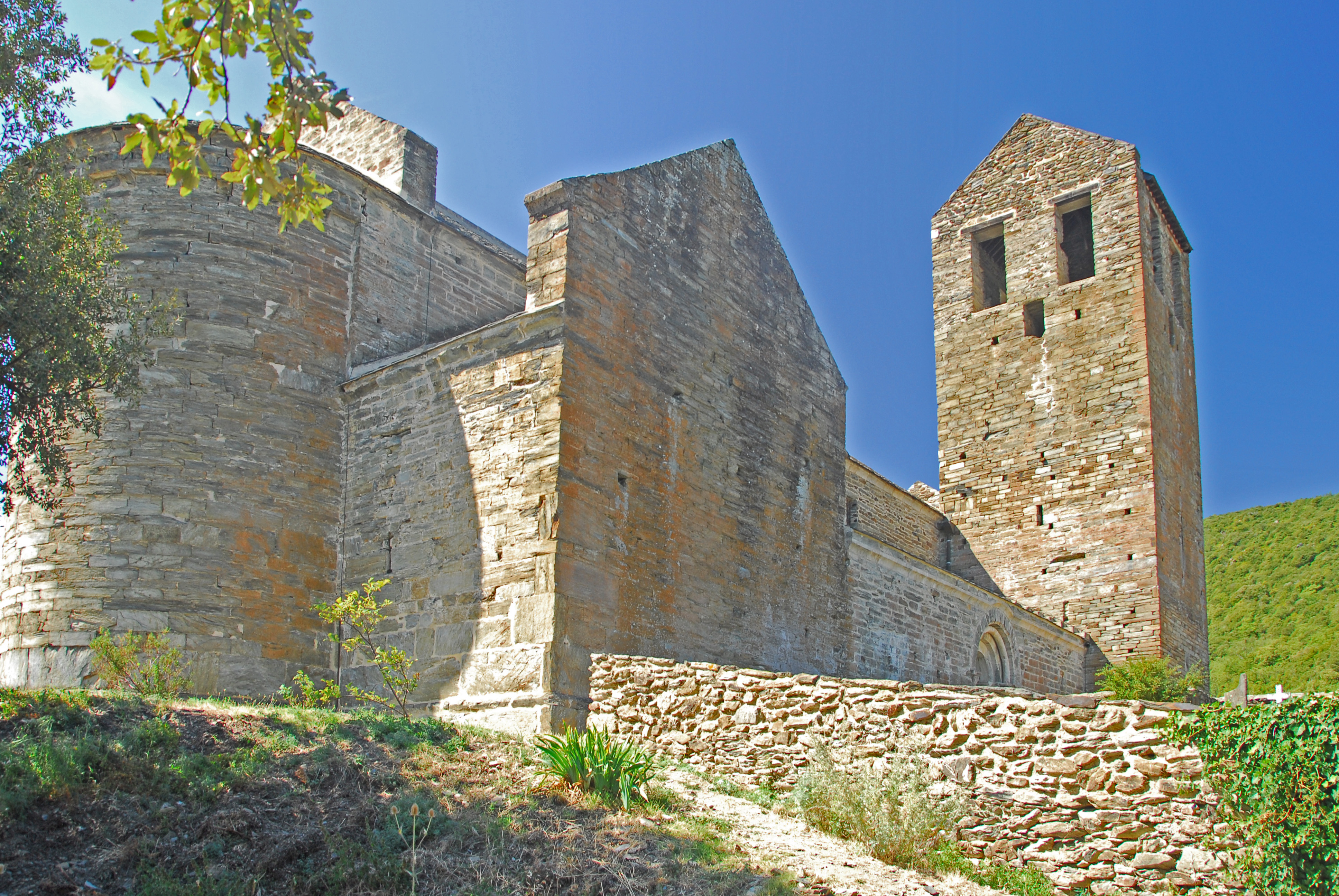
Prieuré de Serrabone, von NO

## Historischer Hintergrund
Im 9. und 10. Jahrhundert war das von Karl dem Großen begründete, mächtige Frankenreich unter seinen Nachfolgern in mehrere Teilreiche zerfallen, die nicht in der Lage waren, die Bevölkerung vor den Angriffen der Wikinger aus dem Norden, der Sarazenen aus dem Süden und der Reitervölker aus dem Osten zu schützen. Großes Leid war die Folge.
Zu diesen politischen Wirren kamen klimatisch bedingte Missernten hinzu. Die Sorge um das tägliche Brot bestimmte den Alltag der Menschen mehr als in anderen Jahrhunderten. Schlechte medizinische Versorgung, hohe Kindersterblichkeit und Epidemien rundeten das Bild dieser düsteren Epoche ab.

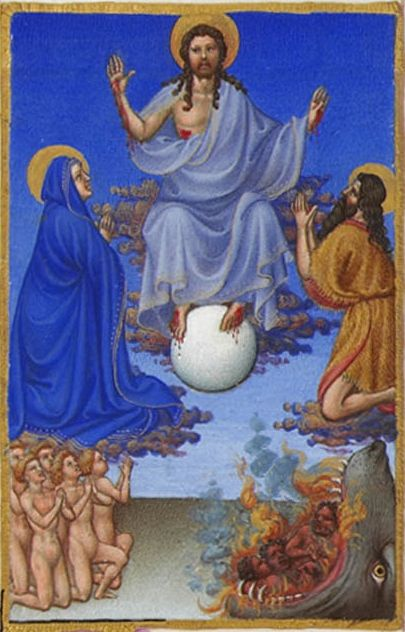
Das Jüngste Gericht, Illustration aus den Très Riches Heures

Die gläubigen Menschen der damaligen Zeit sahen ihr Schicksal vor dem Hintergrund der Offenbarung des Johannes (Apokalypse), dem letzten Buch der Bibel. In dieser Schrift wird in dunklen Farben das Ende der Welt und das Gericht Gottes beschrieben. Angesichts der symbolhaften Jahreszahl 1000 deuteten die Menschen die schrecklichen Ereignisse ihrer Zeit als Erfüllung dieser Prophezeiung. Man erwartete das Ende der Welt (Minne-Sève, S. 11). Deshalb hielten die Menschen es nicht mehr für sinnvoll, Kirchen zu bauen.
Dies änderte sich schlagartig, als der erwartete Weltuntergang nicht eintrat. Kurz nach dem Jahr 1000 setzte auch im Roussillon eine rege Bautätigkeit ein. Zahlreiche Klöster wurden gegründet (Saint-Michel-de-Cuxa, Saint-Martin du Canigou, Sainte-Eulalie-et-Sainte-Julie in Elne, Sainte-Marie in Arles-sur-Tech u. a.), da eine neue religiöse Begeisterung nicht nur den Süden Frankreichs, sondern weite Teile Europas erfasst hatte.
Die neue Perspektive über das Jahr 1000 hinaus setzte große Energien frei. Die neue Motivation war in vielen Bereichen spürbar, nicht nur im Kirchenbau. Die Verbreitung des Wortes Gottes rückte neu in den Blickpunkt. Dies war noch nicht in alle abgelegenen Gebiete vorgedrungen, so auch in den Pyrenäen.
Hierbei kam den Klöstern eine gewichtige Rolle zu. Die bäuerliche Bevölkerung bewunderte den Mut, die Ausdauer und den Einfallsreichtum der Mönche, wenn sie einer unzugänglichen und unwirtlichen Gegend – wie in Serrabone – ihren Lebensunterhalt abtrotzten. Es waren gerade die Mönche, die in großem Umfang zu den tiefgreifenden Veränderungen auf dem Lande zwischen dem 10. und 12. Jahrhundert beitrugen. Sie führten die Erschließung von Neuland durch, die Abholzung von Wäldern oder das Trockenlegen von Sümpfen und schufen so die Voraussetzung für den Ackerbau. Die Ausstrahlung der Klöster war groß.

## Baugeschichte
(S. 109–131)
und (S. 9–13)
Der Baubeginn ist nicht sicher zu datieren. Er muss vor 1069 angenommen werden (erste schriftliche Erwähnung). Für die Wahl des Standorts waren Verteidigungsgesichtspunkte ausschlaggebend: Der ausgewählte Felsvorsprung war nur von der Nordseite zugänglich und auf den anderen Seiten durch steile Felswände geschützt.
Vor der Gründung des Klosters existierte schon einige Jahre eine Pfarrkirche, die spätestens seit 1069 eine Wallfahrtsstätte war, bei der sich bereits einige Chorherren niedergelassen hatten.
Von diesem Bauwerk ist das heutige Hauptschiff mit seinem Spitztonnengewölbe bis an die Querhausarme erhalten, an das sich vermutlich im Osten eine Chorapsis anschloss. Im Jahr 1968 wurden dort Grabungen unternommen, um die ursprüngliche Form des Chors zu erforschen. Man hat jedoch keine Überreste gefunden, da die damaligen Wände ohne Fundamente unmittelbar auf dem Felsuntergrund errichtet und beim Abbruch des Chors gänzlich entfernt worden waren.
Erhalten geblieben sind zudem – zumindest teilweise – Mauerreste eines ursprünglich dreigeschossigen Konventsgebäudes auf der Südseite des Schiffs und an seinem Westende, das wohl zusammen mit diesem, oder kurz nach ihm, errichtet worden ist. S. 132 (Grundrissdatierungen)
Bis zum 12. Jahrhundert gehörten der Aspre, so auch Serrabone, zur Grafschaft Besalú, die sich von den Ufern des Fluvià bis nach Perapertusès erstreckte. Diese Grafschaft grenzte im Westen an diejenige von Cerdanya-Conflent (frz. Cerdagne-Conflent) und im Osten an die dem Meer zugewandten Grafschaften von Rosselló (frz. Roussillon) und Empúries. Alle diese gewissermaßen souveränen Gebiete waren aus den im 9. Jahrhundert stattgefundenen Rückeroberungsoffensiven gegen die von den Arabern besetzten Gebieten hervorgegangen, der Reconquista. In religiöser Hinsicht ließ sich diese Zeit nur als eine sehr konfliktreiche verstehen. Im 11. Jahrhundert begannen, von Rom ausgehend, Gregorianische Reformen (1075–1085), die sich auf das gesamte christliche Abendland ausdehnten und sich in der Kirchenprovinz von Narbonne hauptsächlich in Form von Krisensituationen manifestierten. Das Problem des Gemeinschaftslebens der Geistlichen war zentrales Thema dieser Debatten, deren andere Hauptpunkte die Nikolaiten und die exzessiven Befreiungstendenzen von kirchlichen Bindungen waren. Die Benediktinerabtei von Saint-Michel-de-Cuxa, die zwar durch die Unterstützung ihrer Grafen relativ stark war, schließlich jedoch der Aufsicht eines aus der Abtei Cluny stammenden Abtes unterstellt wurde, ist ein gutes Beispiel für diese Krisenzeit der Klöster, in der die herrlichsten der katalanischen Abteien reformiert und an religiöse Zentren des Languedoc oder der Provence angegliedert wurden.
Vor dem Hintergrund eines relativen Niedergangs traditioneller Strukturen sollte das Aufblühen eines neuen Ordens der Augustiner-Chorherren gesehen werden. In dieser von feudalistischem Druck und Reaktionen geprägten Atmosphäre erfolgte dann auch die Gründung des Priorats von Serrabona. Die Initiative zu dieser Gründung, die trotz der Widerstands des Bischofs von Elna (frz. Elne) zustande kam, scheint auf die Vizegrafen von Cerdanya-Conflent und auf das einflussreiche Haus von Cortsavi (frz. Corsavy) zurückzugehen.
Serrabone stellte das erste Beispiel für die Wiederherstellung eines religiösen Ordenslebens der Chorherren in der Diözese Elne dar. Der Anstoß dazu kam nicht wie in den meisten Fällen vom Bischof der Diözese, der der Reform feindlich gegenüberstand, sondern aus den Kreisen der örtlichen Laien, vom vorgenannten Vizegrafen Raimund Bernard, seinem Bruder Bernard und dem Herren von Corsavi, Raimund Matfred. Sie entschieden, die Wahl des Priors der Aufsicht des Diözesanbischofs zu entziehen, um die „Freiheit“ der jungen Gemeinschaft zu gewährleisten. Sie drohten dem Bischof mit der Zerstörung der bereits im Bau befindlichen Räumlichkeiten und mit der Auflösung der Ordensgemeinschaft. Nur widerwillig akzeptierte Bischof Raimund von Elne den Zugriff auf seine Rechtsbefugnis. An der ersten Wahl am 3. März 1082 beteiligten sich sechs Geistliche.
Die Gründungsurkunde, die als eine später angefertigte Kopie überliefert ist, feiert diese Wiederherstellung der klösterlichen Ordnung und Religiosität. Sie weist hin auf Wunder, die sich bei dieser Gelegenheit ereignet haben sollen, und zitiert die Worte Jesu (Mt 11,5): „Durch die Kraft des Allmächtigen […] werden Blinde wieder sehen, Lahme wieder gehen und Taube wieder hören können“.
Das Priorat hatte schon bald einen großen Wirkungsbereich.
Aus derselben Abschrift erfährt man nebenbei, dass während der ersten zwanzig Jahre bis 1102 im Priorat zehn Personen starben, darunter der erste Prior und fünf Brüder, aber auch ein Wanderprediger und vier Laienschwestern, von denen zwei die Pilgerreise nach Jerusalem unternommen hatten.
Die Idee, die sich in Serrabona erstmals auf der iberischen Halbinsel mit „Regularkanonikern“ durchsetzte, basierte auf den Idealen des Evangeliums. Ihre Bewegung strebte danach, sich die klösterlichen Werte des von der übrigen Welt abgesonderten und regulierten Gemeinschaftslebens anzueignen, und glaubte, die zur praktischen Durchführung notwendigen Lösungen bereits gefunden zu haben. Im Gegensatz zur Bestechlichkeit mancher Chorherrn des Domkapitels kennzeichnete ihre Einstellung der Verzicht auf persönlichen Grundbesitz zugunsten ihrer Gemeinschaft.
Das Alltagsleben des Regularkanonikers richtete sich besonders nach folgenden vier Grundsätzen der Augustinerregel:
- die Kirche, Ort der gemeinsamen Andacht,
- der Kapitelsaal, Ort der Buße und der Definition spiritueller Einheit,
- das Refektorium und das Dormitorium, Bereiche der Ausübung und Befolgung ihrer Gelübde.

Neben weitgehender Übernahme klösterlicher Wertvorstellungen verstärkten die regulierten Augustiner-Chorherren ihre seelsorgerischen Aufgaben, was sie von den Mönchen unterschied.

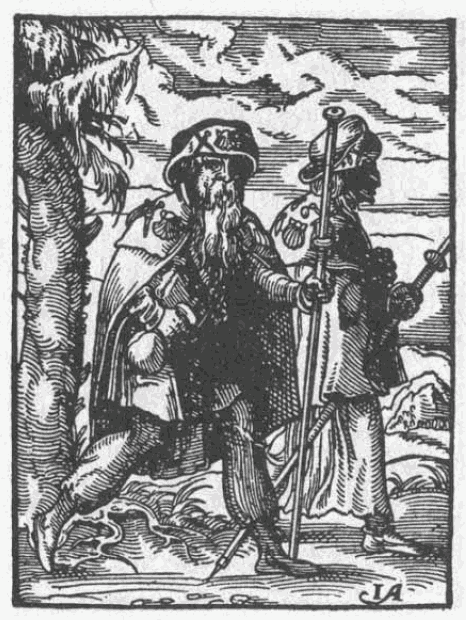
Jakobspilger, Holzschnitt von 1568

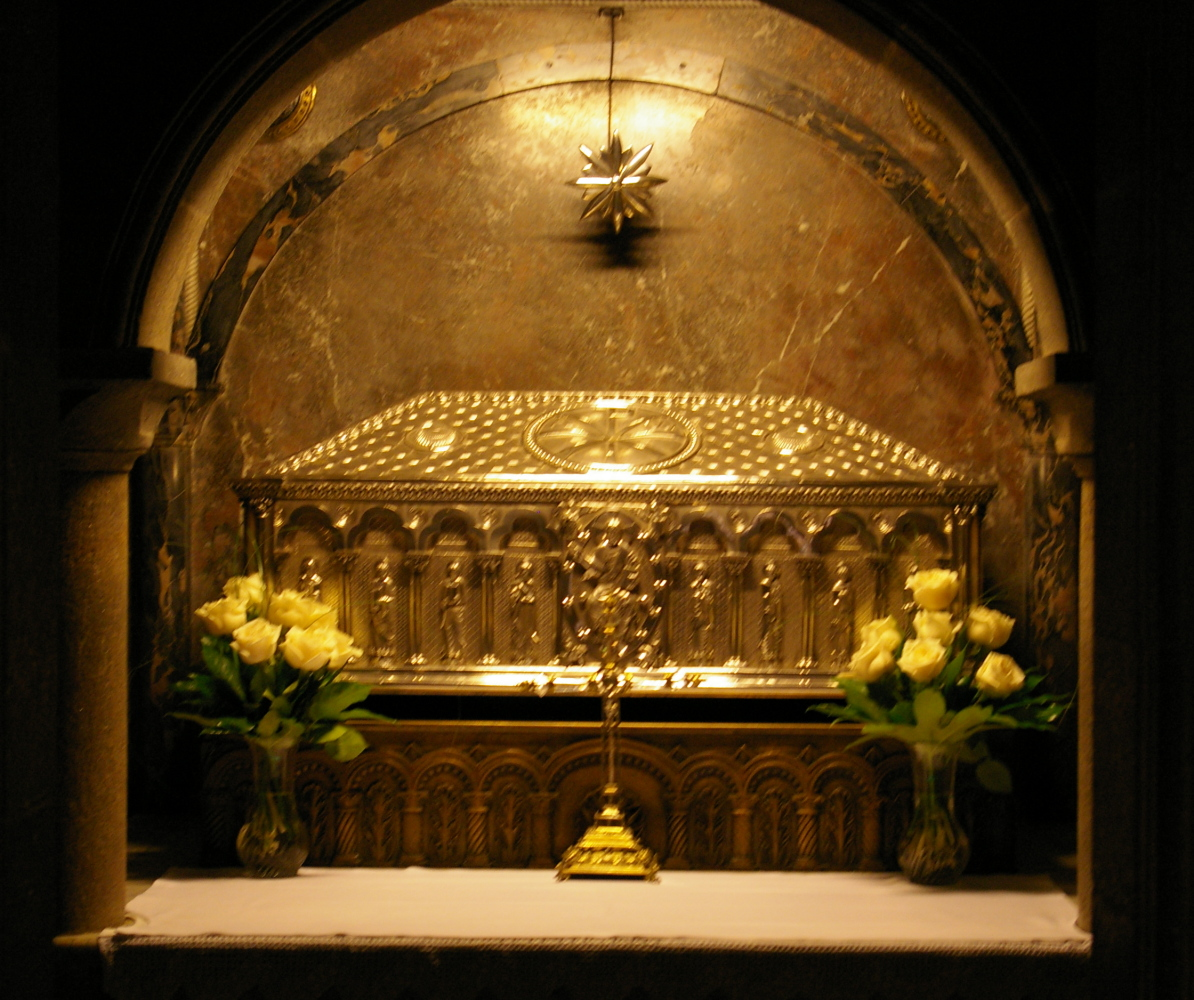
Jakobsgrab, Santiago-de-Compostela

Gegen Ende des 11. Jahrhunderts setzten die Pilgerfahrten nach Santiago de Compostela in Nordspanien ein. Ihre große Blütezeit fiel in die erste Hälfte des 12. Jahrhunderts, als die Pilger jährlich zu Hunderttausenden nach Süden zogen. So formierte sich der Jakobsweg in Frankreich aus den vier Hauptrouten Via Turonensis, Via Lemovicensis, Via Podiensis und Via Tolosana, begleitet von einem Netz zahlreicher Nebenrouten. An diesen Wegen entstanden zahlreiche neue Kirchen, Klöster, Hospize, Herbergen und Friedhöfe, und vorhandene Einrichtungen wurden den neuen Anforderungen entsprechend erweitert. (S. 25) Man brauchte für eine Pilgerkirche vor allem große Bewegungsflächen für die zahlreichen Pilger, wie Chorumgänge und Seitenschiffe, Emporen, sowie möglichst viele Kapellen, zur Präsentation von Reliquien und deren Verehrung.
Serrabone lag, wie zahlreiche andere sehr bedeutende Klöster, an einem stark frequentierten Nebenweg der vielen Pilgerstraßen des Jakobswegs, die sich in Frankreich nördlich der Pyrenäen konzentrierten und zu den wenigen Überwegen nach Nordspanien führten. Dieser Nebenweg war der „Chemin du Piemont“, der von Salses über Perpignan am nördlichen Fuß der Pyrenäen, meist in Talgründen, wie etwa dem des Têt, bis an das nördliche Ende des Bergmassivs reichte.
Die umfangreichen Erweiterungsarbeiten am Priorat, zusammen mit der überaus wertvollen Marmorskulptur, sind wohl im Wesentlichen der hohen Spendenbereitschaft der Jakobspilger zu verdanken, die in den Konventsgebäuden wie auch in der Kirche übernachteten. Zu dieser Zeit besaß das Priorat wohl auch zahlreiche Reliquien, die in der Kirche zur Verehrung ausgestellt wurden. Sie konnte in Zeiträumen ohne Aufsicht in jeweils einer tresorartigen Nische in den Giebelwänden der Querhausarme, dem Martyrion, weggeschlossen werden.
Die Gemeinschaft von Serrabona hatte sich in der Nähe der vorher schon bestehenden Kirche niedergelassen, die sie bald vergrößern musste. Zwischen 1130 und 1140 begann man mit umfangreichen Erweiterungsarbeiten, so etwa mit der Verlängerung des Schiffs mit neuer Chorapsis und zwei Querschiffarmen, mit dem Anbau eines nördlichen Seitenschiffs, eines Glockenturms und einer südlichen Kreuzganggalerie. Die Errichtung der Empore wird in die Jahre zwischen 1130 und 1150 datiert. Diese Veränderungen zogen nach ihrer Fertigstellung eine neue Weihe nach sich, die am 25. Oktober 1151 von Artau, dem Bischof von Elne, zusammen mit Bernard, dem Bischof von Urgell, in Anwesenheit der Äbte von Saint-Michel-de-Cuxa, Arles sur Tech und zahlreicher anderer Gäste vorgenommen wurde. In der Weiheurkunde heißt es, die Bauarbeiten seien vom Prior Petrus Bernardus mit Unterstützung der Einwohner von Serrabona und verschiedener Würdenträger des Landes bewerkstelligt worden. Das Priorat war damals bereits im Besitz anderer Kirchen, deren Anzahl später noch anwuchs. Sie befanden sich alle in den Diözesen Elne und Urgell.
Über den Zeitraum von der zweiten Hälfte des 12. Jahrhunderts bis zum Ende des Spätmittelalters existiert kein Dokument, das über das Leben im Priorat nach diesen Arbeiten Aufschluss geben könnte.
Als der Konflikt um Aquitanien zwischen England und Frankreich nach Mitte des 12. Jahrhunderts anhob, gingen die Pilgerbewegungen zurück und die Kriege des 13. und 14. Jahrhunderts brachten einen dramatischen Einbruch. (S. 25) Damit versiegten diese Geldquellen fast gänzlich. Die Wallfahrtskirche von Serrabone musste sich wieder auf die Einnahmen aus den Wallfahrten der Region beschränkten.
Für das 14. Jahrhundert gibt es nur einzelne gefundene Dokumente, die wenige Vorkommnisse bestätigen. Ohne Zweifel hatte die „conversio“ (Übertritt zum Mönchstum) ein Ende gefunden, da die Klostergemeinschaft ihre Ländereien nicht mehr selbst bewirtschaftete, sondern verpachtete. So sind Pachtverträge aus den Jahren 1354, 1363 und 1397 bekannt.

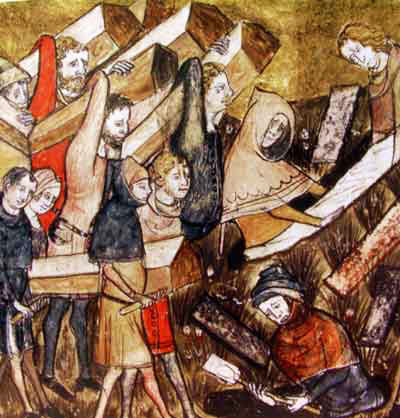
Begräbnis von Opfern der Beulenpest in Tournai. Teil einer Miniatur aus den Chroniken des Abtes Gilles Li Muisis (1272–1352), Bibliothèque royale de Belgique, MS 13076-77, f. 24v.

Bereits gegen Ende des 13. Jahrhunderts machten sich in der Region Anzeichen eines Niedergangs bemerkbar. Die ländlichen Priorate, so auch das von Serrabone, hatten keinen Anteil am Aufschwung der Städte. Neue geistliche Orden, besonders Bettelorden, wurden gegründet, um die Bedürfnisse der modernen Gesellschaft zu befriedigen. Die Abgeschiedenheit, in der das Priorat von Aspre verloren lag, wurde durch die seit der großen Pest von 1348 immer wiederkehrenden Pandemien nur noch vergrößert. In der zweiten Hälfte des 14. Jahrhunderts verlor die Gegend um Serrabone ein Drittel ihrer Bevölkerung.
Dem Kloster schien es aber offensichtlich recht gut zu gehen. Ein zu seinen Gunsten sprechendes Schriftstück ist überliefert, das auf 1397 datiert ist. Das Altarretabel der Kirche Notre-Dame de Marinyans, das aus dem Jahr 1342 stammt und sich heute in Serdinya befindet, ist der Großzügigkeit von Bernard Palasc, dem Cameriere (Koch) von Serrabone zu verdanken.
Zunächst wurde in Serrabone an der Tradition festgehalten. Der Prior, auch Camerarius, der sich um die Finanzverwaltung des Kapitels, der Sakristan, der die Ausstattung der Kirche überwachte, der Infirmarius (heilkundiger Leiter der Krankenabteilung) und zwei oder drei weitere Ordensleute hielten das Klosterleben aufrecht, dabei geriet aber die Frömmigkeit ins Wanken. Das gemeinsame Dormitorium wurde aufgegeben, und man schlief stattdessen in Einzelzellen, sogar in Einzelhäusern, die auf einem von einer Mauer umgebenen Stück Land standen. Hin und wieder wurden Gerüchte von Skandalen bekannt, so dass die Kirchenjustiz einschreiten musste. 1413 legt der Infirmarius, Bruder Bernat Tallet ein öffentliches Schuldbekenntnis ab und versprach, die Frau, mit der er zusammen in einem Haus des Klosters lebte, hinauszuwerfen. 1413 wurde der Prior Bernat Joer vom Bischof der Diözese Elne' glattweg „wegen enormer Verbrechen“ abgesetzt. Im selben Jahr verlangte der Prior Colomer, dass immer sieben Chorherren in Serrabone leben sollten. Vielleicht neigten sie dazu, nicht mehr dort bleiben zu wollen.
Nach einer „Fogatjement“ (Volkszählung) von 1424 schritt der Bevölkerungsrückgang an diesem Ort weiter fort, so dass dieser schließlich gegen Ende des 16. Jahrhunderts fast vollständig entvölkert war. Gab es 1358 noch neun Haushalte, so waren es 1515 nur noch zwei. Die wiederholt aufgetretene Pest hatte das ihrige dazu getan.
Im Jahr 1470 fand der Guss der Kirchenglocke von Serrabone statt.
Im 16. Jahrhundert ging der Verfall rasch weiter. Der Prior Jean Salvetat hielt sich 1535 nicht mehr an die Residenzpflicht. Nachdem er Doktor des Kirchenrechts geworden war, ließ er sich in Perpignan nieder und verlieh sich 1533 den Titel eines Kommendatarabtes. Er erhielt zwar die Einkünfte, brauchte sich aber um das Kloster nicht zu kümmern. Die Chorherren folgten seinem Beispiel, verteilten die an ihre Ämter gebundenen Einkünfte, hatten aber nur ein Ziel im Sinn, der Einöde zu entfliehen. Am 18. Juli 1564 erhielten sie die offizielle Erlaubnis, das Kloster „für ein Jahr“ zu verlassen.
Zu ihren Gunsten muss man jedoch erwähnen, dass ihr Leben im Priorat bis dahin nicht nur beschwerlich, sondern inzwischen auch gefährlich geworden war. In der Nacht des 22. Oktober 1592 griffen fünfhundert Hugenotten das benachbarte Vinça an und wüteten etwa für vier Stunden in dem Ort. Von dort aus machten sie die Gegend unsicher und überfielen auch Serrabone.

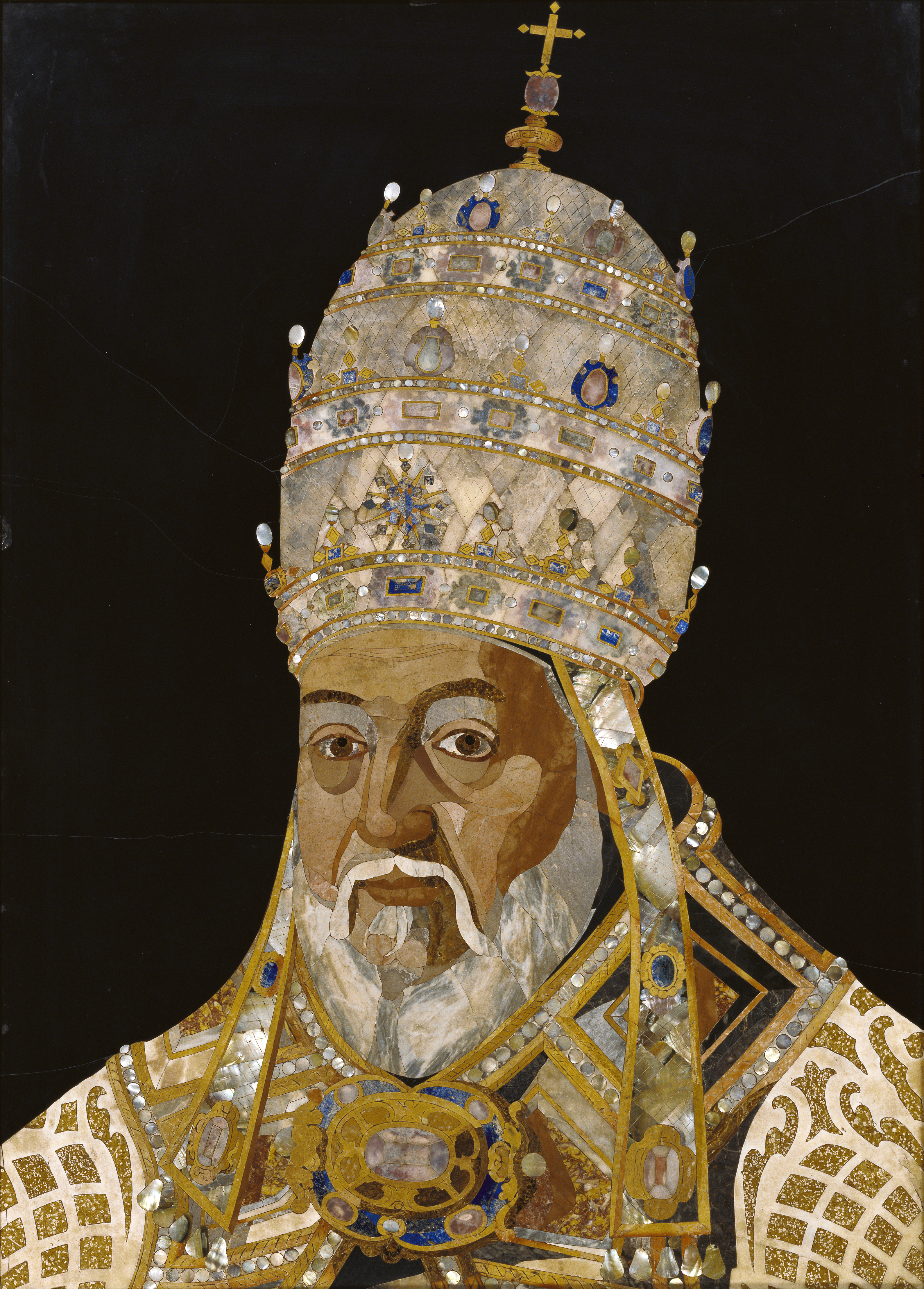
Clemens VIII., Mosaik um 1600

Als Papst Clemens VIII. von dem nicht mehr aufzuhaltenden Verfall des Ordens der Augustiner erfuhr, säkularisierte er in einer Bulle 1592 alle ihre Priorate im Roussillon. Dasjenige von Serrabone verschwand dabei einfach. Am 19. Juni 1593 wurde es dem Kirchenvorstand und der Sakristei des Domkapitels von Solsona (Katalonien) unterstellt. (S. 129)
Im Jahr 1597 wurde das Kloster noch einmal von den Franzosen besetzt.
Beim Tod des letzten Priors, Jaume Serra, im Jahr 1612 wurde die oben genannte Unterstellung rechtskräftig, und die neuen Eigentümer nahmen ihr Gut von Aspre in Besitz. Von nun an wurde das Priorat von einem weit entfernten, eher gleichgültigen Oberhaupt geführt.
1630 befanden sich die Gebäude in einem so baufälligen Zustand, dass ein vom Kapitel von Elne bestimmter Verwalter sie schon als Ruine sah, falls nicht sofort mit den notwendigen Reparaturen begonnen würde.
Die Galerie des Kreuzgangs diente 1636 bei schlechtem Wetter den Schafhirten mit ihren Herden als Unterschlupf. Auch die Kirche selbst scheint zu diesem Zweck missbraucht worden zu sein.
Während des französisch-Spanischen Krieges (1635–1659) wurde das Vermögen von Serrabone von den Franzosen als „feindliches Gut“ konfisziert und erst 1679, nach dem Frieden von Nimwegen wieder zurückgegeben.
Das Kapitel von Solsona, Inhaber der Kirche und deren Einkünfte musste als Erbe des ehemaligen Priorats, die materielle Grundlage zur Ausübung des Kultes (u. a. Feiern der Messe) gewährleisten, mit deren Ausführung ein der Diözese von Solsona nicht unterstehender Rector (Pfarrer) betraut war.
Ein kleines landwirtschaftliches Gut gehörte zum Besitz des ehemaligen Klosters, welches es zu bestellen galt. Ein Handlungsbevollmächtigter war mit der Verpachtung des Ganzen beauftragt. Der Unterzeichner des Pachtvertrags musste folgenden Klauseln als verbindlich anerkennen: Er war verpflichtet, dem Pfarrer in jeder Woche die Lesung von zwei Messen zu bezahlen, ferner die Lampen die „immer brennen“ sollten, sowie Instandsetzungsarbeiten in Form von jährlich zwei Tagen Maurer- und zwei Tagen Schreinerarbeiten durchführen zu lassen. Da dieser Pächter die Gebäude mit dem Pfarrer teilte und er das Land in unmittelbarer Nähe der Kirche bestellte, kann man annehmen, dass beide in gutem Einvernehmen lebten.
Im 18. Jahrhundert war einer der Pächter der eigene Bruder des Pfarrers und ab 1754 waren Pfarrer und Pächter ein und dieselbe Person.
Die Umwandlung der Kirche von Serrabone in eine Pfarrkirche hatte tiefgreifende bauliche Veränderungen zur Folge, über deren genauere Umstände keine Dokumente erhalten sind. Jedenfalls mussten alle Räume, die innerhalb des Klosters eine bestimmte Funktion und Bedeutung hatten, wie etwa das Dormitorium, der Kapitelsaal und andere, eine Anpassung an die neuen Verwendungszwecke erfahren, wobei die Landwirtschaft sicher eine Rolle gespielt hat. Der Status einer Pfarrei ermöglichte es der „Öffentlichkeit“, die sich aus den Einwohnern Serrabones zusammensetzte, engere Beziehungen zu dem Gebäude zu unterhalten, welches das Zentrum des dörflichen Lebens darstellte. Dort trat man in das gesellschaftliche Leben ein, dort wurde man aber auch begraben. So wurden auch in der Kirche Versammlungen und die Wahl der Konsuln (Bezeichnung für Kommunalbeamte in Südfrankreich, seit 1125) abgehalten, ebenso wie die Feiern und Vergnügungen, die sich am Fuß des Glockenturms abspielten.
Im Jahr 1782 wurde, wie in so vielen anderen Kirchen der Gegend, in der Chorapsis ein barockes Altarretabel errichtet. Es wurde bei Patrici Negra in Auftrag gegeben, der aus einer Bildhauerfamilie Perpignans stammte.
Ab 1789 traten dann im Gebäude die Spuren stärkerer Verwitterung zu Tage. Auf der Empore musste man zur Abstützung des Gewölbes eine Mauer errichten, die so das Hauptschiff unterteilte.

Der Sturm auf die Bastille am 14. Juli 1789

Während der Französischen Revolution (1789 bis 1799) wurde die Kirche noch einmal beschlagnahmt. Nach dem Konkordat von 1801 wurde sie erneut ihrer ursprünglichen Bestimmung zugeführt und von der Pfarrei von Boule-d'Amont mitverwaltet. Sofort brach ein Streit zwischen dem Kapitel von Solsona, das wieder in seine Rechte eingesetzt worden war, und der Gemeinde von Serrabone aus, die nicht zulassen wollte, dass andere einen Machtanspruch auf die Kirche erhoben.
1819 stürzte die Fassade und der westliche Teil der Kirche ein. Danach grenzte man den erhalten gebliebenen Teil durch den Einzug einer Wand ab. Zu dieser Zeit entfernte man aus dem Kreuzgang die innere Säulenreihe und ersetzt sie durch eine grobschlächtige Mauer, welche die Arkaden schützen sollte. Die Säulen verwendete man zum Bau einer Art Retabel in der Hauptapsis.
Als am 15. Mai 1822 die Kirche auf königliche Anordnung hin der Nachbargemeinde Boule-d'Amont eingegliedert worden ist, griff der neue Magistrat die Ansprüche wieder auf.
Im Jahr 1830 versuchte der Obervikar der Diözese von Solsona, den Besitz Serrabone, der dem Land des ehemaligen Priorats entsprach, für 3000 Francs zu verkaufen. Das bot dem Präfekten die Gelegenheit festzustellen, dass die Kirche, in der vom Pfarrverweser aus Boule-d'Amont seit mehr als dreißig Jahren die Messe las und in der das Departement Ausbesserungsarbeiten hatte durchführen lassen, nicht Solsona, sondern der Gemeinde Boule-d'Amont gehörte. Kirche und Friedhof wurden übrigens im Grundbuch als Eigentum der Gemeinde geführt.

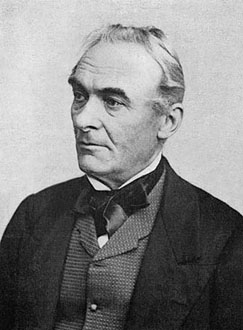
Prosper Mérimée

Im November 1834 besuchte Prosper Mérimée Serrabone, konnte aber weder der einmaligen Lage noch der Empore aus Marmor, die heutzutage die Berühmtheit des Gebäudes ausmacht, etwas abgewinnen. (S. 130)
„Meine letzte Exkursion in die Umgebung von Perpignan führte mich zum Kloster von Serrabone, in die Berge, zwei Meilen von Ille entfernt. Der Ort ist öde und wild. Die Gebäude, die einst zu der Abtei gehörten, liegen auf halber Höhe an einem kahlen Berg, oberhalb eines engen und tiefen Tals, das ihn von drei Seiten umgibt. Wohin auch immer der Blick fällt, sieht man nur dunkle, grünliche Schieferfelsen, zwischen denen einige kümmerliche kleine Sträucher wachsen.... Die Gebäude des Klosters verfallen zu Ruinen, und die Kirche selbst ist in sehr schlechtem Zustand“ Zu den Marmorsäulen meinte er: „Der Stil der Skulpturen erinnert an den Beginn der byzantinischen Kunst, aber schon weit entfernt von römischen Anklängen und voll von launenhaften Auswüchsen, im übrigen ohne Geschmack und ohne Sinn für Proportionen. Ich glaube nicht, dass man diesen Portikus später als in des Ende des elften Jahrhunderts datieren darf.“
Die Wertschätzung vor Ort, war größer als die in Paris. Der Chevalier de Basterot, Architekt der Departements und gleichzeitig Inspektor der Denkmalpflege, verwies in einem Bericht an den Minister vom 23. April 1841 auf die „Bedeutung und Schönheit von Serabonne“ und hält es „zur Erhaltung des Bauwerks für absolut notwendig, es von den baufälligen Nebengebäuden zu befreien, die an die Kirche angebaut worden waren und deren architektonisch schönsten Teil verdecken“. Und er beklagte weiter, dass „diese mit Erde und Bauschutt angefüllten Häuser so viel Feuchtigkeit speicherten, dass es eigentlich wert sei, mit größter Sorgfalt zu bewahren“.

Prieuré de Serrabone, Grafik 19. Jh.

Gegen Ende des 19. Jahrhunderts waren die Eigentumsverhältnisse immer noch nicht endgültig geklärt. Am 24. Dezember 1894 kaufte der Notar Trullès aus Ille-sur-Têt das Kloster dem Kapitel von Solsona ab und bot es sofort der Gemeinde Boule-d'Amont an. Diese lehnte die Schenkung jedoch ab, da sie sich selbst als Eigentümerin des Bauwerks betrachtete. Damit waren die juristischen Hindernisse überwunden. Nun konnte das Amt für Denkmalpflege mit Zustimmung von Maître Trulle mit den Restaurierungen beginnen.
1906 wurden die den Erhalt der Kirche behindernden, baufälligen Häuser abgerissen und Fenster eingebaut.
1917 kaufte der großzügige Mäzen Henri Jonquères d'Oriola die Bauten von Serrabone. Sofort stellte er die erforderlichen Mittel zur Fortsetzung der Sanierungsarbeiten bereit. Vor allem das Dach des Glockenturms musste erneuert werden.
Die entscheidenden Arbeiten konnten allerdings erst nach dem Zweiten Weltkrieg ausgeführt werden. Planung und Leitung lagen in den Händen von Sylvain Stym-Popper, dem Architekten des Amtes für Denkmalpflege. Im Jahr 1966 stellte er das Holzgewölbe wieder her, das einst den Kreuzgang überdeckt hatte, um dessen einsturzgefährdete Südwand zu stabilisieren. Sodann versuchte er der Kirche ihr ursprüngliches Raummaß dadurch wiederzugeben, dass er die zerstörte Fassade und den Westabschnitt des Schiffs wieder aufbaute. Dabei hat man allerdings von einer Wiederherstellung des Westportals abgesehen. S. 131
Als Eigentum des Départements der Pyrènées-Orientales ist das ehemalige Priorat von Serrabone seit mehreren Jahren Gegenstand von Maßnahmen und Initiativen, die auf eine verbesserte Wertschätzung sowie auf eine Belebung kultureller Veranstaltungen abzielen.

## Bauwerk

### Abmessungen und Form (Grundriss)

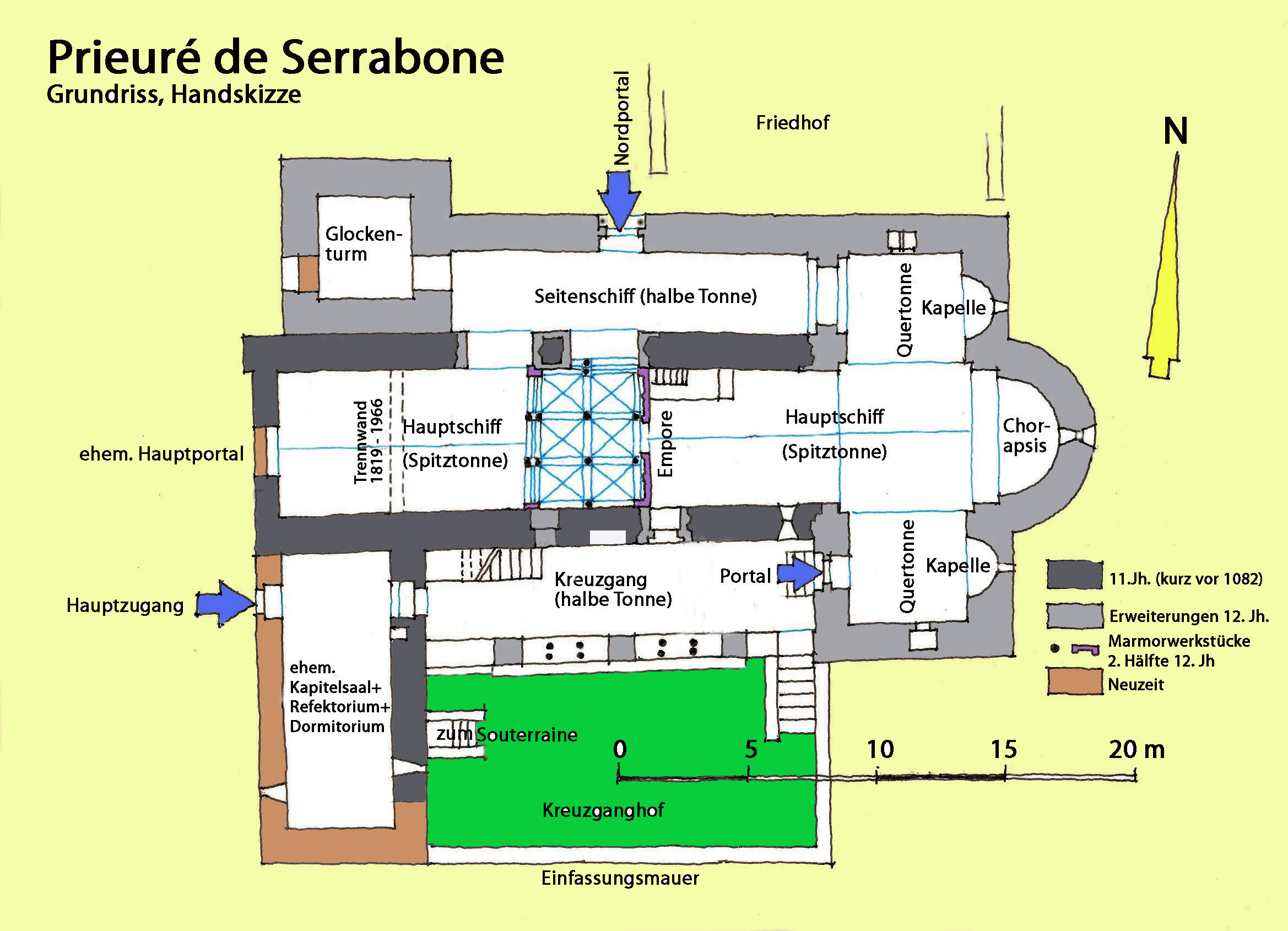
Prieuré de Serrabone, Grundriss, Handskizze

Maße (zirka), überwiegend aus Grundrisszeichnung entnommen und hochgerechnet:
außen
- Gesamtlänge, Fassade bis Chorapsis: 32,40 m
- Breite Hauptschiff: 7,80 bis 10,30 m
- Gesamtbreite (in Höhe Querhausgiebel): 17,30 m
- Breite Querhausarme: 7,60 m
- Breite (in Höhe Seitenschiff und Kreuzgang): 17,00 bis 17,50 m
- Ausdehnung Glockenturm: 6,50 × 6,70 m
- Ausdehnung Kapitelsaal: 6,40 × 11,90 m
- Vorlage Chorapsis: 3,40 m
- Turmhöhe in First (geschätzt): 25 bis 26 m

innen
- Gesamtlänge Hauptschiff (ohne Apsis): 26,90 m
- Länge nördliches Seitenschiff: 13,80 m
- Länge Kreuzgang: 15,00 m
- Breite Hauptschiff: 5,10 bis 5,50 m
- Breite Seitenschiff: 3,00 m
- Breite Kreuzgang: 3,50 m
- Querschiffarme: 4,50 × 4,20 m
- Kapitelsaal: 4,50 × 10,60 m
- Empore: 4,70 × 5,70 m
- Höhe Hauptschiff: 10,70 m
- Höhe Seitenschiff: 5,40 m

### Bauabschnitte
(S. 132) (Grundrissdatierungen)

#### 1. Bauabschnitt
Der erste Bauabschnitt ist die ursprüngliche Kirche, die nunmehr als größter Teil des heutigen Hauptschiffs erhalten ist. Ihre Entstehung fiel etwa zusammen mit der Gründung des Augustiner-Priorates Sainte-Marie de Serrabona im 11. Jahrhundert. Über die Ausdehnung ihrer ursprünglichen Chorapsis gibt es keine Belege. Grabungen, die diese feststellen sollten, brachten keine Ergebnisse, da die unmittelbar auf den anstehenden Felsuntergrund errichtete Apsis ohne Überreste zu hinterlassen abgebrochen worden ist. Das recht enge Hauptschiff steht auf einem unregelmäßigen Grundriss, der von einem Steingewölbe in Form einer Spitztonne überdeckt ist. Dieses Gewölbe ist wohl von vornherein geplant gewesen, was die beträchtlichen Dicken der Längswände erahnen lassen. Das Tageslicht fiel zunächst durch drei Fenster mit beidseitigen Aufweitung ihrer Gewände in der Südwand ein. Eines davon existiert heute noch, die beiden anderen erkennt man noch oberhalb des Pultdachanschlusses der Kreuzganggalerie. Sie wurden allerdings bei deren Errichtung verschlossen. Man ersetzte sie durch zwei etwa gleiche Fensteröffnungen, die aber weiter nach oben über die Galerie in Höhe des Gewölbeansatzes des Mittelschiffs verschoben sind. Auch auf der Nordseite waren ursprünglich solche Fenster vorhanden, die aber beim Anschluss des Seitenschiffs zugemauert worden sind. Man betrat zunächst die Kirche durch zwei Portale. Eins davon öffnete sich schmal und niedrig in der Südwand, ohne jeglichen architektonischen Schmuck. Mit der Errichtung der Empore musste man es schließen. Das zweite Portal, das Hauptportal, befand sich einst in der Achse der westlichen Fassade. Bei jüngeren Restaurierungen kamen davon Überreste zutage, wie etwa die Türschwelle, die Seitenpfosten und Bruchstücke des Bogens. Das Portal ist von einem der letzten Pächter des Gutes zugemauert worden, der es dann vorgezogen hat, über eine gleich daneben in die Mauer eingeschlagenen Bresche in den zerstörten Kirchenraum zu gelangen.
Die heutige Empore aus dem 12. Jahrhundert hatte eine Vorgängerin im ersten Bauabschnitt. (S. 154) Die Chorherren nahmen ursprünglich Platz auf einer gewölbegestützten Empore, deren Verankerung im Mauerwerk man noch am westlichen Ende des Hauptschiffs erkennen kann. Damit waren sie einem in südlichen Ländern weit verbreiteten Brauch gefolgt, der für Katalonien schon früh belegt ist. Mit der Doppelempore in der Kathedrale St-Pierre-et-St-Paul de Maguelone ist dafür ein signifikantes Beispiel erhalten. In den spanischen Ländern sollte sich diese Tradition das ganze Mittelalter hindurch als „coro alto“ fortsetzen. Die noch recht einfach Konstruktion in Serrabone, hat wohl der Kirche in Séquerre geähnelt, die aus der zweiten Hälfte des 12. Jahrhunderts stammt. Sie scheint über eine Tür in der Südwand erreichbar gewesen zu sein, aus einem der Konventsräume im Obergeschoss des damaligen Anbaus. Mit der Errichtung der neuen Empore und dem Abbruch der alten wurden diese Türöffnung vermauert.
Aus dem Grundriss des Bauwerks ist zu entnehmen, dass bereits im Rahmen dieses ersten Bauabschnitts an die Südwand im rechten Winkel zu ihr eine kräftige Wand angebaut worden ist, die vermutlich zu den ersten Konventsräumen gehört hat. Die heutige Rekonstruktionen und unvollständigen Überreste lassen erkennen, dass es sich um drei übereinander angeordnete Großräume gehandelt hat, vielleicht im Obergeschoss der Kapitelsaal, im Erdgeschoss das Refektorium und im Souterrain das Dormitorium. Wegen der Lage über dem steil abfallenden Hang befindet sich das Souterrain noch weitgehend oberhalb der Geländeoberfläche, seine Südwand ragt gar gänzlich aus dem steilen Gelände heraus.

#### 2. Bauabschnitt
Der zweite Bauabschnitt stellt die umfangreiche Erweiterung des ersten Abschnitts dar, die in der ersten Hälfte des 12. Jahrhunderts errichtet worden ist. Der Kirchenraum selbst wurde im Osten und Norden deutlich vergrößert, durch die Verlängerung des Hauptschiffs in gleichem Aufriss wie das Hauptschiff und einem Abschluss mit einer großzügigen halbrunden Chorapsis, die von einer halbkuppelförmigen Kalotte überdeckt ist. Die Hauptschiffverlängerung wird beidseitig von je einem Querschiffarm flankiert, der von je einer halbrunden Quertonne überdeckt ist, dessen Scheitel unter dem Gewölbeansatz des Schiffs bleibt. In den Nordwänden öffnen sich halbrunde Apsidiolen, mit halbkuppelförmigen Kalotten. An der Nordwand des Hauptschiffs wurde kurz vor dem westlichen Ende ein nahezu quadratischer Glockenturm angebaut. Zwischen diesem und dem nördlichen Querhausarm hat man ein schmales Seitenschiff eingefügt, dass von einem hölzernen Gewölbe in Form einer halben Spitztonne überdeckt wird. Diesem entspricht auf der Südseite die Kreuzganggalerie.
Das Mauerwerk des zweiten Bauabschnitts besteht wie das des ersten auch aus Schiefer der Region, ist aber sehr viel sorgfältiger ausgeführt, als die älteren Bauteile. Es setzt sich aus schön behauenen Werksteinblöcken zusammen, die vor allem in den unteren Bereichen großformatig sind.
Zum 2. Bauabschnitt wird auch die Errichtung der heutigen Empore, nach Abbruch der ursprünglichen, gezählt.

### Äußere Erscheinung
Das Äußere des erhaltenen teilweise rekonstruierten Bauwerks des Priorates von Saint-Marie de Serrabone erscheint auf den ersten Blick ziemlich schmucklos. Dies ist vor allem auf die überwiegend dunklen Farbtöne des Mauerwerks aus dem bodenständigen Schiefer zurückzuführen. Man erkennt jedoch bald, dass es sich um eine äußerst sorgfältige Bauweise handelt, mit peinlich genau zusammengefügten Quadern von tadelloser beinahe „luxuriöser“ Vollendung. Auffällig sind in den Wänden die vielen kleinen quadratischen Löcher, mit etwa 20 × 20 Zentimeter Querschnitt, mehrere meist auf der gleichen Höhe, die von den hölzernen Baugerüsten stammen. Sie sind wohl deshalb nicht verschlossen worden, weil man sie für spätere Einrüstungen gebrauchen wollte.
Die Esplanade, auf die die Zufahrtsstraße mündet, ist nichts anderes als der einstige Dorfplatz der Gemeinde von Serrabone. Diese Anfang des 19. Jahrhunderts an Boule-d'Amont angegliederte Gemeinde war und ist kein wirklich zusammenhängendes Dorf, sondern vielmehr ein Gebiet mit weit zerstreuten Höfen, für das das Priorat die Funktion der Pfarrkirche erfüllte. Der Friedhof, der sich früher bis zum Glockenturm erstreckte und so das Nordportal der Kirche mit einschloss, wird seit mindestens neunhundert Jahren genutzt.
Geht man in Richtung Südwesten am Glockenturm vorbei, erblickt man bald eine Gesamtansicht der Fassade und erhält gleichzeitig ein Bild über die Grundstruktur des Klosters. Das Priorat von Serrabone besteht aus einem einzigen zusammenhängenden Gebäude, nahezu in Form eines großen Rechtecks. Hier sind alle traditionellen Elemente eines Klosters in kompakter Form integriert. Auf der Südseite der Prioratskirche befindet sich der Kreuzgang, aus Platzgründen auf eine einzige Galerie beschränkt, nimmt er den Platz des südlichen Seitenschiffs der Kirche ein. Weitere Gemeinschaftsräume des Klosters, wie Kapitelsaal, Refektorium und Dormitorium, waren aus den gleichen Gründen hier übereinander angeordnet und gegenüber dem Glockenturm an die Südwand des Schiffs angeschlossen.
Die Südseite der Kreuzganggalerie wird von einer begrünten rechteckigen Terrasse eingenommen.
Ein besonders überraschender Anblick bietet sich aus einer gewissen Entfernung aus Südwesten, von wo sich Serrabone mit seinen Mauern und Dächern pyramidenartig auftürmt (siehe Titelfoto).

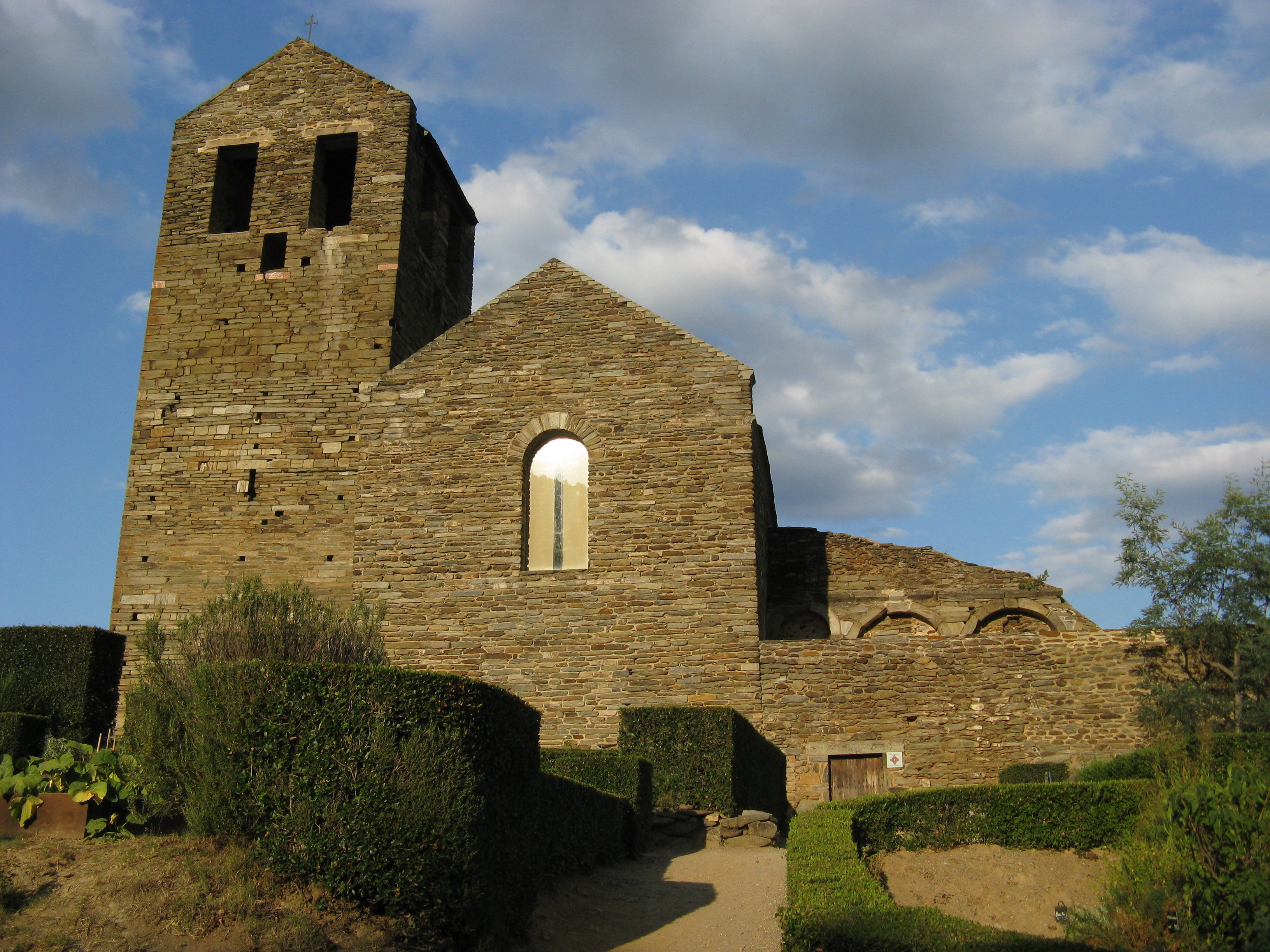
Serrabone, Fassade

#### Fassade
Die Fassade der Kirche ist heute nur noch von einer großen und schlanken rundbogigen Öffnung durchbrochen, die großzügig das güldene Sonnenlicht der späten Nachmittagssonne in das Schiff eindringen lässt. Das ehemalige Hauptportal ist ohne seine ehemalige Werksteineinfassung oberflächenbündig zugemauert worden.

#### Hauptschiff
Die Giebelwand der Fassade wird überragt von dem dahinter anstoßenden Satteldach des Hauptschiffs mit grauer Schiefereindeckung in etwa 45 Grad Neigung um etwa einen Meter, nach oben auf etwa 60 Zentimeter zulaufend. Die zweite Giebelwand des Hauptschiffs befindet sich an ihrem östlichen Ende in Verlängerung der Ostwände der Querhausarme. Über dem First ragt eine durchgehende Reihe von etwa zwanzig Zentimeter hohen senkrecht stehenden Steinplatten auf. Die untere Reihen der Schiefereindeckungen kragen leicht über einem weit ausladenden Kraggesims aus, dessen Sichtseite aus einer breiten Hohlkehle besteht.

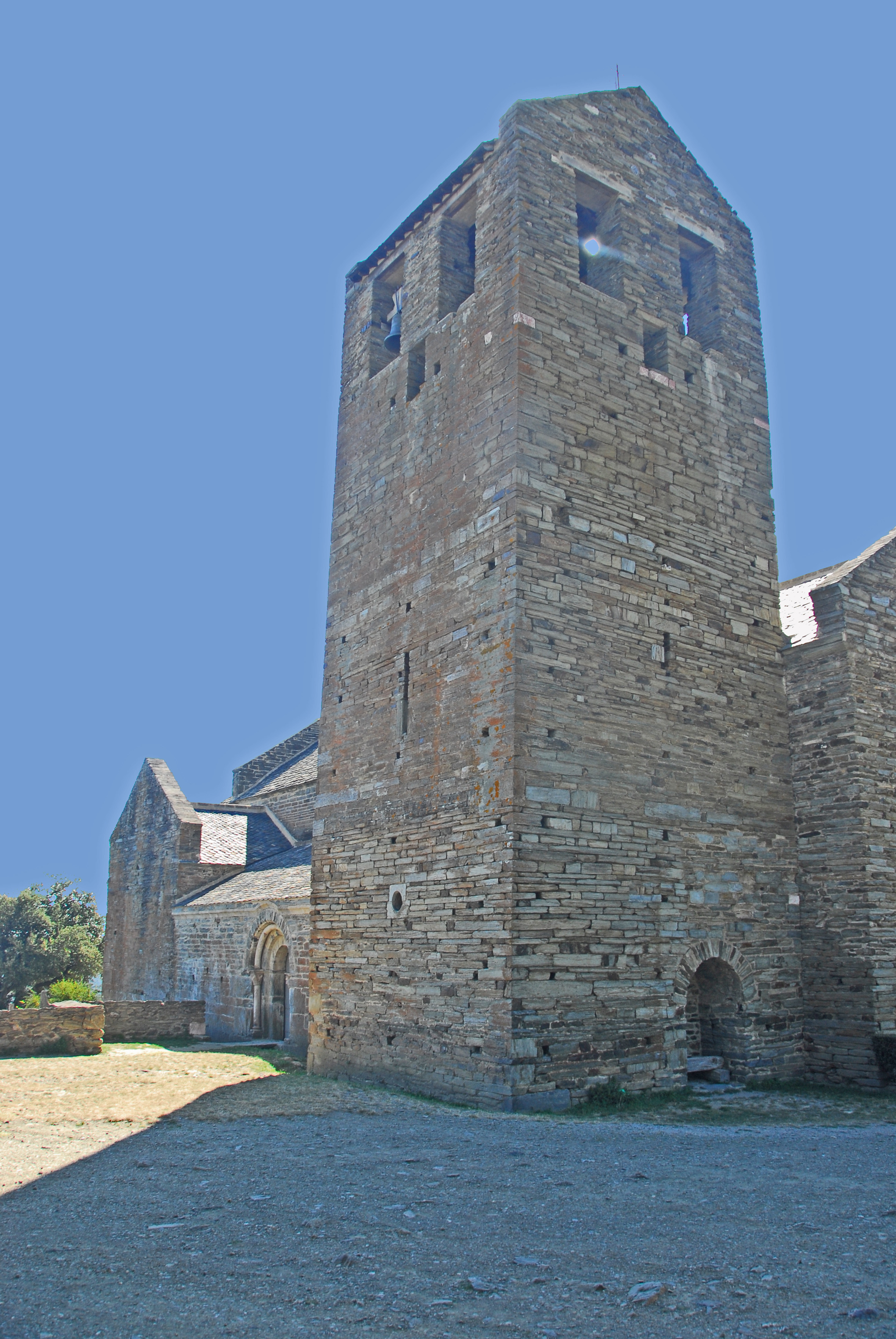
Serrabone, Glockenturm von NW

#### Glockenturm
Der Glockenturm an der Nordseite neben der Fassade beeindruckt durch seine gewichtige Erscheinung auf fast quadratischem Grundriss. Seine Höhe entspricht etwa der vierfachen Höhe seiner Breite. Er wurde größtenteils im 12. Jahrhundert erbaut. Die sorgfältig zugeschnittenen Werksteine in gleichmäßigem Schichtenmauerwerk lassen aber auf drei unterschiedliche Arbeitsabschnitte schließen. Der obere Abschnitt des Turms mit seinen insgesamt acht rechteckigen Klangarkaden stammt aus einer nicht näher datierten späteren Bauphase. Knapp unterhalb der großen Öffnungen ist in jeder Turmseite noch eine kleinere rechteckige Öffnung axial ausgerichtet ausgespart, die von kleinen quadratischen Öffnungen flankiert werden. Außen vor diesen Öffnungen waren vermutlich hölzerne Erker angebracht, die zur Verteidigung des Bauwerks gedient haben. Etwa in Höhe der Traufen des Hauptschiffs ist auf der Nord- und Westseite genau zentriert je eine schmale Schießscharte eingelassen. Auf der Nordseite gibt es weiter unten einen großen quadratischen Werkstein, in dem ein kreisrundes Loch ausgespart ist. Auf der Westseite gab es in Nähe der Fassadenecke eine rundbogige Türöffnung, die in der Neuzeit deutlich zurückgesetzt zugemauert worden ist. Auf der Ostseite gab es oberhalb des Seitenschiffdachs eine Öffnung, über die man aus dem Turm auf das Dach gelangen konnte. Diese stammte aus der Zeit, als man zur Verteidigung des Priorates über den Traufen des Seitenschiffs Wehrattiken aufgemauert hatte, möglicherweise im 14. Jahrhundert. Alte Fotos von dieser Seite zeigen noch die zu diesem Zweck erhöhten Längswände des Seitenschiffs.
Der Turm wird von einem etwa 45 Grad geneigten Satteldach überdeckt, dessen First von Westen nach Osten ausgerichtet ist. Seine Giebelwände überragen die Dachflächen um etwa dreißig Zentimeter. Die Traufausbildungen bestehen aus knapp einen halben Meter auskragenden Sparren, auf denen eine Holzschalung die Schiefereindeckung trägt, die am unteren Ende leicht auskragt.

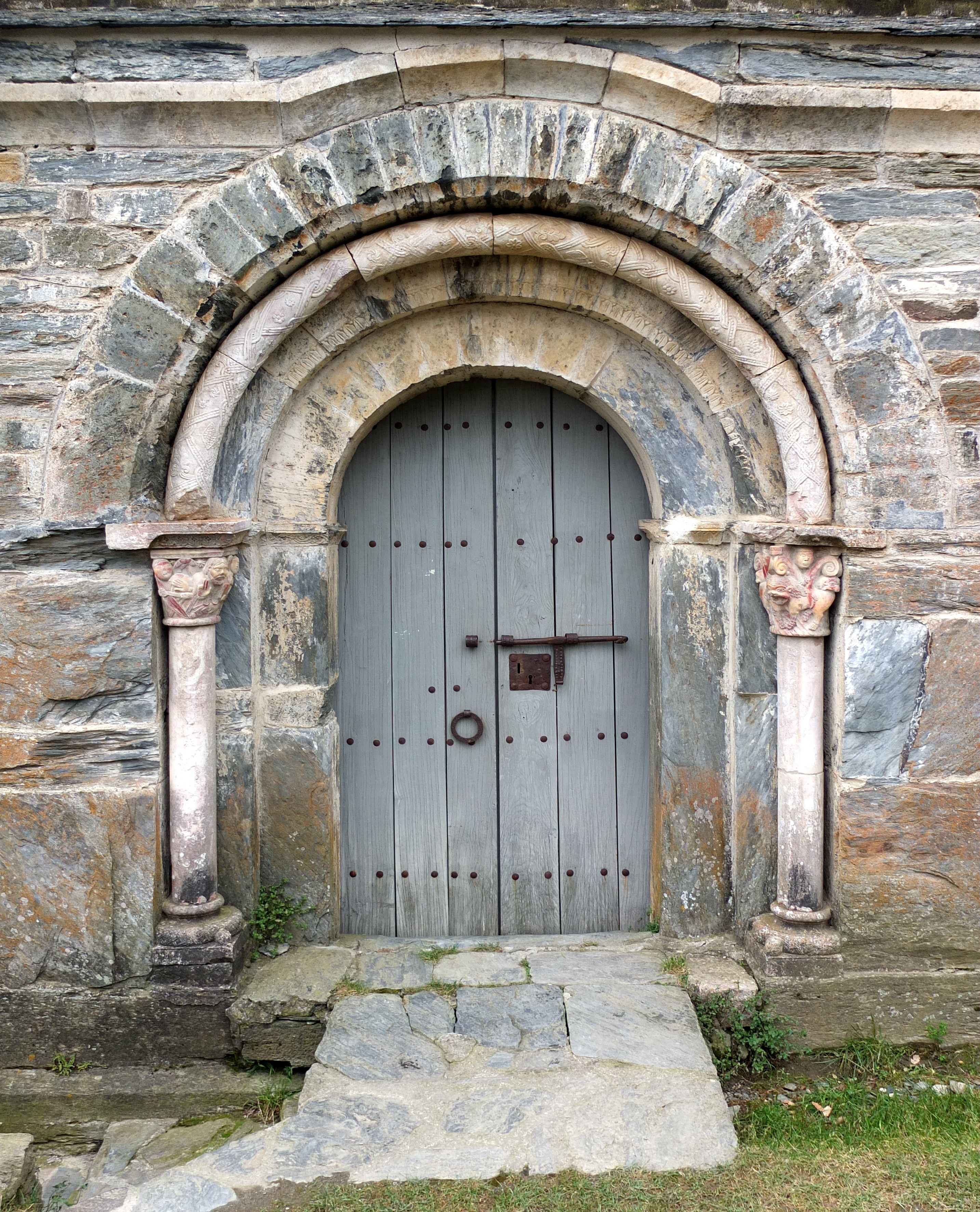
Nordportal

#### Seitenschiff
Das Seitenschiff zwischen dem nördlichen Querhausarm und der Glockenturm wird von einem Pultdach in Neigung des Hauptschiffdachs überdeckt, dessen First etwa zwei Meter unter dessen Traufe liegt. Die Traufe des Seitenschiffs ist eine Variante der des Hauptschiffs. Das Traufgesims mit einer breiten Hohlkehle ist noch einmal ein kurzes Stück senkrecht aufgestockt, bis zu der leicht auskragenden Kante der unteren Schieferreihe.

#### Nordportal
Nicht ganz in der Mitte des Seitenschiffs befindet sich das rundbogige Nordportal der Kirche. Sein Gewände ist seitlich und oben dreistufig ausgebildet, aus dem gleiche Schiefermaterial wie das anschließende Mauerwerk. Der äußere Keilsteinbogen schneidet ein wenig das Hohlkehlenprofil des Traufgesimses an, das dort segmentbogenförmig leicht ausgebuchtet ist. Die inneren Kanten der Keilsteine sind mit einer schmalen Hohlkehle dekoriert. Die beiden folgenden scharfkantigen Bögen bestehen nicht aus Keilsteinen, sondern aus größeren gebogenen Werksteinblöcken. Der mittlere Bogen ist auf seiner inneren Kante mit einem Zahnfries dekoriert. Die drei senkrechten, scharfkantigen Rückversätze auf den Portalseiten entsprechen denen der Bögen, bleiben aber ohne Dekor. In Höhe der Bogenansätze verläuft ein recht schmales Kämpferprofil über alle Abstufungen und Kapitellen hinweg, von den inneren Türlaibungen bis zu den Außenseiten des äußeren Keilsteinbogens. Das Bogenfeld der Tür bleibt geöffnet, ohne Tympanon. In die äußeren Rücksprünge des Portals ist eine Archivolte aus hellbeigefarbenem Marmor eingestellt. Die Kapitelle sind aus rosafarbenem Marmor (siehe Abschnitt „Skulptur Nordportal“).

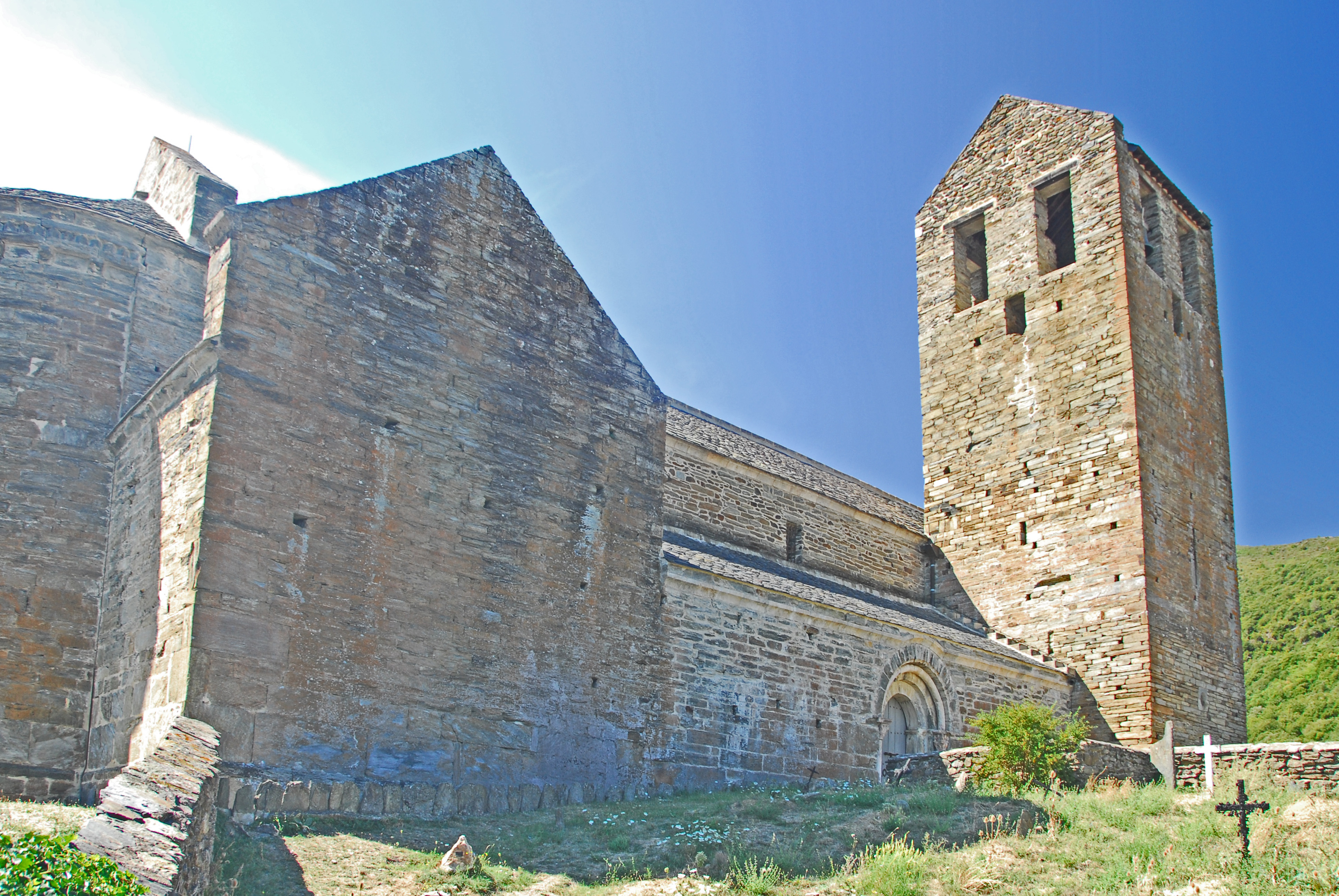
Serrabone, Ansicht von NO

In der Südwand des Hauptschiffs befindet sich über dem Pultdachfirst ein rechteckiges, zirka einen Meter hohes Fenster, etwa gegenüber dem Nordportal.

#### Nördlicher Querschiffarm
Die Giebelwand des nördlichen Querschiffarms verläuft oberflächenbündig und in Verlängerung der Seitenschiffwand. Die Oberseiten verlaufen parallel zu ihren etwa einen Meter tiefer gelegenen Satteldachflächen, die mit ihrem First knapp unter der Traufe des Hauptschiffs anstoßen. Die Traufen der Querhausarme sind wie die des Hauptschiffs ausgebildet. Auf der Westseite endet die Traufe etwa in halber Pultdachhöhe und geht in eine Kehle über, welche die anstoßenden Dachflächen untereinander schräg ansteigend verbindet. Der nördliche Querhausarm hat nur in der glatten Ostwand ein kleines schlitzartigen Fenster, das ihre nur innen vorhandene Apsidiole belichtet.

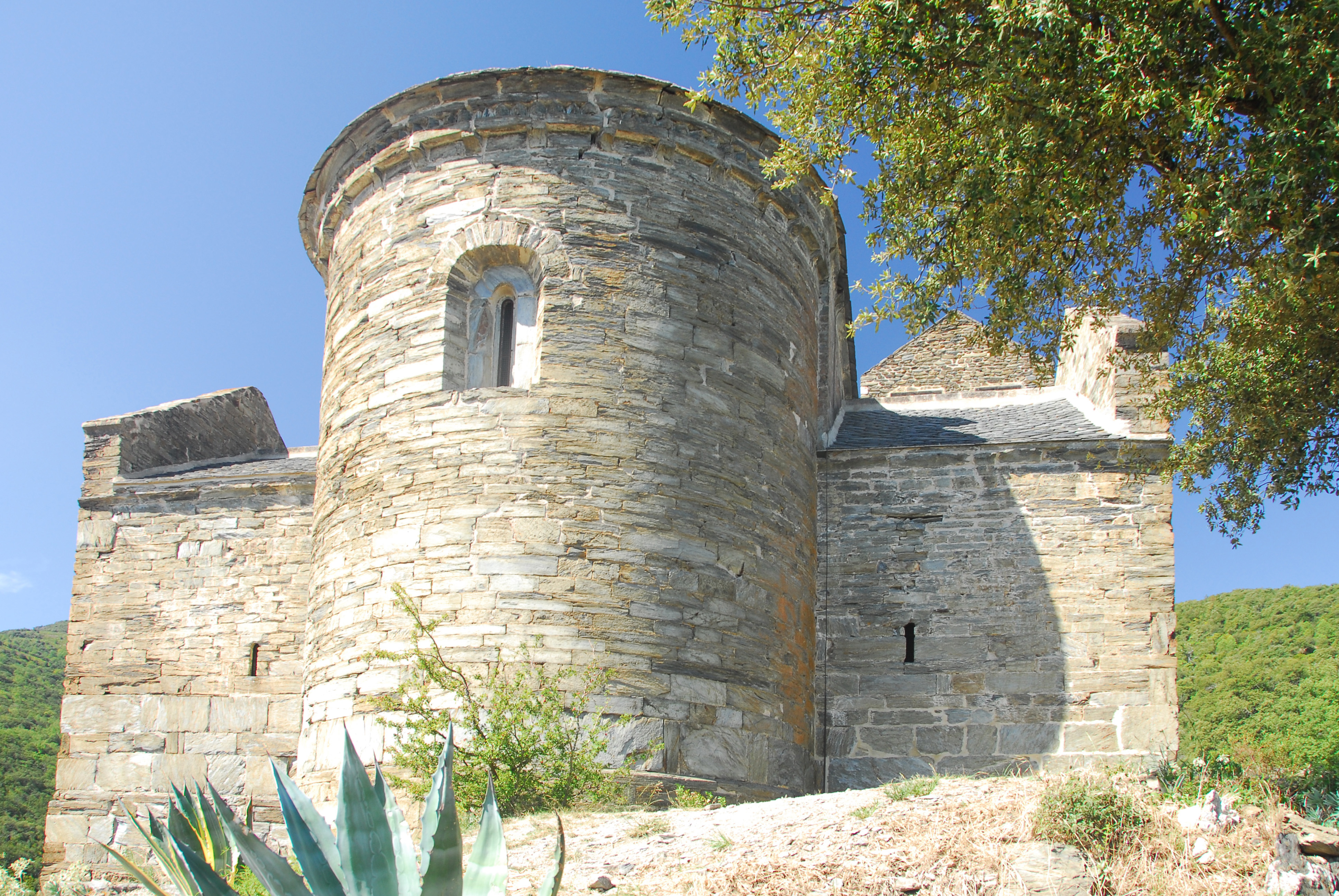
Serrabone, Chorhaupt von O

#### Chorapsis
Die Breite der im Grundriss halbkreisförmigen Chorapsis rückt gegenüber den Längswänden des Hauptschiffs um je zirka fünf Zentimeter ein. Die Traufen des Hauptschiffs gehen exakt in die der Chorapsis über. Unter dem Traufgesims in Form einer breiten Hohlkehle befindet sich noch ein zusätzlicher grober Zahnfriesdekor mit einem kantigen Profil darunter, das auf einer Reihe von Kragkonsolen getragen wird, deren Sichtseiten ausgerundet sind. Zu beachten ist hier der besondere Aufwand der Steinmetze, nicht nur beim runden Traufgesims, sondern bei jedem Stein der gebogenen Wand, deren äußere Rundung und auch die innere ganz präzise und sorgfältig auf die Steinquadern per Hammerhieb übertragen werden musste. In der oberen Hälfte der Apsis ist ein schlitzartiges, rundbogiges Fenster ausgespart, dessen Gewände seitlich und oben durch kräftige Wandrückversätze erheblich vergrößert werden und es so wie ein normales Fenster aussieht. Die Apsis wird von einem halben Kegeldach überdeckt, das sich gegen die östliche Giebelwand des Schiffes lehnt, welche das Dach deutlich überragt. Beide weisen die gleichen Neigungen auf. Knapp über dem First des Kegeldachs gibt es ein kleines rechteckiges Fensterchen.

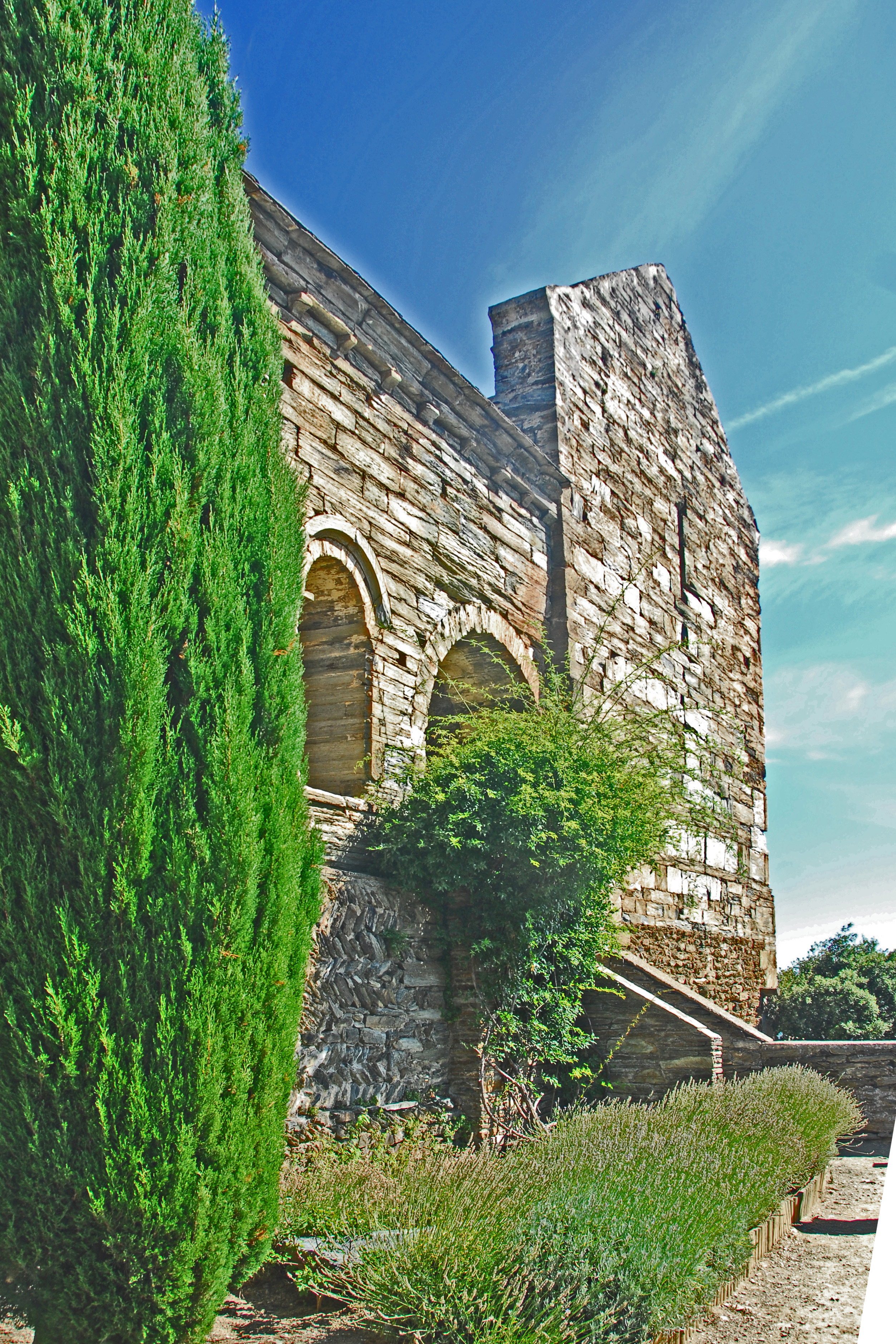
Serrabone, südl. Querhausarm von SW

#### Südlicher Querschiffarm
Der südliche Querschiffarm ist fast in allen Teilen genau so wie beim nördlichen gestaltet. Wichtigster Unterschied ist ein schlitzförmiges Fenster im oberen Bereich der Giebelwand. Zu erwähnen sind hier auch die notwendigen tiefer reichenden Untermauerungen der in diesem Bereich befindlichen Wände, die dort nicht mehr unmittelbar auf gründungsfähigem Baugrund stehen konnten.

#### Konventsgebäude

##### Kreuzgang
Die nach Süden hin weisende Galerie diente den Stiftsherrn als Kreuzgang, gleichzeitig auch als Parlatorium. Sie ist mit dem Südarm des Querhauses durch ein kleines, rundbogiges romanisches Portal verbunden. Die Höhendifferenz zwischen den Fußböden des Querschiffs und der Galerie wird mit einer vierstufigen Treppe überwunden. Durch ein weiteres Portal des gleichen Stils gelangte man früher direkt in das Kirchenschiff. Dieses Portal wurde unmittelbar neben dem Ostabschluss der Empore gebrochen und ersetzte ein Portal aus dem 11. Jahrhundert, das nach der Errichtung der Empore unpassierbar geworden war und daraufhin zugemauert worden ist. Dieses Portal ist heute ein Fenster. Die ehemalige Differenztreppe wurde entfernt. Gleich neben diesem Fenster befindet sich eine spitzbogige Wandnische, deren Hintergrund mit Resten eines farbigen Freskos dekoriert ist.

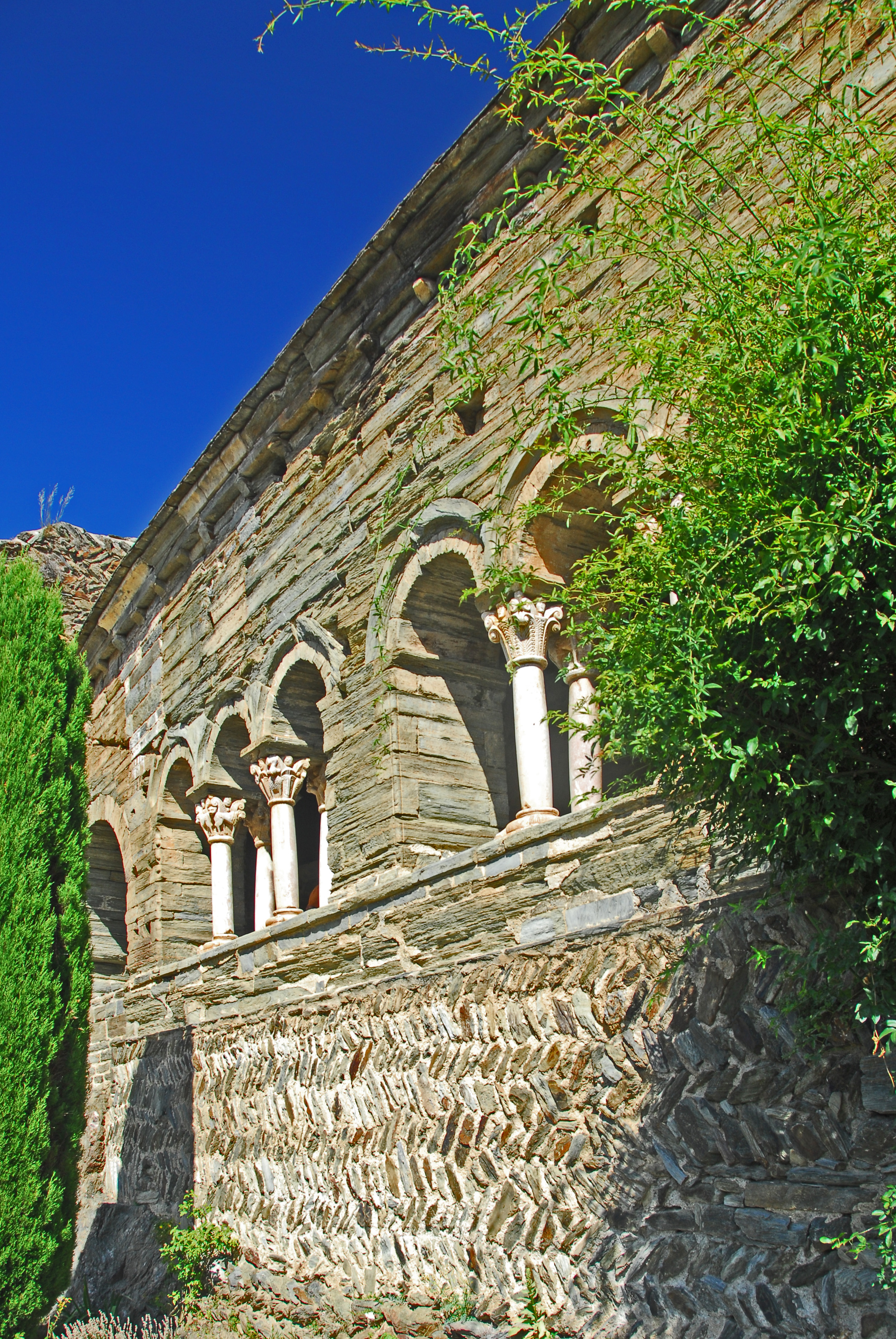
Serrabone, Kreuzganggalerie von SO

Die Kreuzganggalerie öffnet sich in ganzer Länge nach Süden über diesem Hof auf die sich in engen Mäandern windenden Schlucht der Boule. Drei massive, schmucklose Pfeiler teilen die Südwand in drei Abschnitte, die beiden äußeren sind etwas schmaler als die inneren. Die Pfeiler stehen auf einer gleich breiten, gut einen halben Meter hohen Brüstung, die am östlichen Ende einen Durchlass frei lässt, für einen Abstieg über eine Treppe in den Hof. Die äußeren Abschnitte werden in ganzer Breite von Keilsteinbögen überspannt, die auf kräftigen Kämpferprofilen der Pfeiler und Wände stehen. Diese äußeren Arkaden waren ursprünglich bis zum Boden der Galerie geöffnet. Vermutlich konnte man über sie in den Hof gelangen, der ursprünglich vielleicht noch zur Galerie hin abgeböscht war. Die nachträgliche Vormauerung einer Stützmauer vor der Galeriewand bis in Höhe des Fußbodens deutet darauf hin, dass der Boden des Hofes dort einmal tiefer gelegt worden ist.
Diese Stützwand weist einen interessanten Mauerverband auf. Dabei werden flache Bruchsteine schichtenweise hochkant aufeinander gestellt, die eine Schicht ist etwas nach rechts, die folgende Schicht nach links geneigt, und so fort. In diesem Zusammenhang ist interessant, dass außenseitig über der westlichen Arkade in der Wand der Galerie eine schräge Rille eingestemmt ist, was darauf hinweist, dass es vor der frei stehenden Ostwand des dreigeschossigen Konventstraktes ein Pultdach gegeben hat, dessen Ortgang in dieser Rille anschloss. Vielleicht sollte diese Überdachung einmal einen witterungsgeschützten Zugang von der Galerie aus zum Saal im Souterrain erlauben.
Die beiden mittleren Pfeilerintervalle sind jeweils in drei Arkaden unterteilt, deren äußere Keilsteinbögen ganz außen auf Kämpferprofilen der Pfeiler, die anderen jeweils gemeinsam auf zwei hintereinander gestellten marmornen Säulen stehen, deren skulptierten Kapitelle jeweils paarweise mit profilierten weit ausladenden Kämpferplatten aus Schiefer abgedeckt sind. Diese sind innenseitig etwas dicker als außen. Ihre profilierten runden Basen stehen einzeln auf kantigen Plinthen, die denen des Nordportals gleichen. (Näheres siehe Abschnitt Skulptur) Die Frontseiten der Keilsteinbögen sind im Verlauf der Bögen kräftig abgestuft.

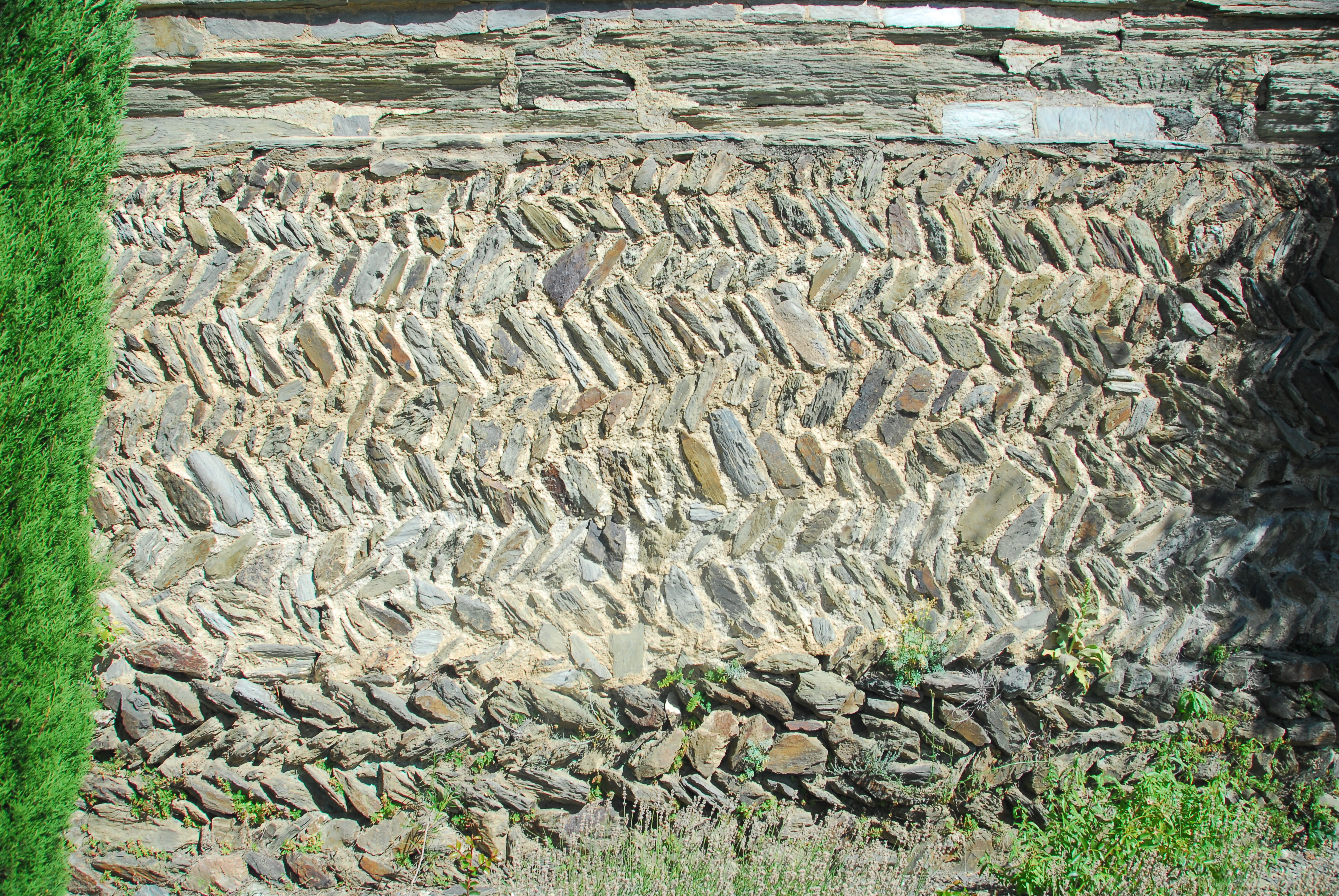
Serrabone, Kreuzganggalerie, Mauerverband

Über den äußeren Scheiteln aller Keilsteinbögen tritt ein über die ganze Länge der Galerie reichendes zweistufiges Kraggesims vor. Die untere Stufe besitzt einen nahezu quadratischen Querschnitt und wird in größeren Abständen von nach innen ausgerundeten Kragkonsolen unterstützt. Die obere kragt noch einmal fast doppelt so weit aus und ihre abgeschrägte Sichtkante ist als breite Hohlkehle ausgebildet. Auf diesem Gesims steht das hölzerne Gewölbe mit dem Querschnitt einer halben Spitztonne, das sich mit seinem Scheitel an die Südwand des Schiffs anlehnt.

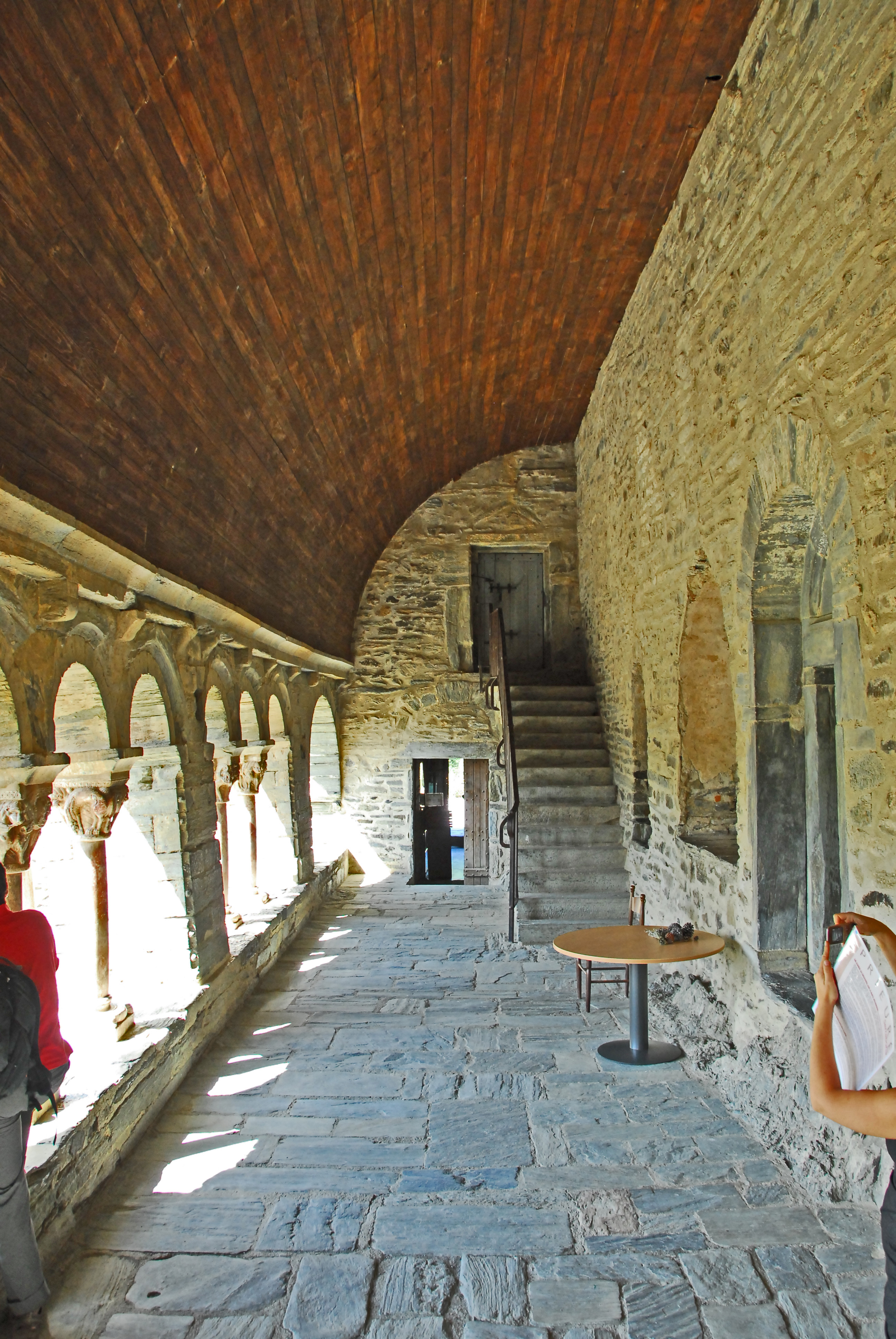
Serrabone, Kreuzganggalerie nach W

Auch auf der Außenseite der Galerie sind die Keilsteinbögen der Arkaden wie bei der inneren ausgebildet. Die Traufe liegt ein gutes Stück über den Scheiteln der Arkadenbögen und besteht aus einem zweistufigen Traufgesims. Die untere Stufe ist fast quadratisch und wird von eng gestellten Kragkonsolen unterstützt. Darüber kragt die zweite Stufe aus, deren abgeschrägte Sichtkante als breite Hohlkehle ausgebildet ist. Darüber kragt die untere Reihe der Schiefereindeckung aus. Das Pultdach der Galerie entspricht nahezu dem des nördlichen Seitenschiffs.

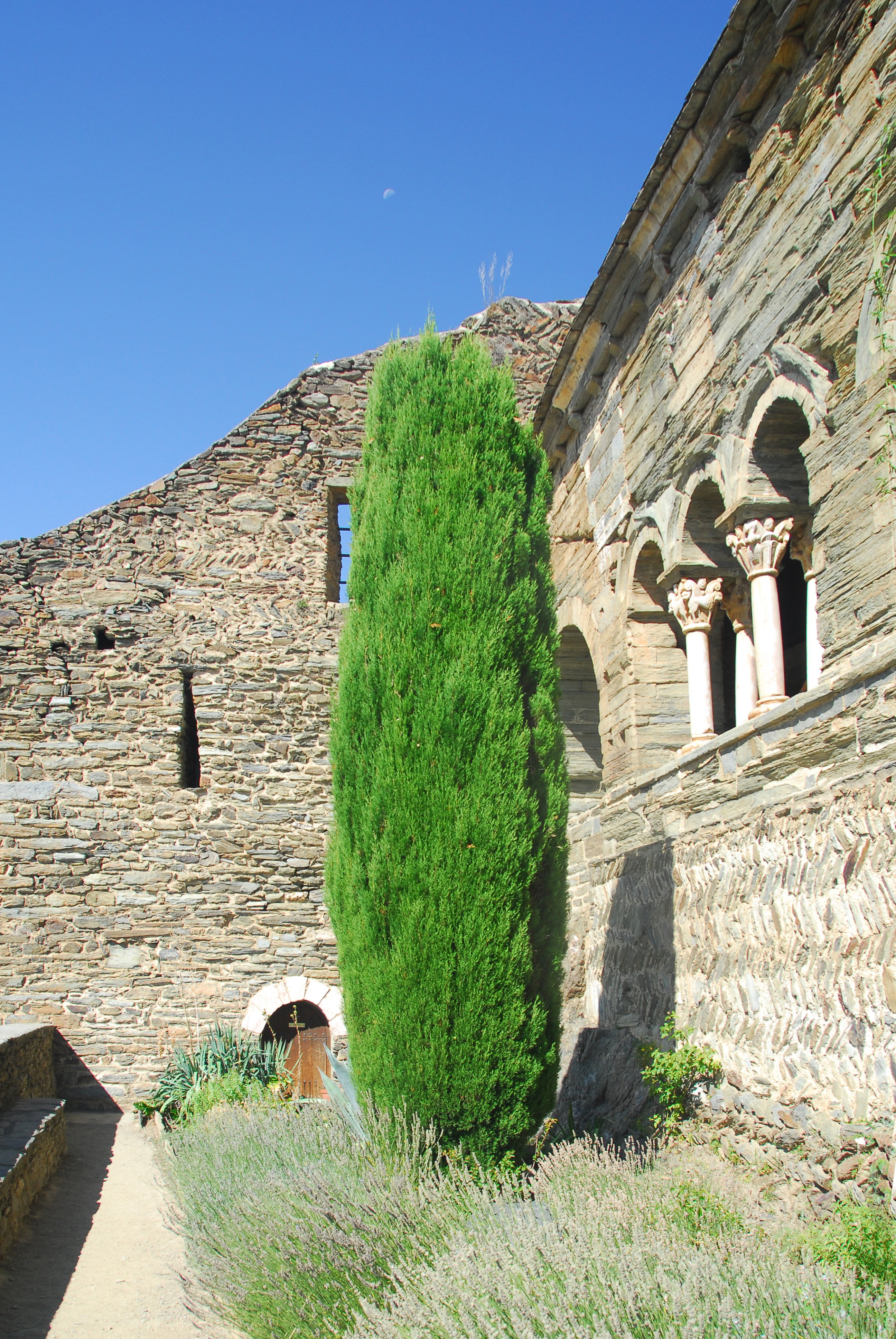
Serrabone, Kreuzganghof von O
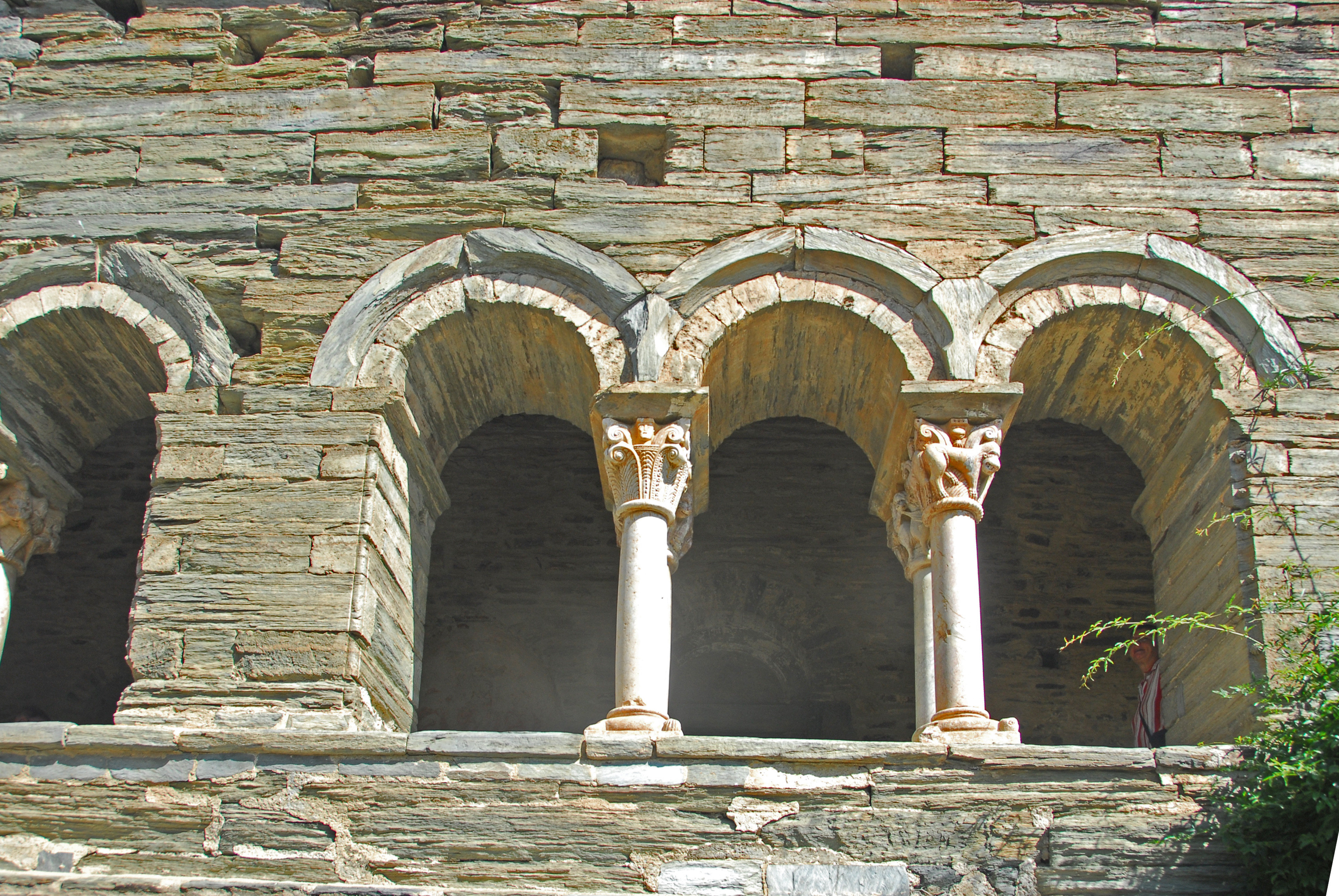
Serrabone, Kreuzganggalerie von S
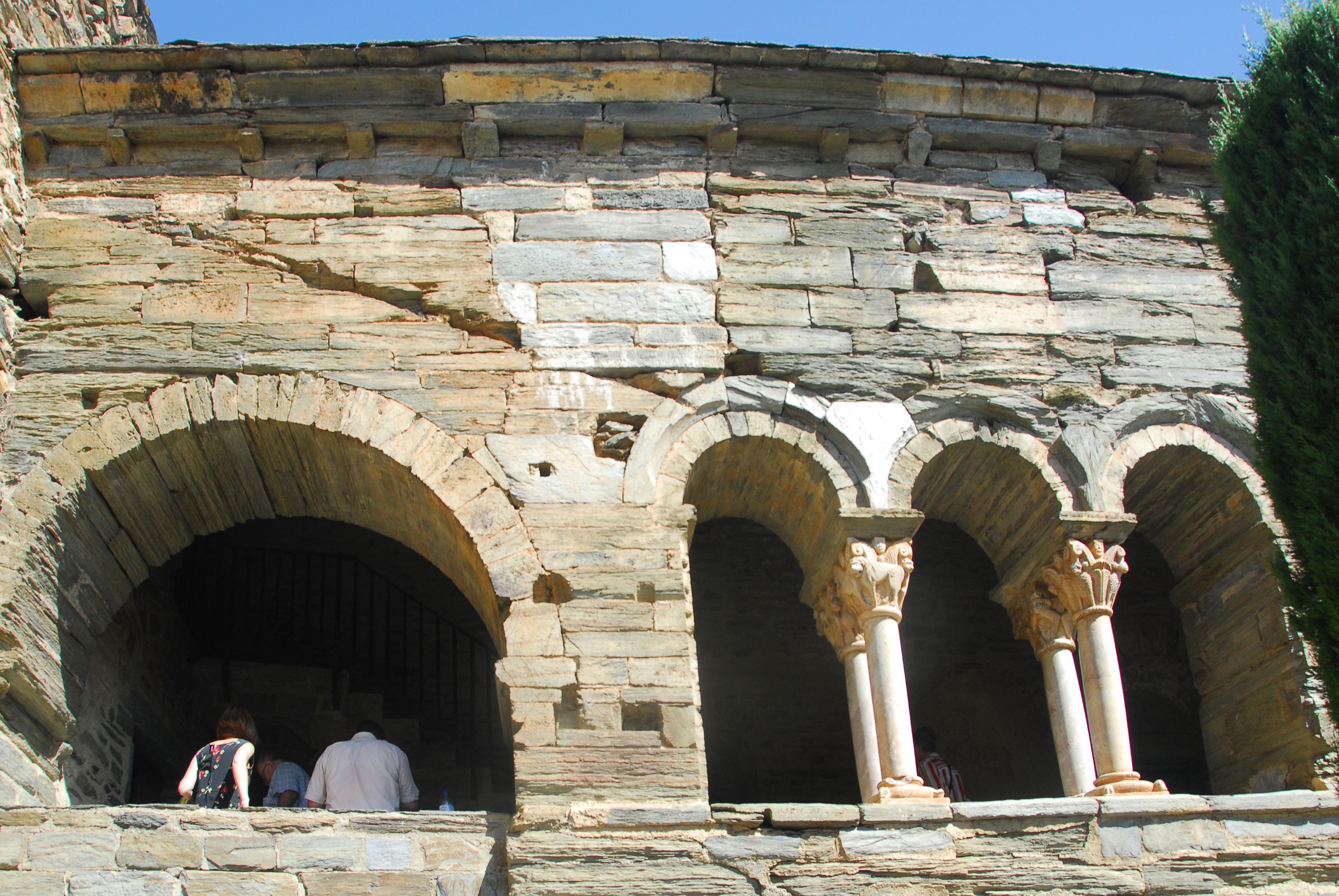
Serrabone, Kreuzganggalerie von S
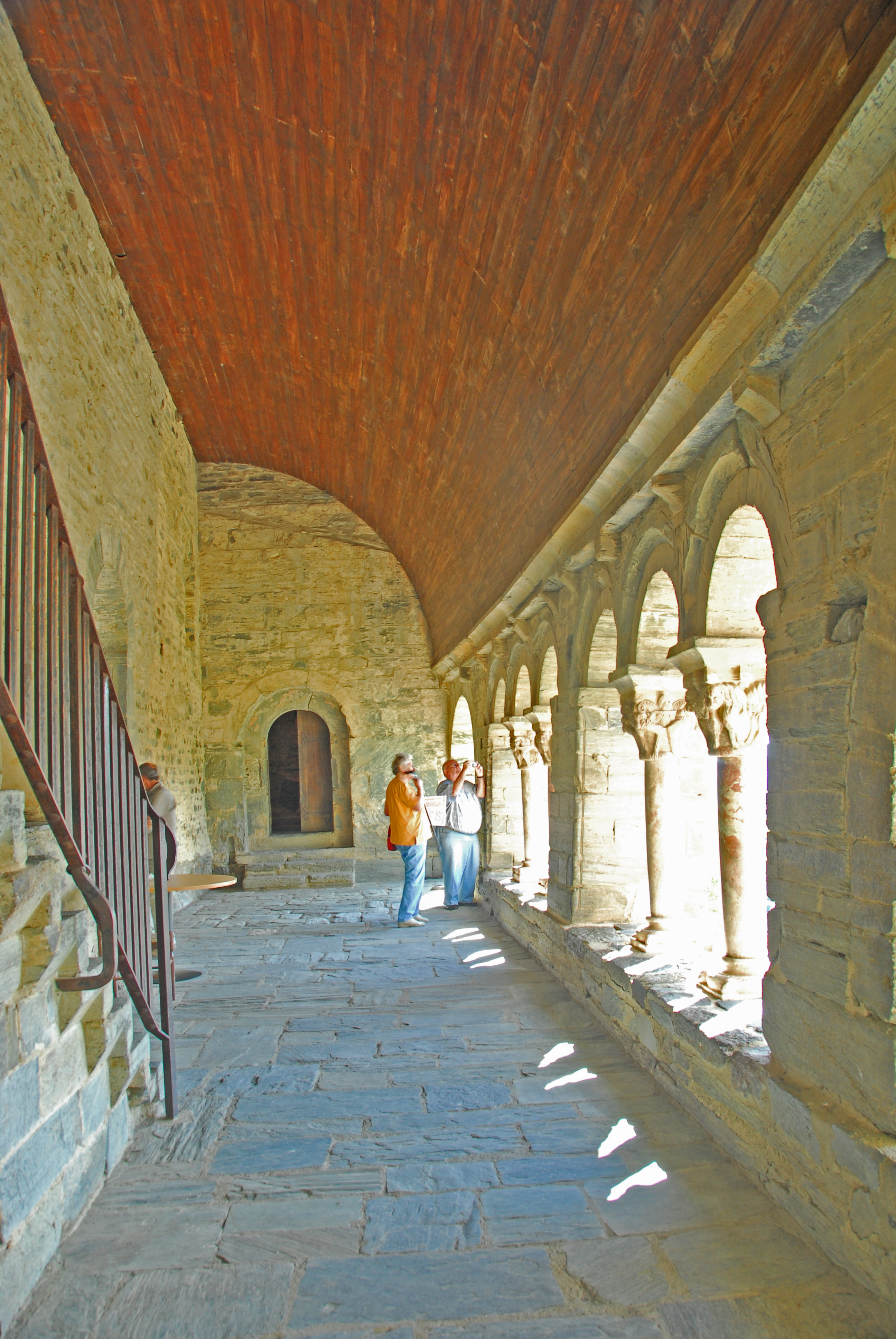
Serrabone, Kreuzganggalerie von W

##### Kapitelsaal, Refektorium, Dormitorium

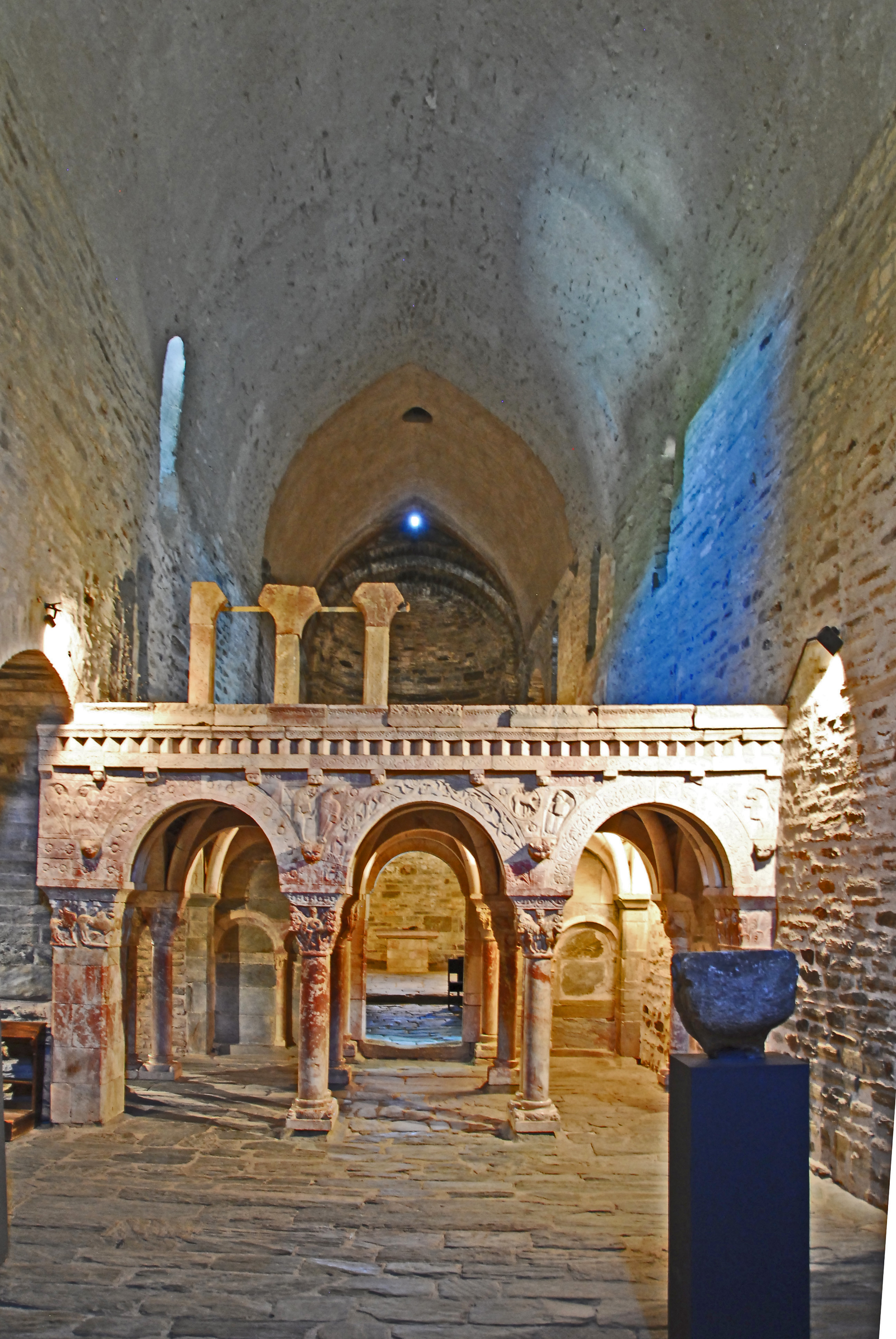
Serrabone, Hauptschiff mit Empore, von W

Am Westende der Galerie führte eine Treppe an der Wand des Schiffs hinauf in einen im Obergeschoss gelegenen Saal, wahrscheinlich der Kapitelsaal, von dem heute nur ein Teil der ehemaligen Ostwand mit einer rechteckigen Tür und natürlich die Wand des Hauptschiffs erhalten sind, in der ein hoch gelegenes Fenster des Schiffes ausgespart ist. Diese Ostwand ist innenseitig mit Arkaden aus grob geschnittenen Schieferblöcken dekoriert. Der Rest dieses Saals ist heute eine Aussichtsterrasse, von der man den Blick über das tiefe Tal des Wildbachs genießen kann. Unter dem Kapitelsaal liegt auf Höhe der Galerie ein zweiter gleich großer Saal, vielleicht einmal das Refektorium dessen West- und Südwand in der Neuzeit rekonstruiert worden sind. Er ist heute der Empfangsraum für Besucher, den man über je eine Tür, von außen und aus der Galerie betreten kann. Im Souterrain gibt es noch einmal den gleichen Saal, der über eine kurze Treppe aus dem Hof des Kreuzgangs erreicht werden kann, vielleicht das ehemalige Dormitorium.

### Inneres

#### Kirche
Der Grundriss des Bauwerks der Kirche setzt sich zusammen aus dem ungewöhnlich langen, dabei recht schmalen und hohen Haupt- oder Mittelschiff, dem schlanken nördlichen Seitenschiff, dem auf der Südseite die Kreuzganggalerie entspricht, zwei Querhausarmen, zwei Querhauskapellen und dem Chorhaupt.

##### Hauptschiff
Das Hauptschiff reicht von den Fassadenwand bis zum Chorhaupt. Sein östlicher, fast quadratischer Abschnitt ist nicht als Vierung anzusehen, sondern lediglich als eine Verlängerung des Schiffs mit gleichem Aufriss. Die Breite des Schiffs nimmt ab der Verlängerung nach Westen hin um 40 Zentimeter zu. Es wird in ganzer Länge von einem Spitztonnengewölbe überdeckt. Im älteren Teil des Schiffs gehen die Längswände ohne Zäsur in das Gewölbe über, hingegen werden im östlichen, jüngeren Abschnitt die Gewölbeansätze durch ein profiliertes Gesims markiert.

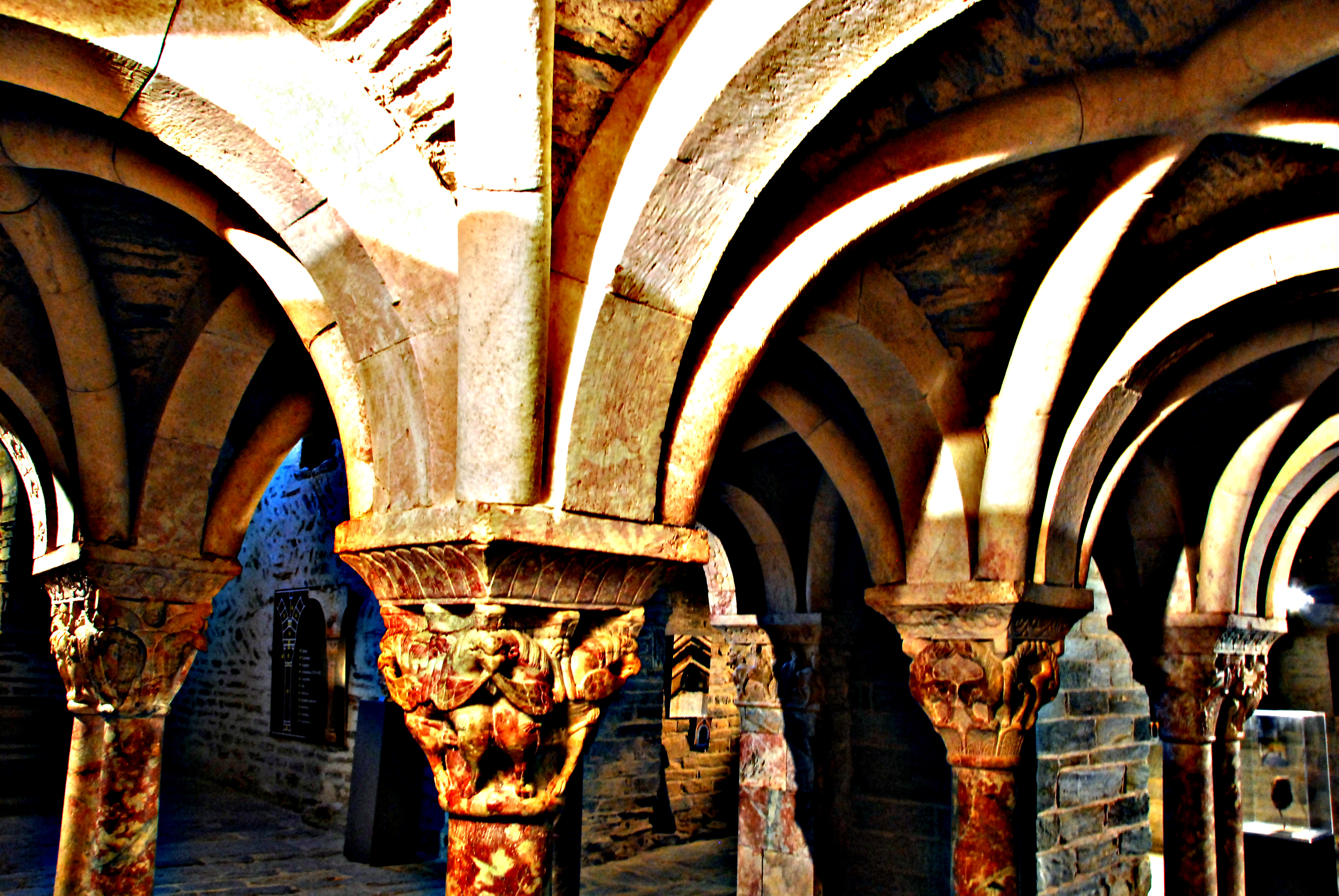
Sarrabone, Empore, Gewölbe, mittlere Säulen

##### Konstruktion der Empore
(S. 154–155)

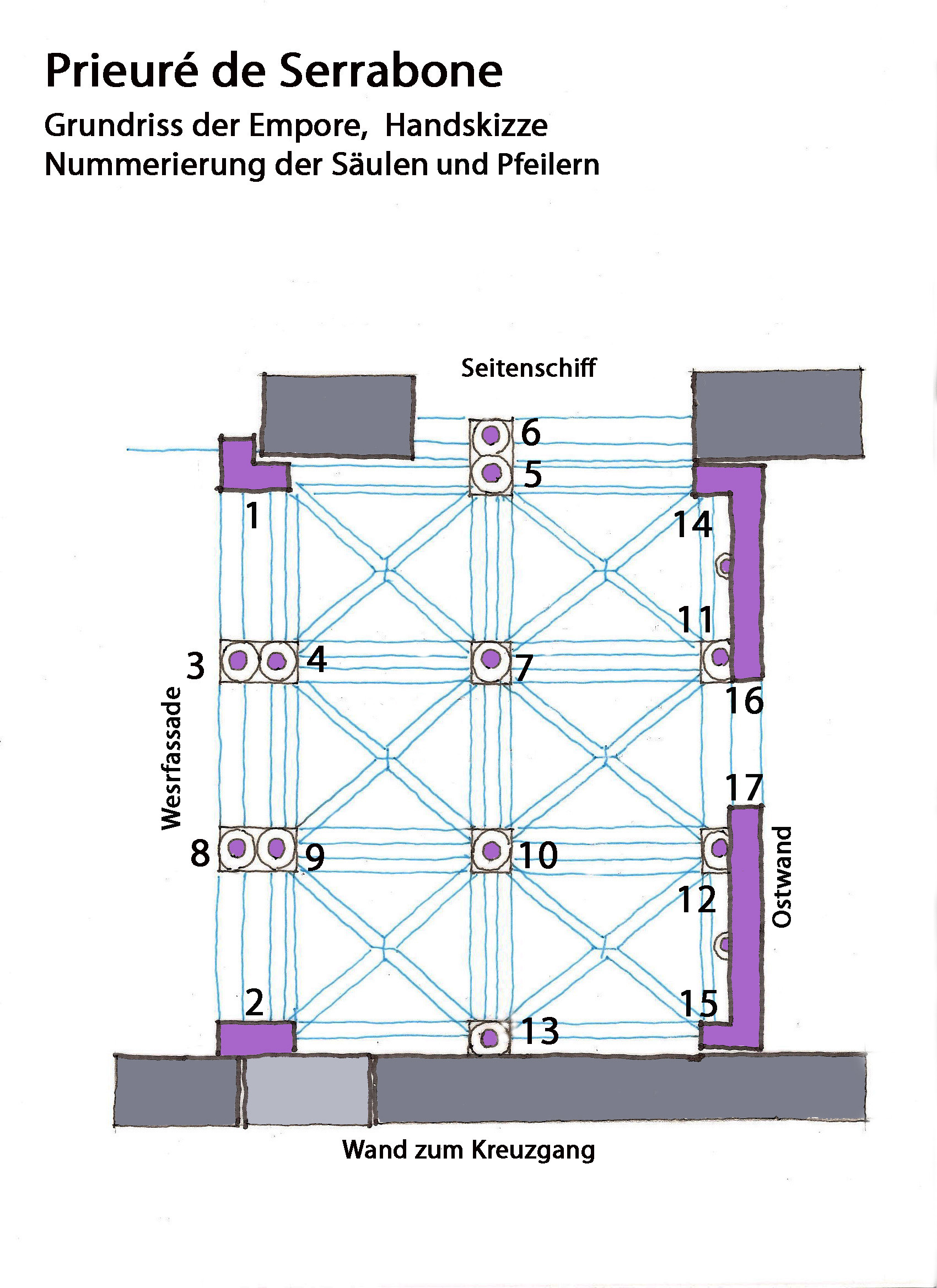
Grundriss der Empore, Handskizze

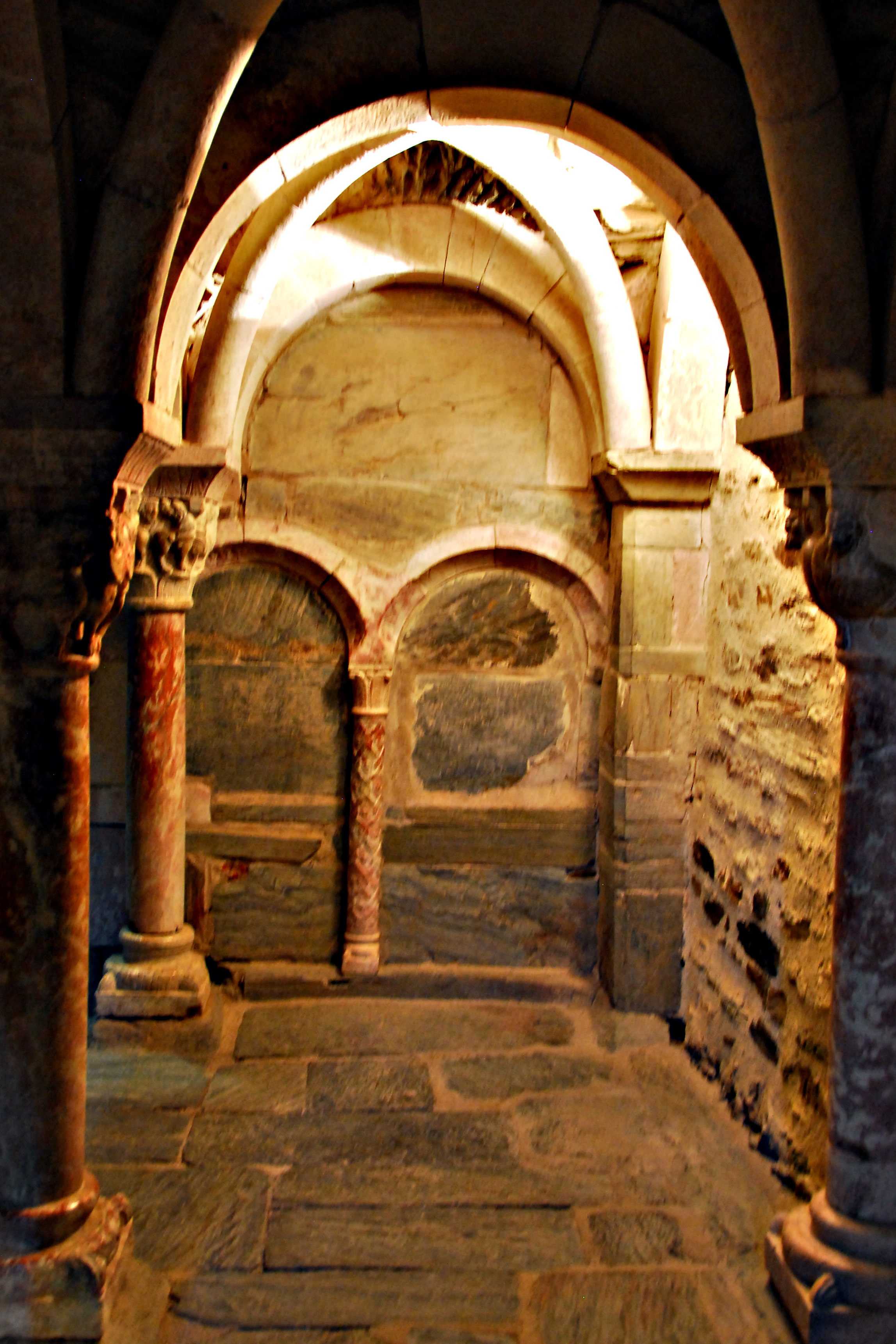
Serrabone, Empore, südliche Gewölbe

Das Schiff wird etwa in der Mitte des älteren Abschnitts errichteten prachtvollen Empore (oder Tribüne) unterteilt, die eine bescheidene Vorgängerin aus den Anfängen des Klosters vor der Fassadenwand ablöste, ein mächtiges Meisterwerk, das ohne Zweifel das schönste Beispiel künstlerischen Schaffens in der Marmorbildhauerei des Roussillon im 12. Jahrhundert darstellt. Diese neue rechteckige Empore lehnt sich an die Südwand des Schiffs. In die Nordwand des Schiffs sind zwei rundbogige, je etwa 2,50 Meter breite Arkadenöffnungen mit scharfkantigen Laibungen eingelassen. Die Empore erstreckt sich in Ost-West-Richtung über die östliche Arkade und den Schieferpfeiler und findet an deren Laibungskante und an dem Pfeiler zusätzlichen Halt. Dabei überschreitet die weit offene, mit Reliefs dekorierte Westfassade der Empore die südwestliche Pfeilerkante. Im Osten schließt eine recht schlanke, massive Schieferwand den Gewölbebereich ab, die nur in der Mitte von der schmalen, rundbogigen Arkade eines Durchlasses durchbrochen ist. Ihr Keilsteinbogen ist auf der Ostseite mit Flachreliefs sich wiederholender pflanzlicher Motive dekoriert. Ansonsten bleibt diese Wandseite ohne weitere Dekoration.
Die Plattform der Empore ruht auf sechs kleinen leicht rechteckigen Kreuzgratgewölben, die charakteristische Besonderheiten aufweisen. Sie erscheinen auf den ersten Blick Kreuzrippengewölbe zu sein. Die wulstförmigen „Rippen“ dienen hier allerdings nur als Fugenleisten, die keine tektonische Verbindungen mit dem Gewölbe haben und sind offensichtlich erst nach Fertigstellung der tragenden Konstruktion von unten eingebaut worden. Die Unterseiten der aus Bruchsteinen hergestellten Gewölbezwickel waren ursprünglich verputzt und ließen dadurch die Gewölbe noch deutlicher als Rippengewölbe erscheinen. Die „Kreuzrippen“ mit rundstabförmigen Querschnitten besitzen auch keine Schlussleisten oder Schlusssteine. Eine ähnliche Konstruktion findet man in der Kirche von Coustouges, wo allerdings die „Rippen“ zu einem Drittel ihres Querschnitts in das Gewölbe eingelassen sind. Beide sind Beispiele für Experimente mit Gratgewölben, die man in Südwestfrankreich seit dem zweiten Viertel des 12. Jahrhunderts machte, als bereits in der Île-de-France die Entwicklung der Gotik begann.

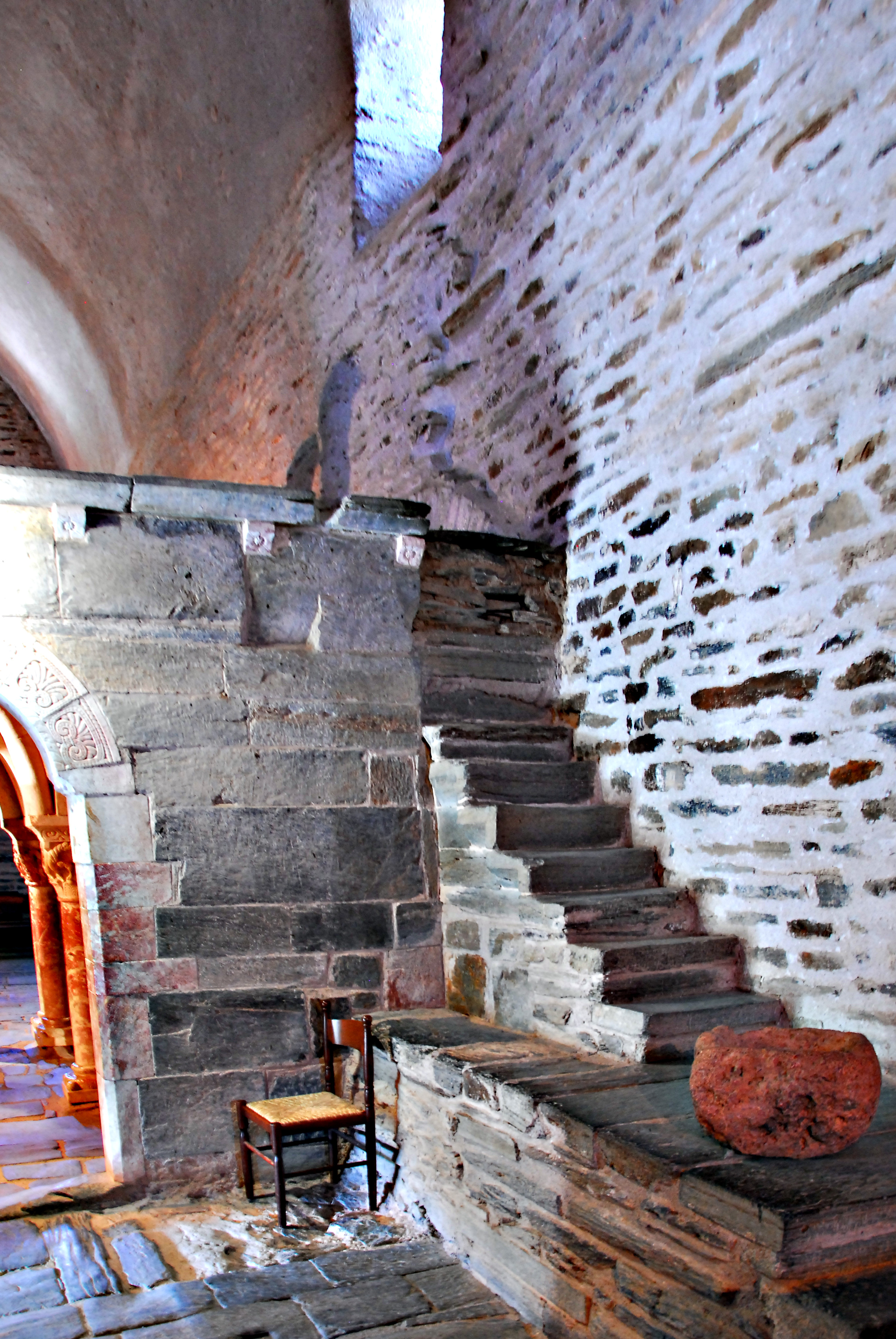
Serrabone, Treppe auf Empore

Auf der Süd- und Ostseite, wo die Empore gegen Wände stößt, liegen die Gewölbezwickel auf einfachen Schildbögen mit scharfkantigen Querschnitten. Auf der West- und Nordseite, wo die Empore nicht auf Wände stößt, finden sich doppelte Schildbögen, zur Verstärkung dieser tragenden Bauglieder. Doppelte scharfkantige Schildbögen finden sich auch auf allen Innenseiten der Gewölbefelder, wo diese aufeinander treffen. Die die Gewölbe tragenden Arkadenbögen stehen auf fünf verschiedenartigen Marmorsäulen. Zunächst fünf einfache Säulen, zwei im Zentrum (Nr. 7 und 10 – Nummerierung siehe Skizze – zwei beiderseits des Durchlasses (Nr. 11 und 12) in der Mitte der östlichen Wand, die fünfte an der südlichen Wand des Schiffs (Nr. 13). Dann drei Doppelsäulen mit Zwillingskapitellen, auf denen Arkadenbögen stehen, zwei davon auf der Westseite (Nr. 3, 4, 8 und 9) der Empore, die dritte in der Mitte der Nordseite (Nr. 5 und 6). Hinzu kommen noch zwei Pilaster an den Ecken der Westseite. Diese tragen große, skulptierte Kapitelle, von denen das südliche ein Monolith ist (Nr. 2). Hingegen besteht das Kapitell auf dem nördlichen Pilaster aus zwei Blöcken, denn hier greift der Marmordekor auf den Schieferpfeiler über. In der nordöstlichen und südöstlichen Ecke stehen die Arkadenbögen auf schmalen, schlichten Kämpfern (Nr. 14 und 15). Diese komplexe Disposition der einzelnen Teile erscheint vielleicht nicht ganz glücklich, musste aber den schwierigen Bedingungen an dieser Stelle der Kirche, wo sich die Empore erhebt, Rechnung tragen. Dieselben Sachzwänge erklären auch gewisse Unstimmigkeiten in der Verteilung des Skulpturenschmucks an der Westfassade, den seitlichen Pilastern und Kämpfern, sowie den elf Kapitellen und ihren Kämpferplatten.
Die beiden Blendarkadennischen an der Ostwand neben dem rundbogigen Durchlass sind jeweils mit zwei kaum halb so hohen Blendarkaden gegliedert. Ihre mit einer breiten Hohlkehle dekorierten Keilsteinbögen stehen gemeinsam auf kleinen Säulchen, die mit Kapitellen und Basen ausgerüstet sind.

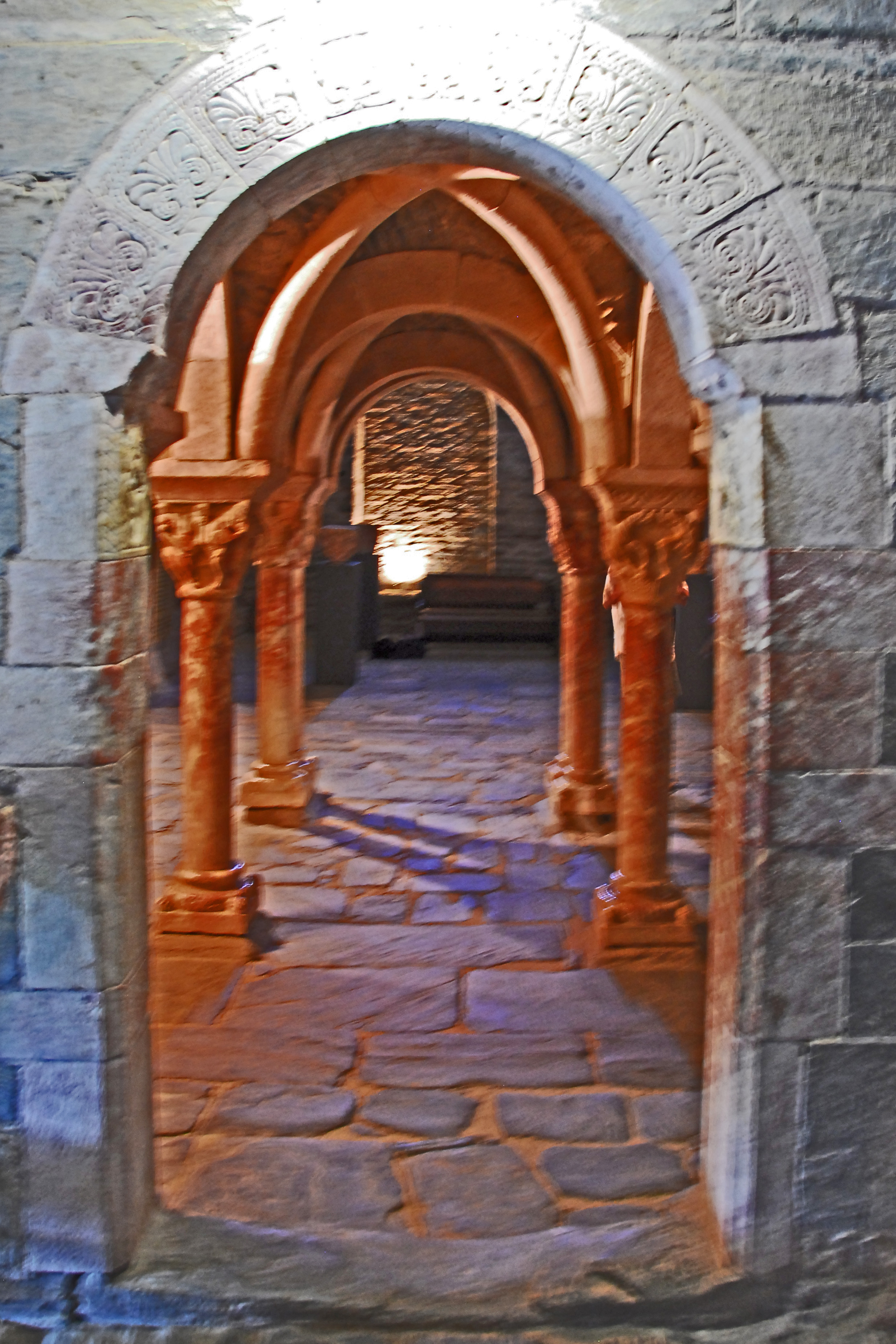
Serrabone, Empore, Durchlass in Ostwand

Auf der Ostseite der Empore findet sich an der Nordwand des Schiffes ein gemauertes Podest, von dem aus eine schmale gerade Steintreppe zur Plattform der Tribüne hinaufführt. Die Ostwand endet oberseitig in Höhe der Plattform mit einem kräftigen Kraggesims dessen Sichtkante als breite Hohlkehle ausgebildet ist. Dieses wird von einer Reihe von Kragkonsolen unterstützt, deren Sichtseiten mit einer Blüte dekoriert sind.
Hinsichtlich des ursprünglichen Standorts dieser Empore gibt es unterschiedliche Deutungen. Christiane Favre, Verfasserin einer unveröffentlichten Dissertation der École du Louvre (1944) und Marcel Robin, ehemaliger Archivar des Départements Pyrénées-Orientales, behaupteten, das kleine Bauwerk habe ursprünglich zur Abtei von Saint-Michel-de-Cuxa gehört. Sie stützten ihre These auf die vorstehend aufgezeigte Unregelmäßigkeiten der Konstruktion sowie einige andere Unbeholfenheiten im Detail. Die Empore sei dann später unfachmännisch in Serrabone wiederaufgebaut worden. Diese Hypothese kann jedoch nicht mehr aufrechterhalten werden, seitdem bekannt ist, dass eine ähnliche aber größere Empore desselben Künstlers in der Kirche von Cuxa stand und dass die Mehrzahl ihrer Bestandteile noch vorhanden ist.
Man könnte aber durchaus die These akzeptieren, dass die Empore einmal versetzt worden ist, jedoch dass dies innerhalb der Kirche von Serrabone geschehen sein müsste. So stand die Empore nach einer der Quellen ursprünglich weiter östlich, und zwar an der Stelle, an der sich auch die erste Empore der Kirche befand. Als dann hier das Gewölbe einstürzte (1819) und die Empore geschützt werden musste, wurde sie versetzt. (S. 159)

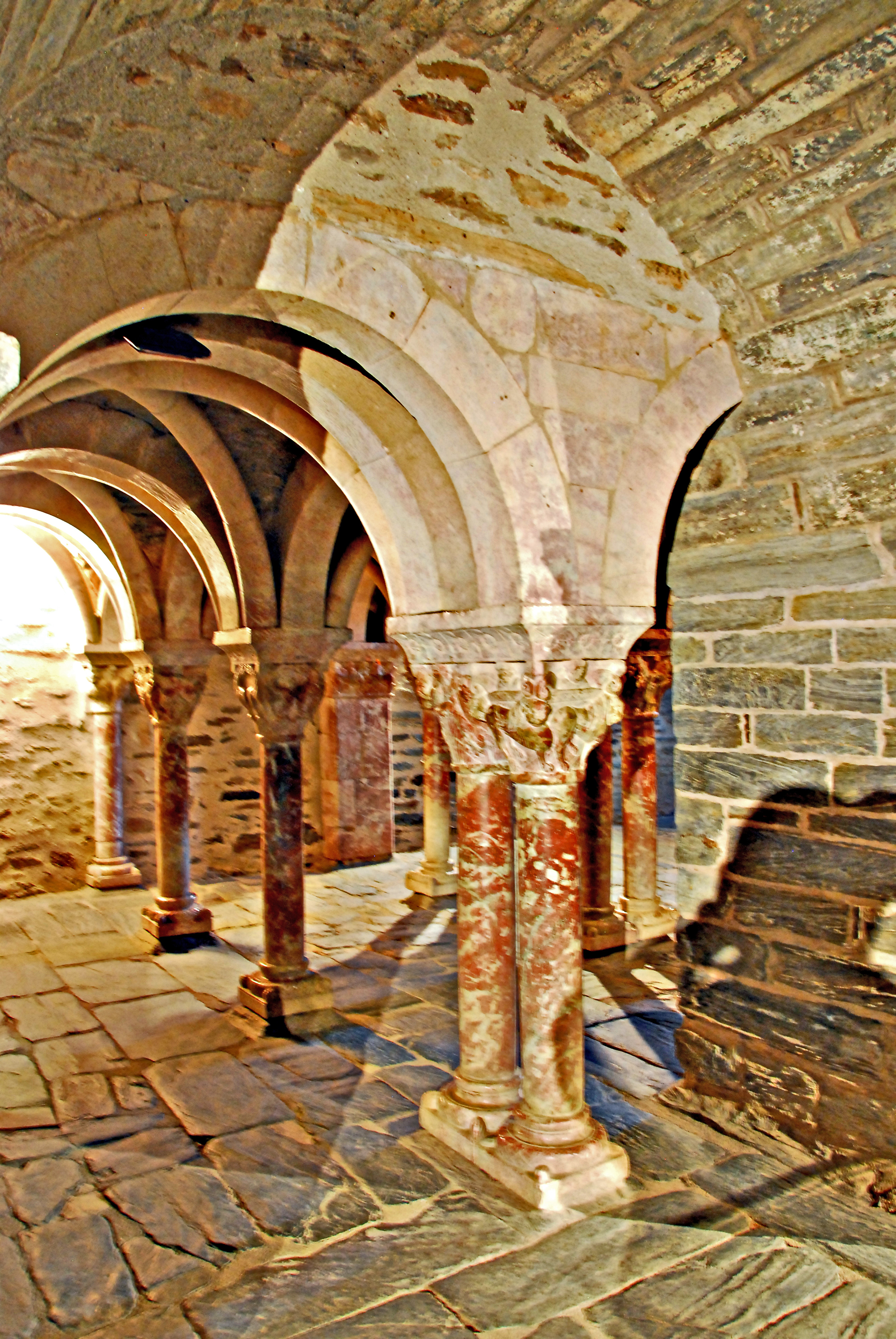
Serrabone, Empore, aus Seitenschiff

Andererseits sind wichtige Details nur dann sinnvoll, wenn die Empore schon immer an ihrem heutigen Platz gestanden hat. Als ein Beispiel dafür nennt die gleiche Quelle die Doppelbögen der Nordseite, die wie diejenigen nach Westen als Öffnungen zu einem Kirchenschiff hin angelegt sind, und nicht zu einer geschlossenen Wand, wie das beim Standort im westlichen Bereich des Schiffs gewesen wäre. So wird auch das Kapitell am nördlichen Pilaster der Westseite der Empore genannt, das mit seinen beiden Bestandteilen extra für diesen Standort geschaffen worden ist (Nr. 1). Auch der Kämpfer des gegenüberliegenden Pilasters ist wiederum so skulptiert, dass er mit der Mauer verwächst, indem sich die Blätter auf einer der Schmalseiten zu dieser hin neigen (Nr. 2).
Allein schon die üppige Skulptur der Westfassade der Empore lässt einen Standort am Westende des Schiffs als sehr unwahrscheinlich erscheinen.
J.-A. Brutails erklärte die Unregelmäßigkeiten in der Konstruktion mit der Ungeschicklichkeit der Steinmetze aus der Gegend. Diese könnten auch mit den besonderen Umständen zusammenhängen, unter denen die romanischen Steinmetze des Roussillon zu arbeiten hatten. Zu bedenken ist, dass die damaligen Bildhauer in der Nähe der Marmorsteinbrüche arbeiteten, die es aber nicht in Nähe der Baustelle gab. Sie schufen und lieferten auf Bestellung die Schmuckelemente, die allgemein für Türen, Fenster, Kreuzgänge, vielleicht auch für Emporen bestimmt waren. Es handelte sich um leicht zu transportierende und anzubringende Werkstücke wie Marmorplatten, Teile von Friesen, Rundstäbe, Keilsteine, Säulen, Kapitelle, Basen und Ähnliches. Von daher erklärt sich auch die beschränkte Anzahl von Vorbildern, ihre Wiederholung und die Monotonie ihrer Abfolge. Es musste sich dementsprechend ein Konflikt entwickeln zwischen den Arbeitsbedingungen einer „Serienfertigung“ und dem Zwang zur „Maßanfertigung“, die ein so heterogenes Bauwerk verlangte, wie es die Kirche von Serrabone nach ihrer Vergrößerung 1151 geworden war.

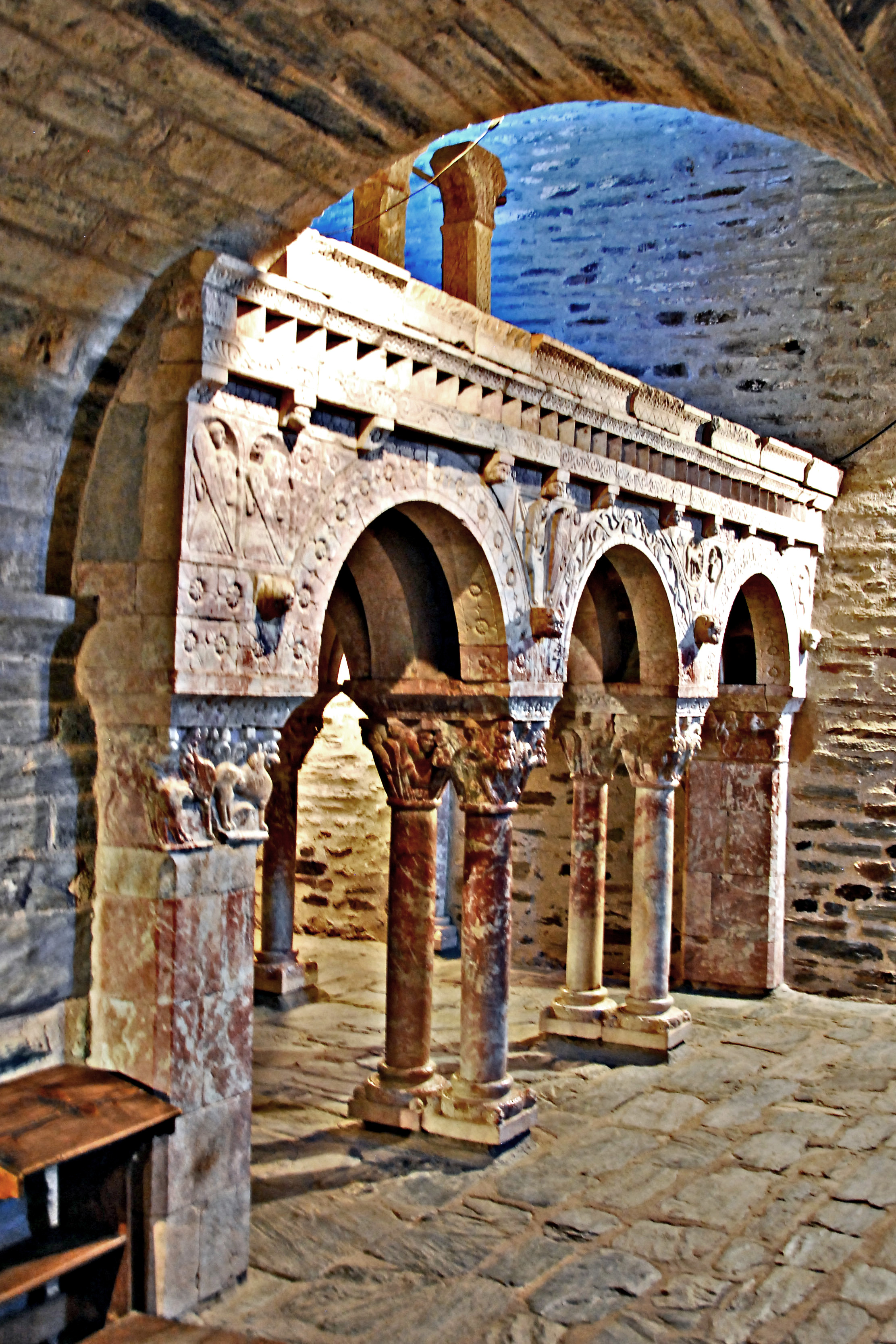
Serrabone, Empore, Westfassade aus Seiternschiff

Bleibt man bei der Annahme, dass der heutige Standort der Empore auch der ursprüngliche war, ergeben sich eine Reihe von Konsequenzen. Dadurch, dass sie die Chorherren in die Mitte des Kirchenschiffs stellten, bildete sie den Abschluss des liturgischen Chors und übernahm sie die Rolle eines Lettners. Das war übrigens der Zeitpunkt, zu dem die ersten romanischen Lettner auftauchten. Bekannt ist etwa die Rekonstruktion des ehemaligen Lettners der Kathedrale von Ely in Großbritannien, der die Form eines das Schiff durchquerenden Portikus hatte und mit Galerie und Brüstung versehen war. Er besaß drei Rundbogenportale, wie etwa das von Serrabone. Auch der Lettner von Vezzolano im Piemont wies ähnliche Strukturen wie die Empore von Serrabone auf, jedoch mit geringerer Tiefe.
Gerade wegen ihrer räumlichen Tiefe konnte die Empore von Serrabone die ganze Chorherrengemeinde aufnehmen, die wahrscheinlich kaum jemals ein Dutzend Mitglieder hatte. Sie diente somit nach örtlicher Tradition als Mönchschor.
Es ist auch bezeichnend, dass der gesamte Skulpturenschmuck der Empore nach Westen ausgerichtet ist und dementsprechend nicht für die Chorherren, sondern für die gläubigen Laien bestimmt war. Die Ikonographie, die die christliche Vorstellung vom Kampf gegen das Böse, von der Heilsbotschaft Christi und vom Jüngsten Gericht veranschaulicht, sollte der Belehrung und Erbauung der Gemeinde dienen.
(Nähere Details zur Empore siehe Abschnitt Skulptur.)
Die Nordseite des Hauptschiffs weist knapp unter dem Gewölbeansatz ein mittelgroßes, rundbogiges Fenster auf, mit aufgeweiteten Gewänden. Auf der Südseite gibt es in etwa gleicher Höhe am westlichen Ende des Schiffs ein solches Fenster. Zwei weitere Fenster auf dieser Seite und in gleicher Höhe im mittleren Bereich des Schiffs wurden mit dem Anbau der Kreuzganggalerie zugemauert. In der gleichen Wand ist unmittelbar neben der Ostwand der Empore eine rundbogige ehemalige Türöffnung ausgespart, die zum verglasten Fenster umfunktioniert worden ist. Ein Stück weiter nach Osten gibt es noch ein kleines rundbogiges Fenster, das sich in die Kreuzganggalerie öffnet.

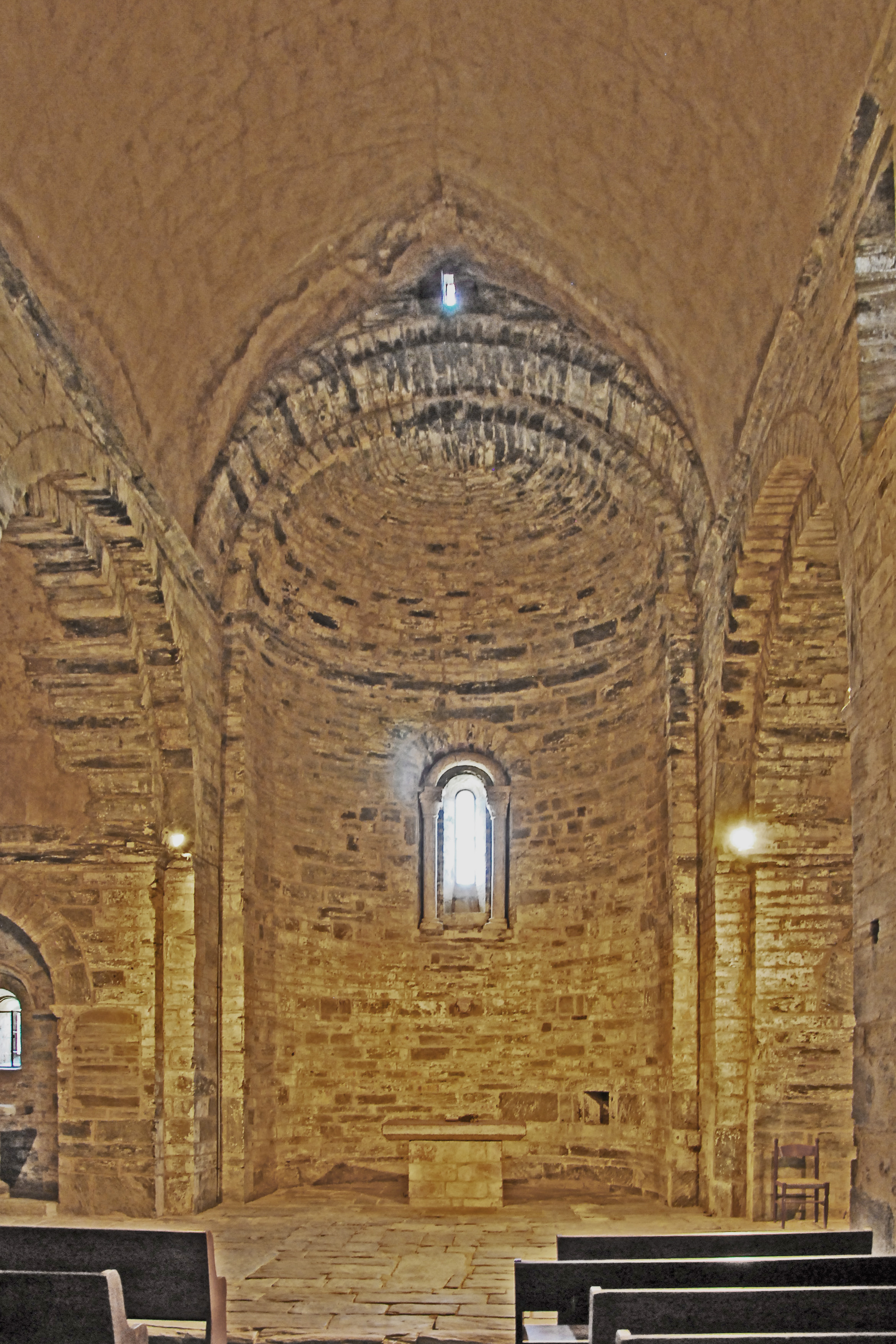
Serrabone, Chorhaupt aus Schiff

In der Achse der Westwand befindet sich die Arkadennische des ehemaligen Hauptportals, das in der Neuzeit zugemauert worden ist. Nur ein kurzes Stück darüber beginnt eine recht große, rundbogige Fensteröffnung mit aufgeweiteten Gewänden.

##### Chorhaupt
In der Ostwand des Schiffs öffnet sich das Chorhaupt, dessen Grundriss zunächst aus einem sehr schmalen Chorjoch besteht, an das sich mit einer kräftigen Abstufung der etwas schmalere Halbkreis der eigentlichen Chorapsis anschließt. Der Umriss aus Chorjoch und Apsis reicht hinauf bis in Höhe des Gewölbeansatzes des Schiffs, der von einem Kraggesims markiert wird, das um das Joch und die Apsis herumgeführt wird. Die Apsis wird von einer kaum angespitzten Halbkuppelkalotte überdeckt, deren Bogenrundung nach der gleichen Abstufung die Rundung des Chorjochs folgt, über dem die östliche Giebelwand des Schiffes noch etwas höher geführt ist. Es entstand so ein Stück Wandfläche, die unten von der leicht angespitzten Rundung des Chorjochs und oben von der hohen Spitztonne des Schiffs begrenzt wird. In der Achse dieser Wandfläche ist ein kleines rechteckiges Fenster ausgespart. Ein Stück unter dem Ansatz der Kalotte der Apsis ist in deren Achse ein schlankes, rundbogiges Fenster ausgespart, dessen Gewände seitlich und oben aufgeweitet ist. In einem umlaufenden Rücksprung der Gewändekante ist eine Archivolte aus weißem Marmor eingestellt, mit Säulchen, die mit skulptierten Kapitellen, profilierten Kämpfern und Basen auf kantigen Plinthen ausgerüstet sind. Ihr Bogen besteht aus einem Rundprofil, etwas dünner als die Säulchen. Das rechte Kapitell zeigt einander zugewandte Löwen, die mit den Emporenkapitellen Nr. 10 und 11 verglichen werden können. Das linke trägt vier große Akanthusblätter.

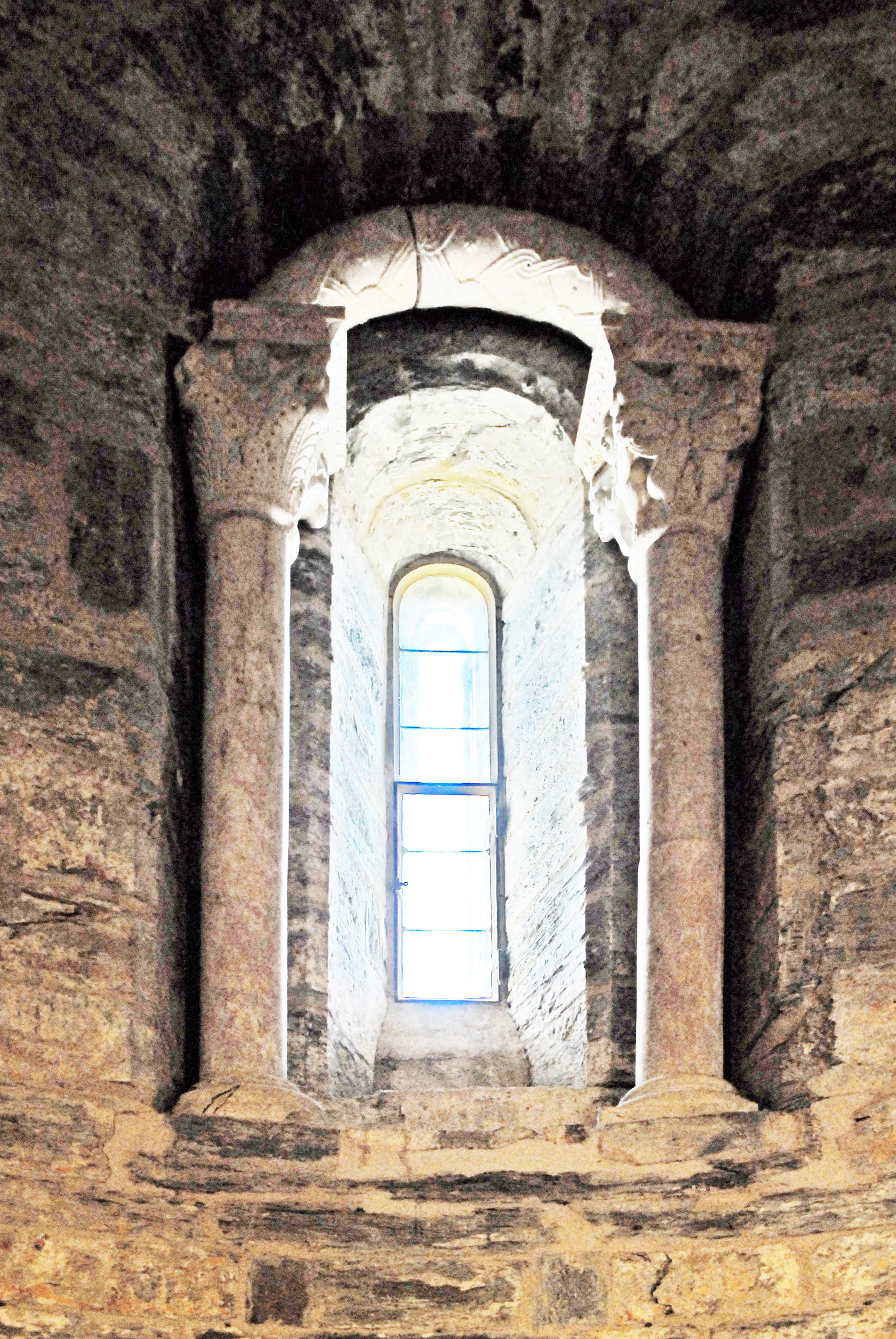
Serrabone, Fenster Chorapsis

##### Querschiffarme
Die beiden Querschiffarme öffnen sich über einfach gestufte, nur leicht angespitzte, rundbogige Arkaden in den Seitenwänden des jüngeren Schiffabschnitts. Sie sind überwölbt von schwach angespitzten, quer zum Schiff ausgerichteten Tonnen. Ihre Gewölbeansätze werden von kräftigen Kraggesimsen markiert, deren Sichtseiten von breiten Hohlkehlen dekoriert sind. Ihre zum Schiff weisenden Enden sind um die inneren Keilsteinbögen der Abstufung herumgeführt. Die äußeren Scheitel der zweiten Keilsteinbögen liegen nur knapp unter den Gewölbeansätzen des Schiffs.
In den Ostwänden der Querschiffarme öffnen sich über rundbogige Arkaden im Grundriss halbkreisförmige Apsidiolen der Querschiffkapellen, die mit halben Kuppelkalotten überdeckt sind. Ihre Kuppelansätze werden von kräftigen profilierten Kraggesimsen markiert, die als halbrunde Bögen mit etwas Abstand um die rundbogigen Gewändekanten der Fenster geführt sind. Die Gewände der kleinen schlitzartigen rundbogigen Fenster sind nach innen stark aufgeweitet.
In den Giebelwänden der Querhausarme sind im unteren Bereich kleinere, recht tiefe Nischen ausgespart in denen heute hinter Glas meist steinerne Fundstücke ausgestellt, die man bei den Restaurierungsarbeiten gefunden hat. Das waren vermutlich Aufbewahrungsorte für Reliquien oder kostbare Requisiten für die Messfeiern, die darin verschlossen werden konnten, den so genannten Martyria, die in romanischen Kirchen meist in der Krypta anzutreffen sind.
In der Westwand des nördlichen Querhausarms ist eine halbrunde Arkadenöffnung ausgespart, deren Breite etwas schmaler ist als die Breite des dahinter beginnenden nördlichen Seitenschiffs. Die Arkade weist auf beiden Wandseiten kräftige Rückversätze auf. Ihre Bogenansätze werden von Kämpferprofilen markiert.
In der Westwand des südlichen Querhausarms befindet sich eine schlanke, rundbogige Türöffnung. Ihre Laibungen sind innen wie außen kräftig gestuft. In der südlichen Giebelwand ist ein schlankes, rundbogiges Fenster ausgespart, dessen Gewände kräftig aufgeweitet ist. Dieses Fenster trägt zur Belichtung des östlichen Schiffs und des Chors erheblich bei.

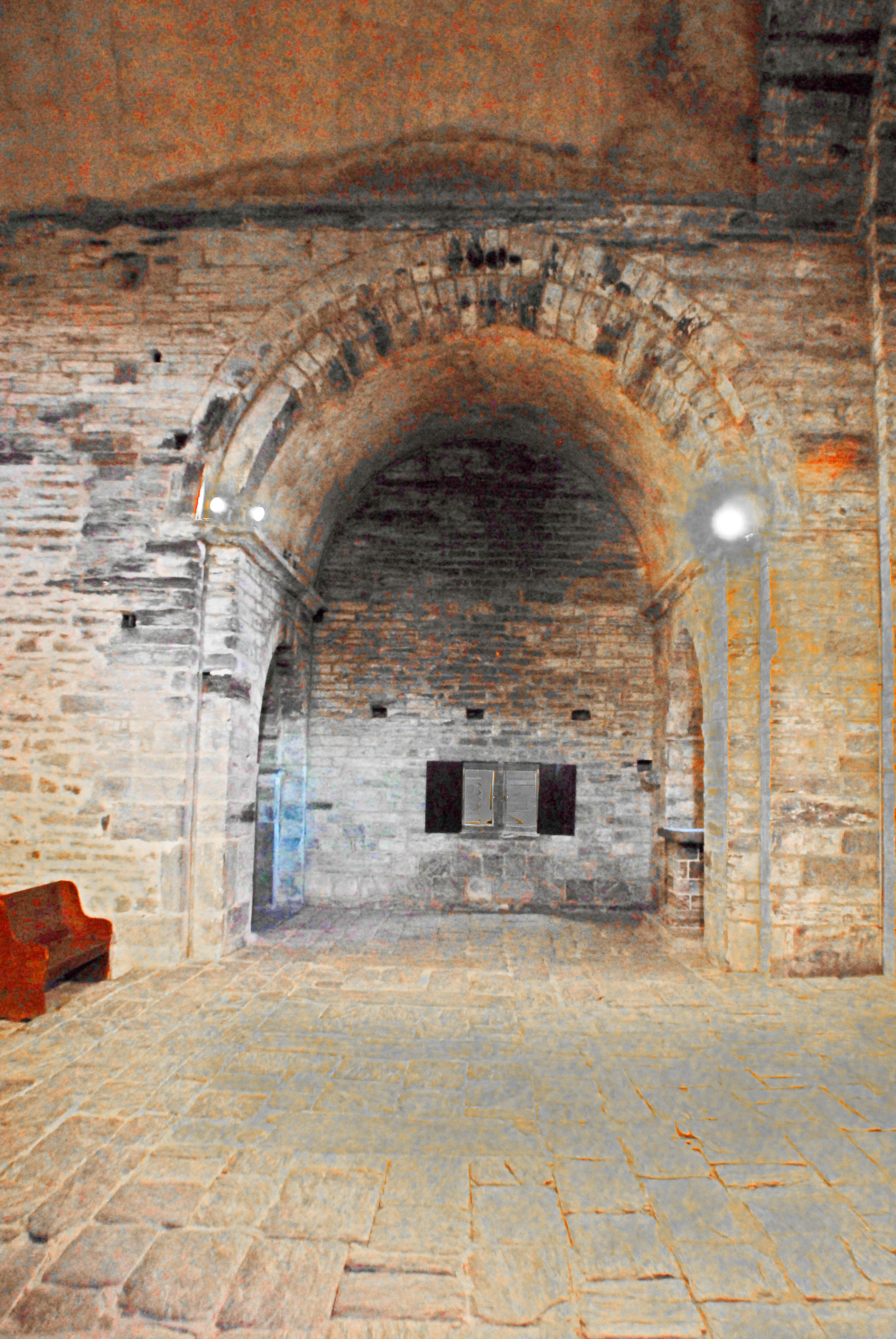
Serrabone, nördl. Querschiffarm
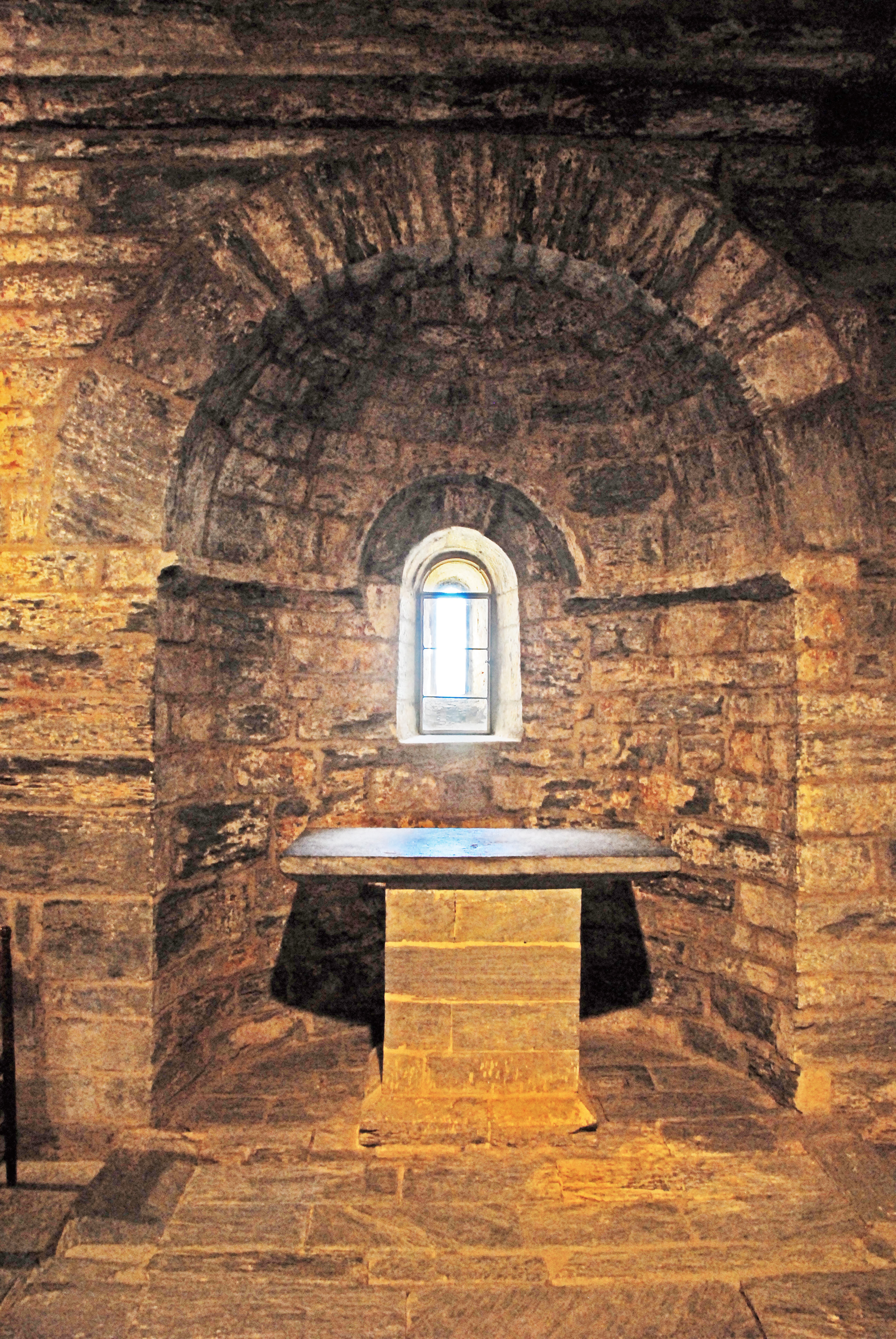
Serrabone, südl. Querschiffkapelle
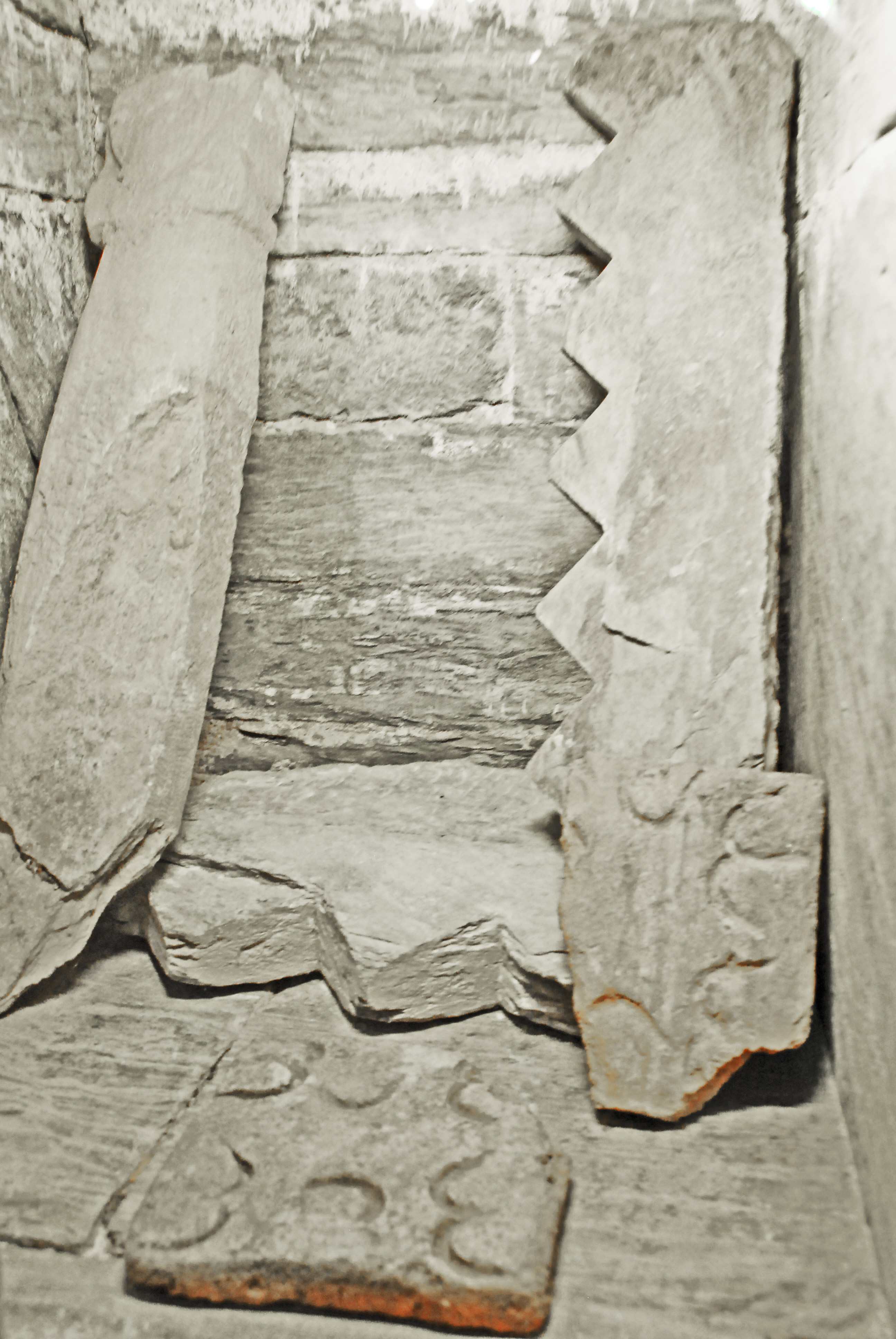
Serrabone, Fundstücke im Martyrion
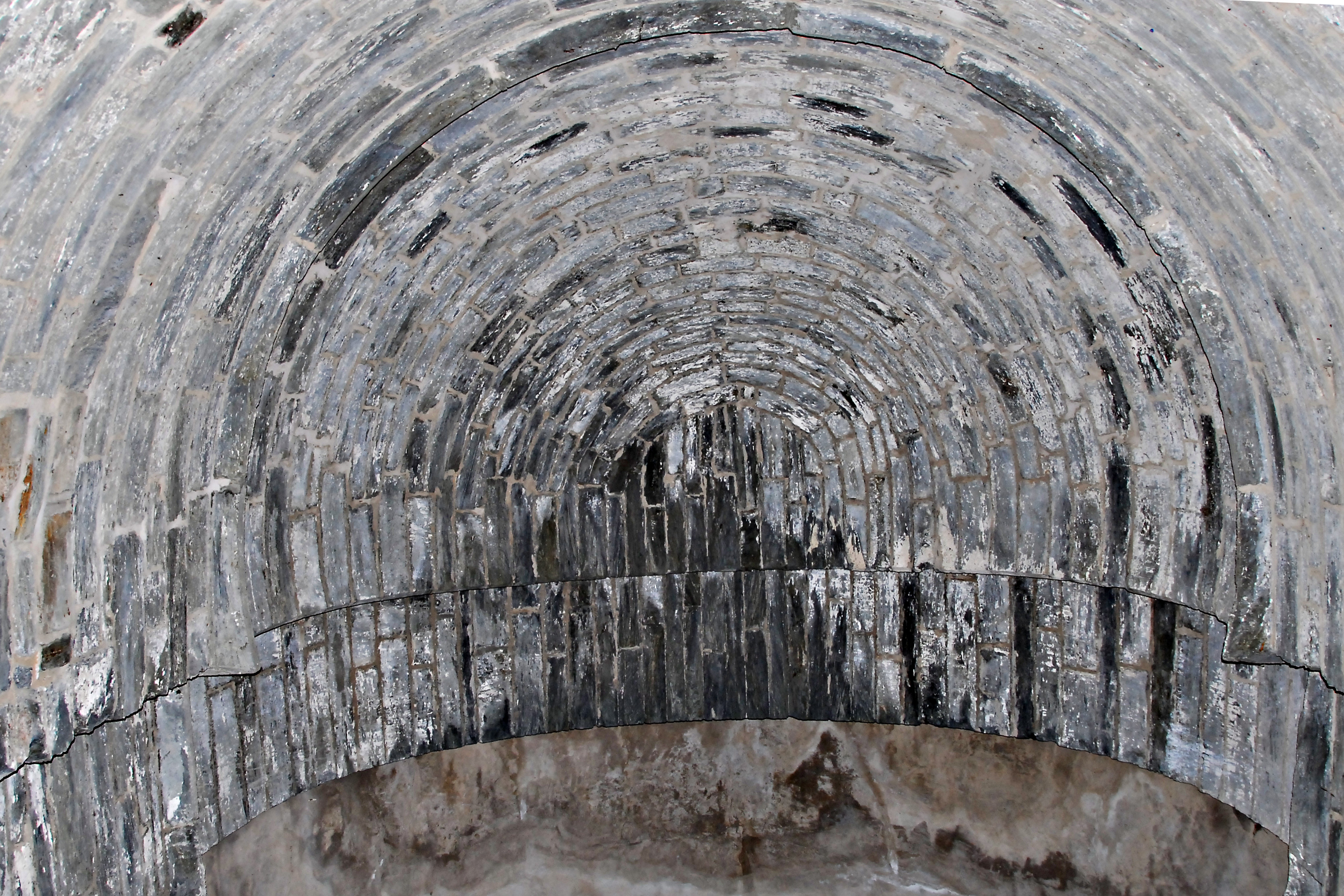
Serrabone, Chorapsiskalotte

##### Nördliches Seitenschiff
Das nördliche Seitenschiff erstreckt sich zwischen dem nördlichen Querschiffarm und dem Glockenturm. Es wird von einer hölzernen halben Spitztonne überwölbt, die sich mit ihrem Scheitel gegen die Wand des Hauptschiffs lehnt. Es ist mit drei recht großen, rundbogigen Arkadenöffnungen mit dem Hauptschiff und dem Querhausarm verbunden. Eine leicht angespitzte, rundbogige Türöffnung in der Westwand erschließt den Glockenturm und den Aufstieg zur Glockenstube. Etwa in der Mitte der Nordwand des Seitenschiffs ist die rundbogige Öffnung des Nordportals ausgespart, dessen Laibungen außen wie innen gestuft sind. Es öffnete sich einst unmittelbar auf den Friedhof der Gemeinde. Die besondere Bedeutung dieses Portals kennzeichnet die hochwertige Skulptur seiner äußeren Archivolte (siehe Abschnitt Skulptur).

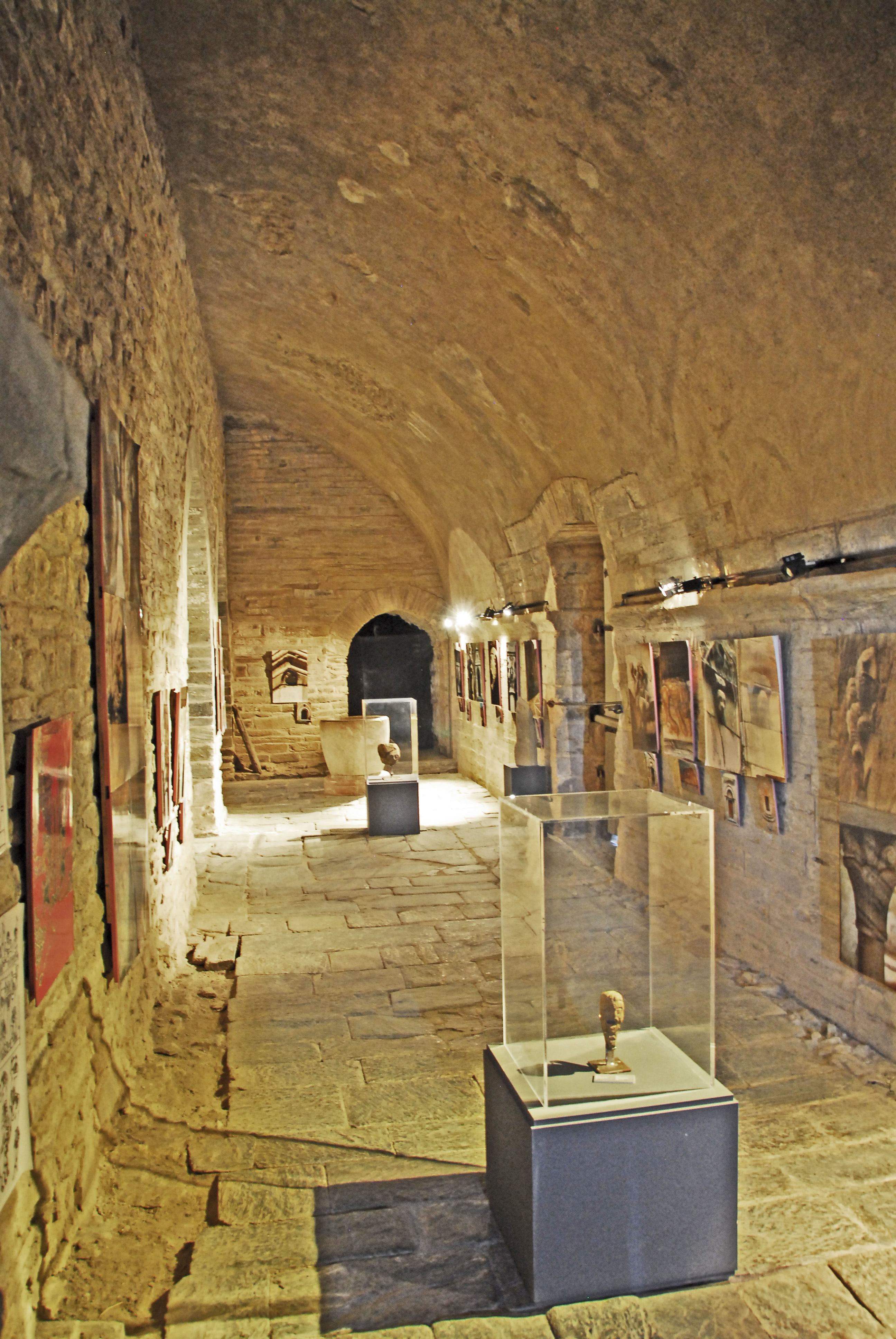
Serrabone, nördl. Seitenschiff nach W

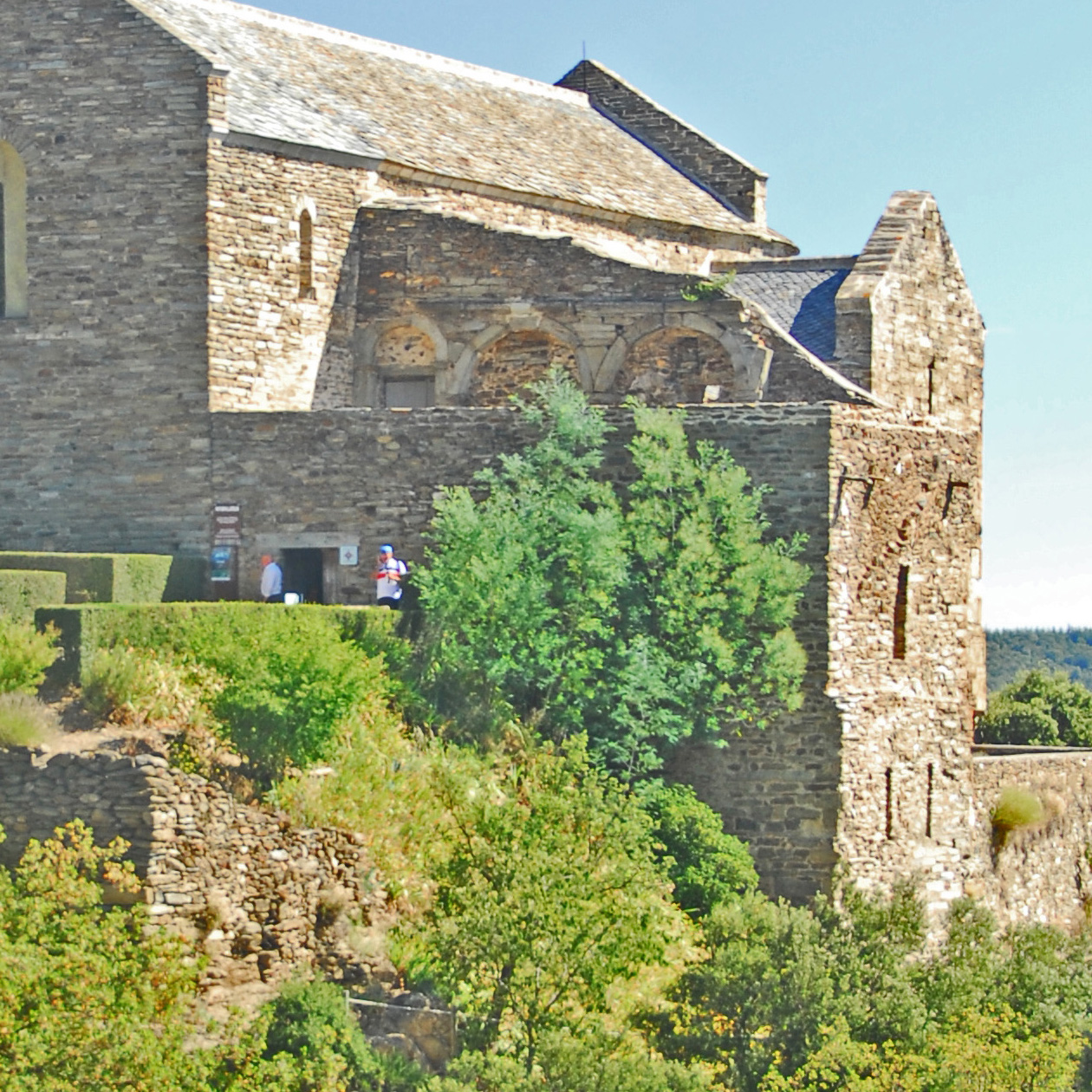
Serrabone, Konventstrakt von SW

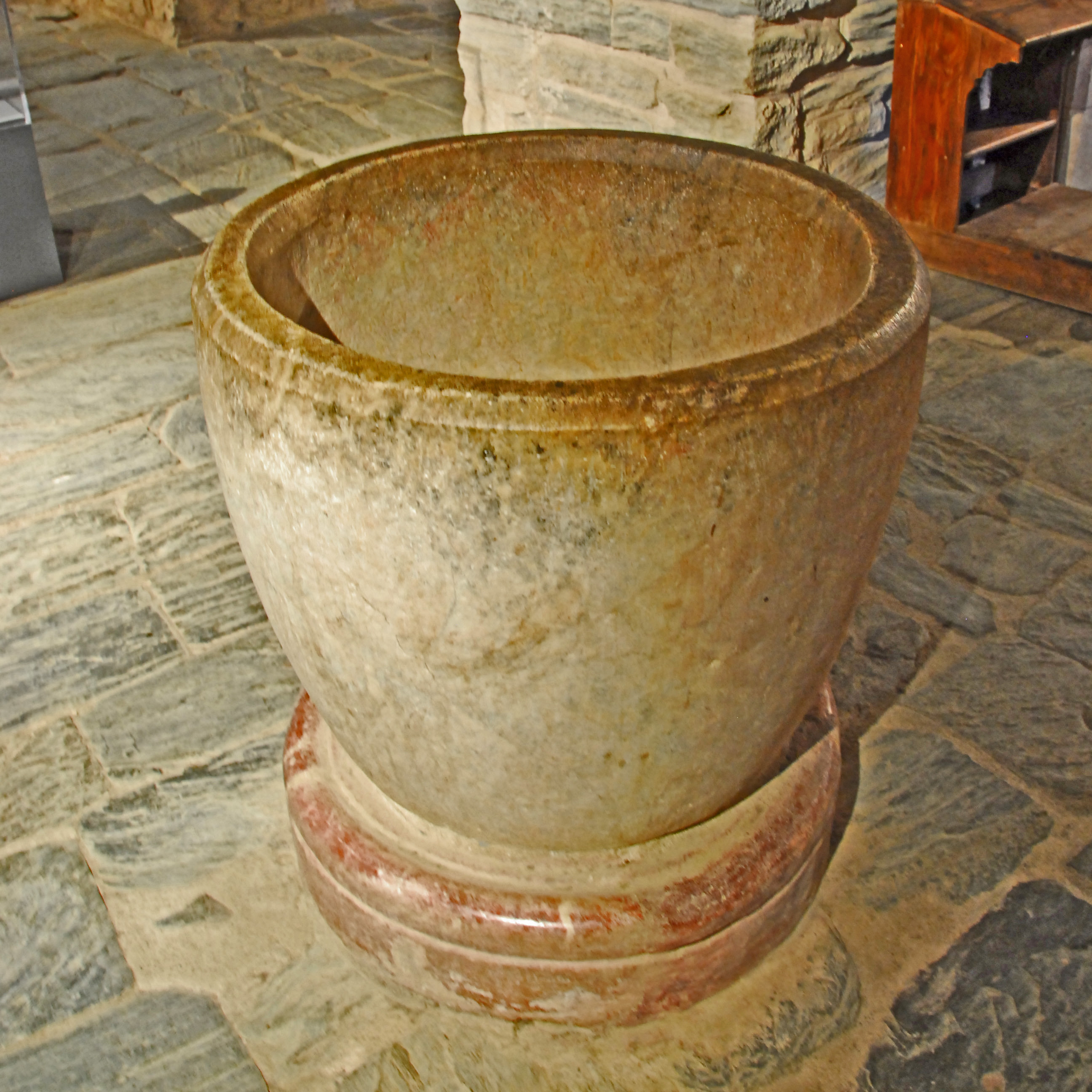
Serrabone, nördl. Seitenschiff, Taufstein
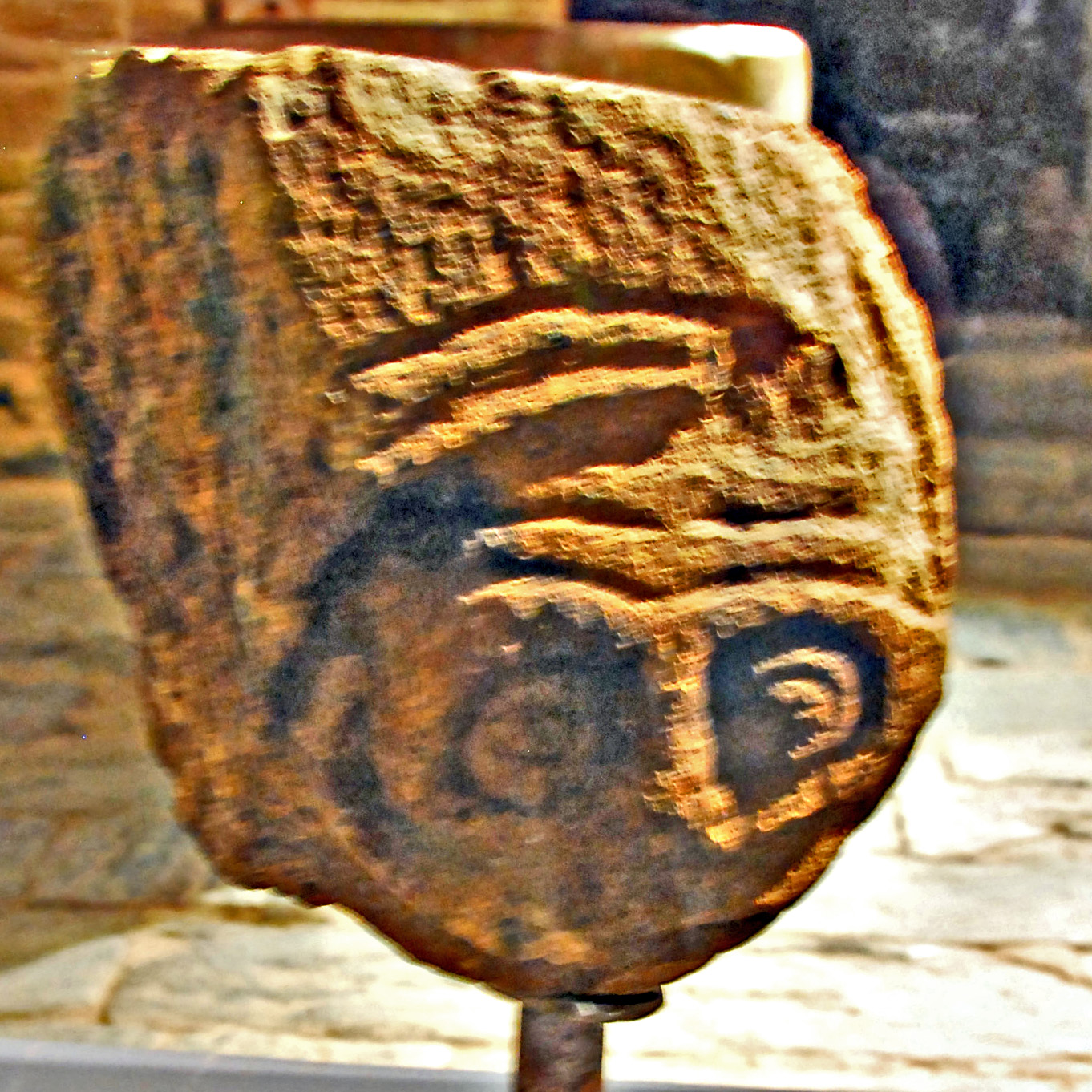
Serrabone, nördl. Seitenschiff, Kopfskulptur
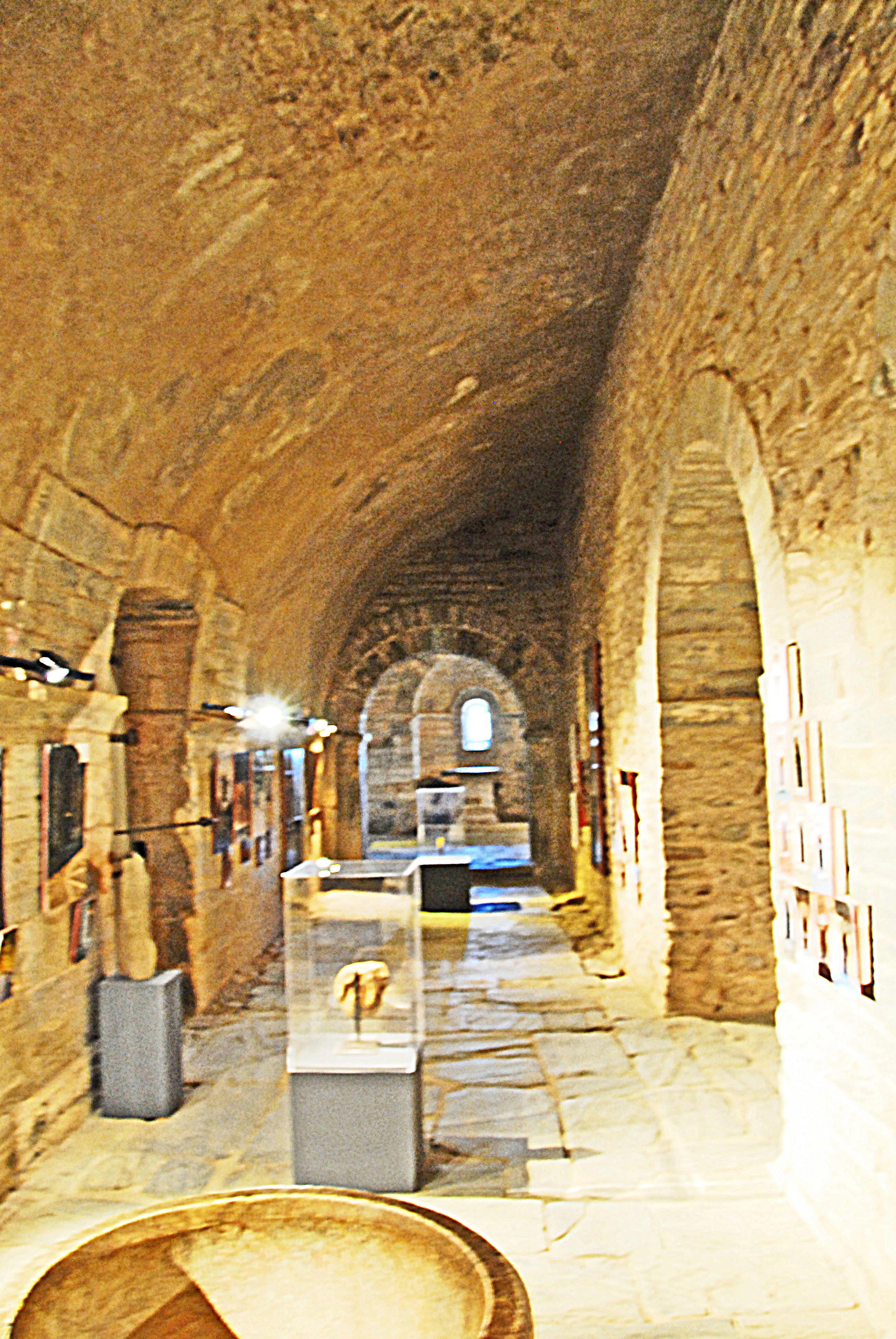
Serrabone, nördl. Seitenschiff nach O

#### Konventstrakt
Aus dem Grundriss einer Quelle kann entnommen werden, dass am westlichen Ende der Südwand des Hauptschiffs bereits im ersten Bauabschnitt in der zweiten Hälfte des 11. Jahrhunderts im Erdgeschoss eine Mauer quer zum Schiff angebaut worden ist, die zu einem ehemals dreigeschossigen, recht kompakten Gebäude gehörte.

##### Erdgeschoss
Das Erdgeschoss wurde in der Neuzeit durch weitere Teile der Außenwände zu einem Gebäude rekonstruiert, das einen recht großen rechteckigen Saal enthält, der heute den Empfangsraum bildet. Das Erdgeschoss besitzt zwei Türöffnungen, eine rechteckige in der Westwand, nahe dem Schiff, der Hauptzugang zum Priorat und eine rundbogige in der Ostwand, die sich zur Kreuzganggalerie öffnet. In den drei Außenwänden des Erdgeschosses ist jeweils ein schlitzartiges Fenster ausgespart. In welcher Form es überdeckt ist, geben die Quellen keine Auskunft. Eine Quelle spricht von einem „überwölbten Raum“, ohne nähere Erläuterung. Im Erdgeschoss war vermutlich das Refektorium untergebracht.

##### Untergeschoss
Bei dieser Rekonstruktion des Erdgeschosses konnte man wohl den Grundriss eines vorhandenen Untergeschosses (frz. Souterraine) übernehmen. Das heute anstehende Gelände schließt auf dessen Westseite nur zur Hälfte der Wandlänge knapp unter der Höhe des Erdgeschossfußbodens an und fällt dann bis zum Wandende und darüber hinaus steil ab. Die Südwand des Souterraine liegt gänzlich oberirdisch und weist dort zwei schlitzartige Fenster auf. Auf der Ostwand des Souterrains schließt das Gelände etwa in der halben Geschosshöhe an. Die abwärts führende Zugangstreppe vom Hof in das Souterraine ist entsprechend kurz. In welcher Form das Souterraine überdeckt ist, geben die Quellen keine Auskunft. Im recht dunklen Untergeschoss war vermutlich das Dormitorium untergebracht.

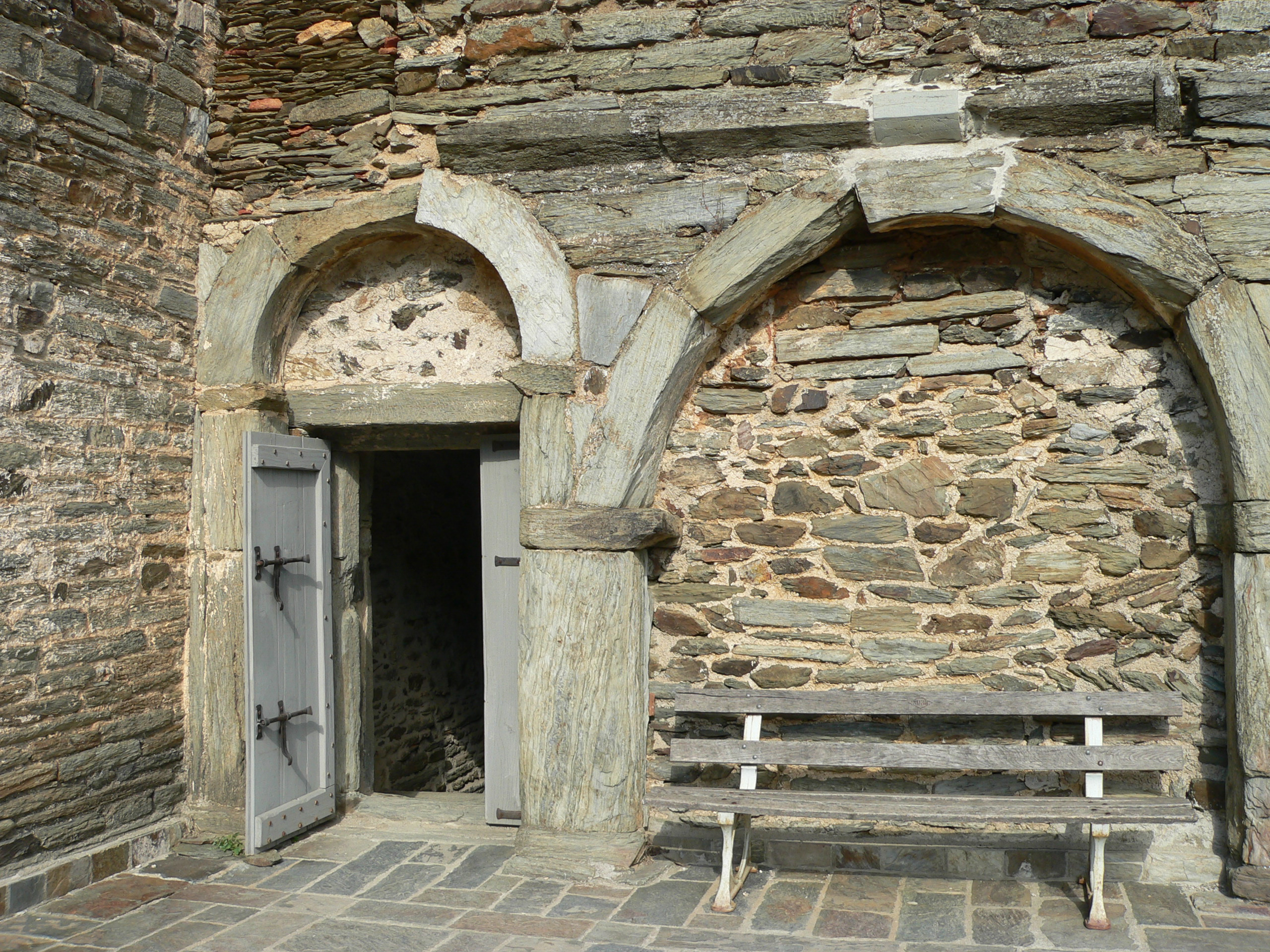
Serrabone, Ostwand Kapitelsaal

##### Obergeschoss
Vom Obergeschoss, ursprünglich ein Saal mit dem Grundriss der Geschosse darunter, ist nur noch der größte Teil der Ostwand erhalten. Sie ragt an ihrem Nordende bis fast unter die Traufe des Schiffs hinauf und fällt dann bis zu ihrem Südende in zwei unterschiedlichen Neigungen bis auf die Höhe der Brüstung ab, die heute die Decke des Erdgeschosses im Westen und Süden umschließt, die damit zur Aussichtsplattform wird.
Die Innenseite der Ostwand wird von drei der ehemals vier rundbogigen Blendarkaden gegliedert, von denen die nördliche mit gleicher Scheitelhöhe deutlich schmaler ist als die beiden anderen und eine rechteckige Türöffnung enthält, mit einem vermauerten Bogenfeld. Über die Tür gelangt man zu der Treppe, die hinab in die Galerie des Kreuzgangs führt. Die Arkadenbögen werden nicht von Keilsteinen, sondern von größeren, gebogenen, scharfkantigen Werksteinblöcken überdeckt. Unmittelbar über deren äußeren Scheiteln verläuft ein ausladendes einfach profiliertes Kraggesims. Die Wandoberfläche darüber tritt auf diejenige der Arkadennischen zurück.
In der südlichen Arkadennische ist ein rechteckiges Fenster ausgespart, breiter als die übrigen schlitzartigen Fenster. In der Nordwand, gleichzeitig die Südwand des Schiffs, ist etwa in Raummitte ein rundbogiges Fenster ausgespart, das den anderen im Schiff entspricht. Sein Scheitel liegt etwa einen Meter unter der Traufe des Schiffs. Dieses deutet darauf hin, dass dieser Konventstrakt nicht gleichzeitig mit der Kirche, sondern frühestens kurz nach deren Fertigstellung erbaut worden ist. Das Fenster verband danach das Schiff mit dem Kapitelsaal und musste nicht zwingend zugemauert worden sein. In dieser Wand soll sich bis zum zweiten Bauabschnitt auch eine Tür geöffnet haben, über die die Mönche auf die erste Empore gelangen konnten.
Die Blendarkaden deuten darauf hin, dass der Saal des Obergeschosses möglicherweise mit einem Tonnengewölbe überdeckt war, das in Querrichtung zum Schiff ausgerichtet war und auf dem Kraggesims aufstand. Gleichzeitig müsste dann das darüber befindliche Dach ein Satteldach in gleicher Ausrichtung gewesen sein. Dazu passt allerdings nicht die noch weit über das Kraggesims hoch geführte Ostwand. Denkbar wäre vielleicht auch eine Überdeckung des Saals mit acht Kreuzgratgewölben auf drei freistehenden Säulen. Die hochgeführte Ostwand könnte vielleicht darauf hinweisen, dass es noch ein Dachgeschoss zur Vorratshaltung gegeben hat.

##### Kreuzganggalerie
Die einzige Galerie des Kreuzgangs, die einem südlichen Seitenschiff der Kirche entspricht, komplettiert im zweiten Bauabschnitt den Konventstrakt.
Die Kreuzganggalerie wurde bereits im Abschnitt „Bauwerk / Äußere Erscheinung“ umfassend beschrieben.
Weitere Konventsgebäude sind sicherlich noch gleichzeitig, aber vor allem später im näheren Umfeld des heutigen Priorats entstanden, vermutlich in der Nähe oder sogar im Kontakt zu dem vorstehend beschriebenen Konventstrakt, wie etwa eine Fraterie, ein Vorratskeller, eine Küche, ein Calefactorium (Wärmeraum), eine Abtswohnung, eine Krankenstube und auch Übernachtungsräume für Pilger und andere.
Besonders im 14. Jahrhundert, als der Aufenthalt in der Gemeinschaft, etwa im Dormitorium, weitgehend aufgegeben wurde, sind separate Häuser für die einzelnen Mönche errichtet worden.

## Künstlerische Ausstattung

### Skulptur
Obgleich sie meist größer ist, unterscheidet sich die Kollegiats- und Pfarrkirche von Serrabone kaum von anderen Kirchen der Region, weder in ihrem Grundriss noch in dem verwendeten örtlichen Baumaterial. Gleichwohl verbirgt sich unter der strengen äußeren Erscheinung das schönste und die Vorstellungskraft am stärksten ansprechenden Ensemble romanischer Skulptur des Roussillon.

#### Skulptur Nordportal
(S. 153) und 

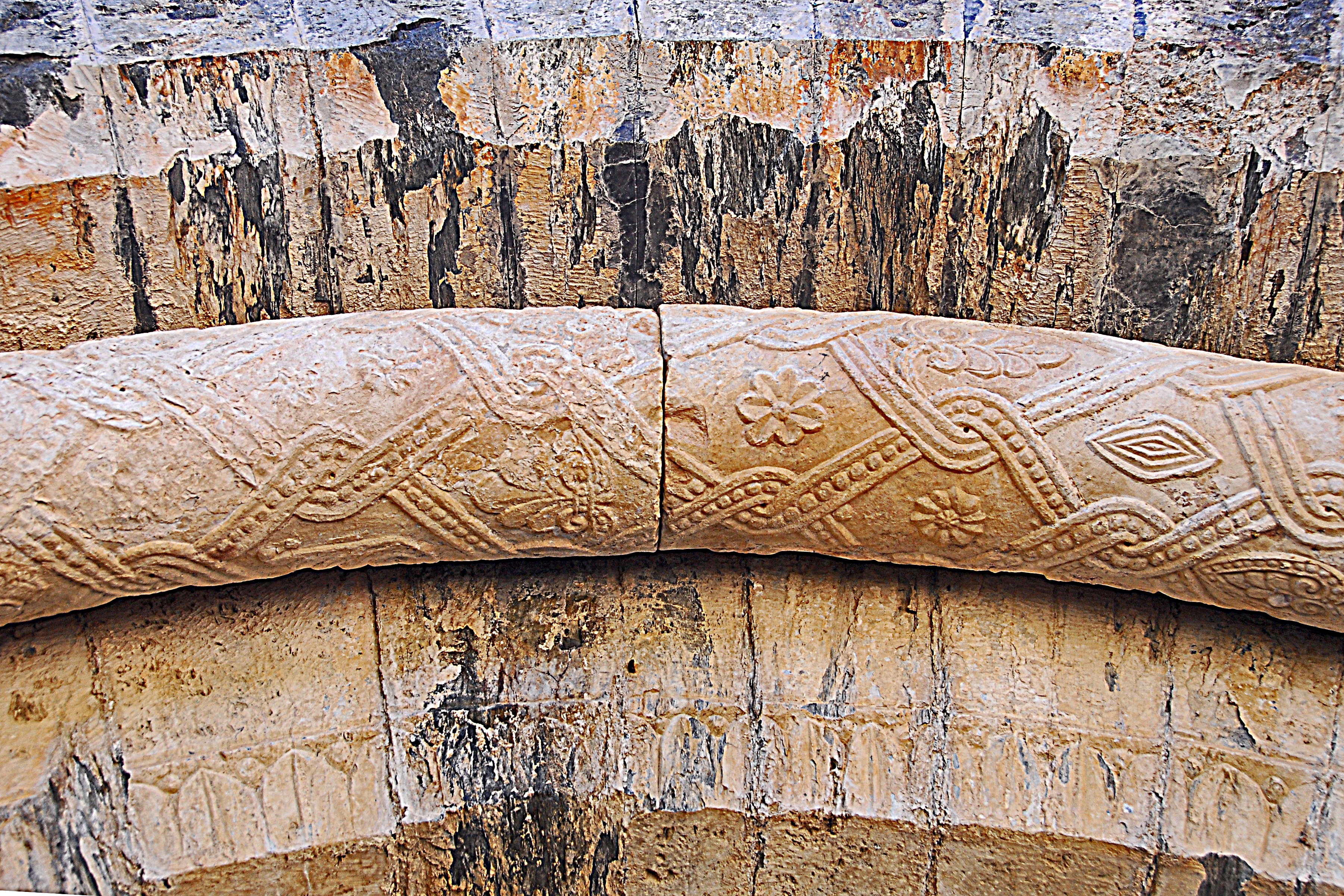
Serrabone, Nordportal Archivoltenbogen

Die Konstruktion des Nordportals wurde bereits im Abschnitt "Äußere Erscheinung / Seitenschiff" beschrieben. Die Skulptur des Portals beschränkt sich im Wesentlichen auf die im äußeren Rückversatz des Gewändes stehenden Archivolte. Sie besteht aus einem Bogen aus einem kräftigen Rundstab, mit Flachrelief dekoriert, der auf zwei etwas dickeren Säulchen steht, die mit figürlich skulptierten Kapitellen, mehrfach profilierten und dekorierten Kämpferplatten, doppelt ungleich breit profilierten Basen und kantigen Plinthen ausgestattet sind. Die Plinthen tragen an den oberseitig verbleibenden Zwickeln kleine Köpfe oder Masken. Die Säulchen und der Bogen sind aus hellbeigefarbenem, die Kapitelle aus rosafarbenem bis kräftig rotem Marmor. Letzter sind eine Art „Wulst-Kapitelle“ mit Motiven in Flachreliefs.
Das Flachrelief des Bogenrundstabs wird von Schmuckbändern in rautenförmige „Medaillons“ gegliedert, die wechselseitig um diese in Mäandern herumgeführt werden. Diese enthalten meist pflanzliche Motive wie Rosetten, Blattfächer, Blätter, und sogar ein Lilienmotiv, das der bekannten Fleur de Lys ähnlich sieht. Dieses Dekor gleicht denen auf Säulchen in der Chorapsis der Kirche Notre-Dame et Saint-Christophe de Saint-Christol d’Albion in der Provence.

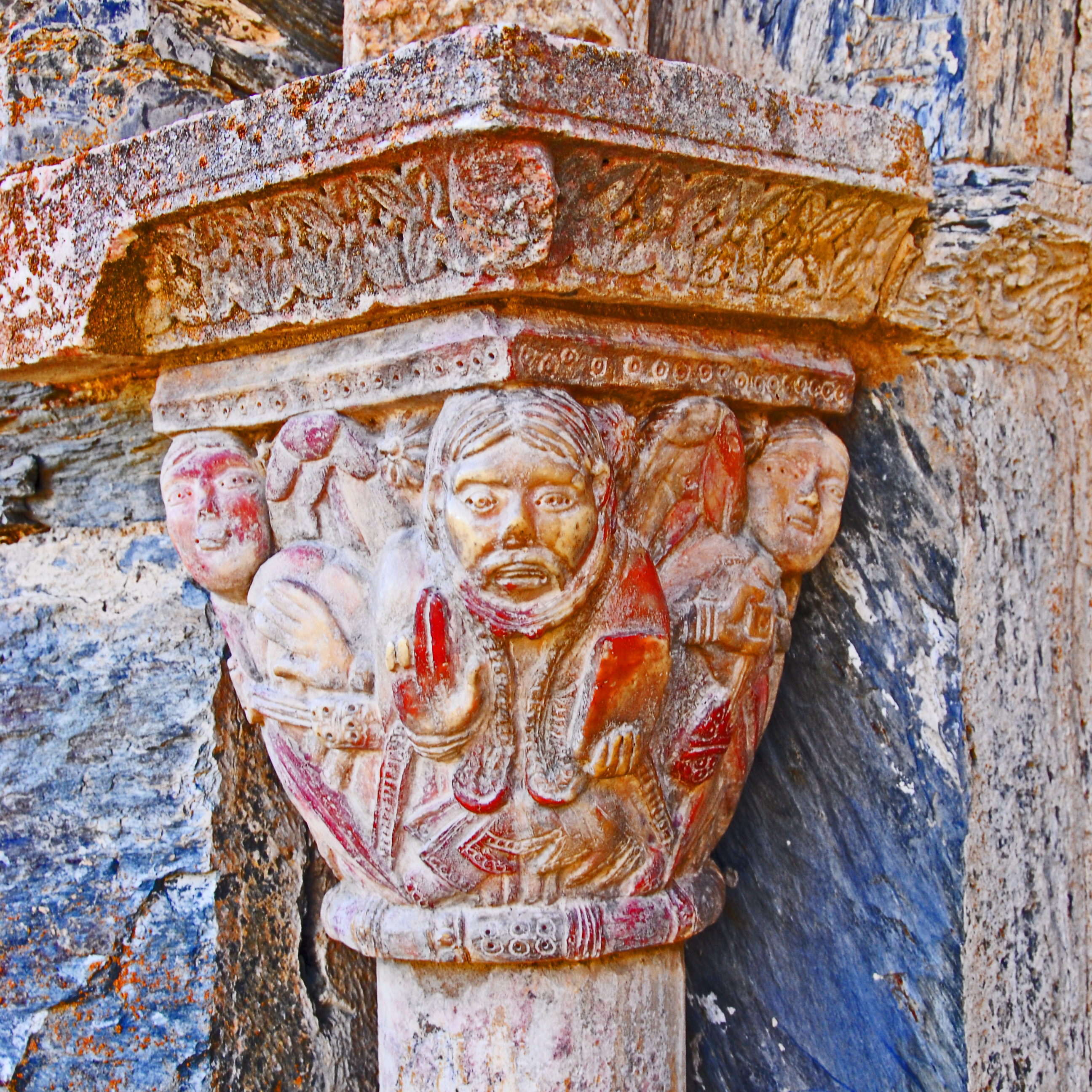
Serrabone, Nordportal Kapitell Nr. 1

Portalkapitell 1: Thronender Christus
Das linke Kapitell wird in den Quellen als Thronender Christus gedeutet. Dieser sitzt auf der Kapitellecke frontal zum Betrachter in recht kräftiger, gedrungener Gestalt, mit nur angedeuteten Armen, um der enorm großen segnenden Hand und dem Buch des Lebens, das er in der Linken hält, so viel der Platz eben zulässt. Er ist mit einem Chorhemd und einer bis zu den Knien fallenden Stola bekleidet und wird flankiert von Weihrauchfässer schwenkenden Engeln mit pausbäckigen Gesichtern, deren Frisur von einem tiefen Scheitel geteilt wird. Ihre Körper werden jeweils von gekreuzten Flügelpaaren verhüllt. Im oberen Hintergrund sieht man je ein weiteres gekreuztes Flügelpaar, das mit einem Pfauenauge dekoriert ist.
Der Säulenschaft wird vom Kapitell durch einen Ring in Form eines dekorierten Rundstabes getrennt. Das hier gänzlich erhaltene Kämpferprofil ist mit pflanzlichen Motiven dekoriert. Zwischen ihm und der Kapitellskulptur ist noch eine Deckplatte eingeschoben, die offensichtlich zum Kapitell gehört, deren Sichtkante mit einer Perlenschnur mit Bohrlöchern dekoriert ist.
Ein ganz ähnliches Kapitell findet man im Kreuzgang der Abtei Saint-Michel-de-Cuxa.
Portalkapitell 2: Löwe(n)

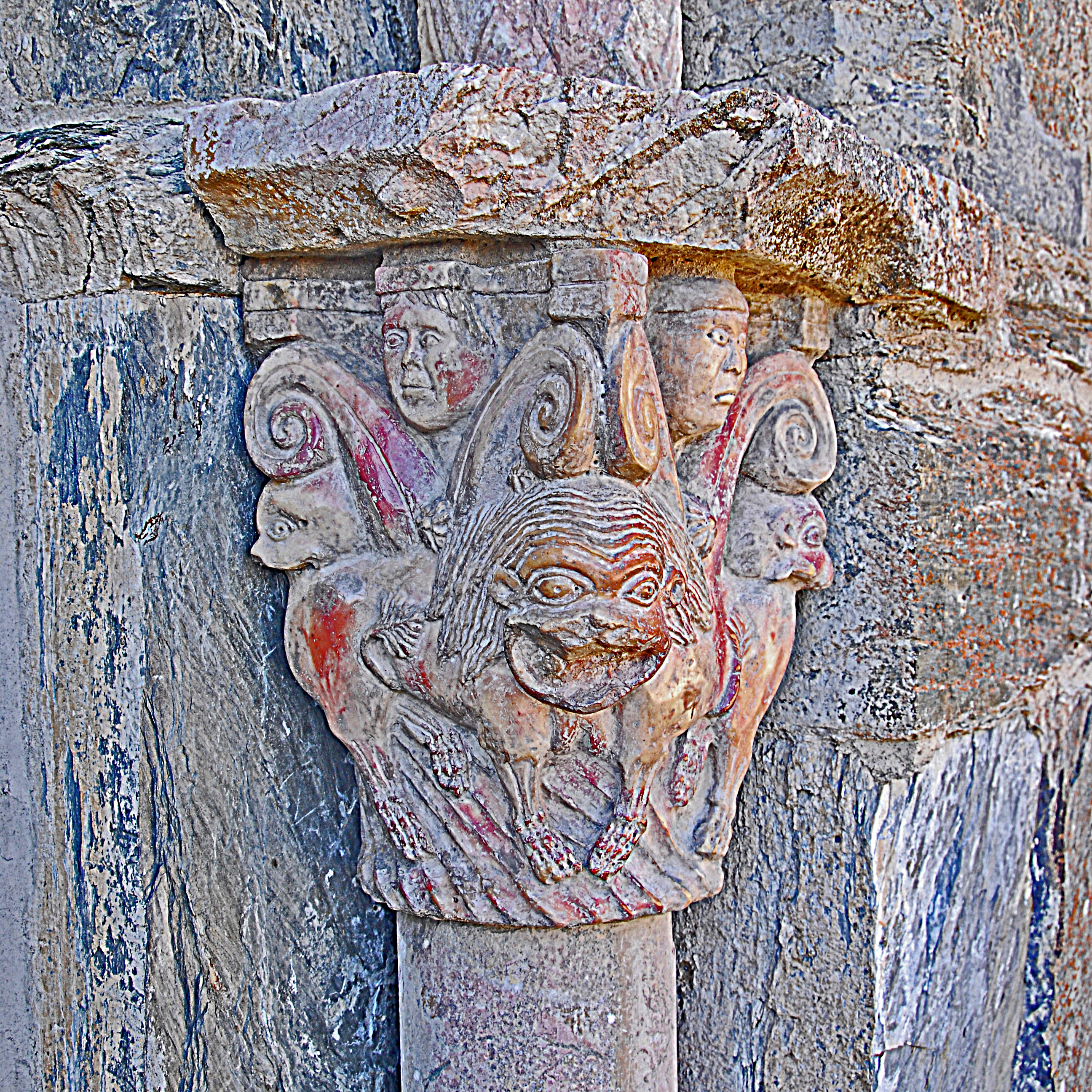
Serrabone, Nordportal Kapitell Nr. 2

Das rechte Kapitell zeigt auf seiner Ecke in mittlerer Höhe den frontal zum Betrachter gerichteten Kopf eines Löwen mit einer langhaarigen Mähne und weit aufgerissenem Maul auf einem gemeinsamen Vorderkörper mit zwei Vorderläufen.
Zu beiden Seiten dehnt sich hinter dem Vorderkörper jeweils der weitere Körper des Löwen mit zwei Hinterbeinen aus, deren Schwanz sich um den Körper wickelt und am Ende eine Quaste aufweist. Der Untergrund, auf dem die sechs Löwenbeine stehen, zeigt eine rillenförmige schräg nach hinten aufsteigende Struktur. Dies ist ein typisches Merkmal für die Werkstatt, die die Skulpturen von Serrabone geschaffen hat.
Das Motiv des Löwen findet sich in der ganzen Skulptur des Priorats vielfältig wieder. Die Quellen sprechen fast immer von zwei Löwen mit einem gemeinsamen Kopf. Es heißt auch: „paarweise dargestellte Tier habe jeweils nur einen Kopf“. Vielleicht soll aber nur ein Löwe dargestellt sein, der aus jeder Blickrichtung vollständig sichtbar ist.
Die Skulptur des Kapitells zeigt auf den beiden Seiten aber noch weiteres. Hinter dem Körper des oder der Löwen steigen jeweils zwei pflanzliche Ranken seitwärts auf und unterstützen die Kapitellecken mit ihren spiralförmig aufgerollten Enden. Zwischen diesen zeigen sich jeweils ein menschlicher Kopf mit jüngeren Zügen, die wie Atlanten die Kämpferplatte des Kapitells unterstützen. Zwischen den äußeren Spiralen und dem Hinterteil des Löwen zeigt sich jeweils noch ein Kopf, aber der eines Tieres, vielleicht der eines jungen Löwen.
Das untere Ende des Kapitells ist kreisförmig und tritt gegenüber dem Säulenschaft allseits etwas vor. Das ehemals wohl auch dekorierte Kämpferprofil ist weitgehend zerstört. Zwischen diesem und der Kapitellskulptur ist eine dreischichtige Deckplatte eingefügt, deren Umriss der Kontur des oberen Kapitellrandes folgt.

#### Skulptur Kreuzganggalerie
Die Kapitelle der Kreuzganggalerie ähneln im Aufbau und den Themen denjenigen des Kreuzgangs von Saint-Michel-de-Cuxa. Besonders häufig kommen Löwen vor, in verschiedenen Haltungen. Häufig stehen sie auf Untergründen, die eine rillenförmige, schräg nach hinten aufsteigende Struktur aufweisen. Alle diese Kapitelle sind vierseitig skulptiert und schließen unten mit einem Kreisring ab aus einem Rundstab, der in einzelnen Fällen spiralförmig gedreht ist.
Diese Kapitelle scheinen sich in zwei Gruppen von völlig ungleichem künstlerischen Wert einteilen zu lassen. Die der äußeren Säulenreihe weisen einen stark archaischen Charakter auf, der sich in einer schroffen Linienführung, einer geringeren Relieftiefe und einer teilweise fehlenden Modellierung äußert. Die Züge der flachen menschlichen Masken sind ganz schlicht gehalten, das Rückgrat der Löwen ist eine waagerechte gerade Linie und ihre Mähnen setzen sich aus Schnörkeln zusammen. Im Gegensatz dazu sind die lebhaften und malerischen Kapitelle der inneren Reihe in ihrer künstlerischen Ausführung der Empore verwandt, dem Höhepunkt der Skulptur von Serrabone. Obgleich sie von verschiedenen Künstlern geschaffen worden sind, stammen sie jedoch aus derselben Zeit.
Die beiden Gruppen der Kapitelle unterscheiden sich außerdem noch in einem besonderen Merkmal. Die Skulptur der äußeren Kapitelle endet oberseitig unmittelbar unter der gemeinsamen aber unterschiedlich dicken Deckplatte aus Schiefer. Hingegen bleibt die Oberseite der Skulptur der inneren Kapitelle etwas tiefer, scheint dann aber mit einer leicht abgeschrägten Kopfplatte aus dem Material des Kapitells aufgefüttert worden zu sein, deren Sichtkanten überwiegend pflanzlich dekoriert sind, manchmal aber unbearbeitet bleiben. In einigen Fällen reichen aber die mittleren Köpfchen der Skulptur vor dieser Platte weiter hinauf. Diese Unterschiede lassen vermuten, dass zumindest eine der beiden Gruppen nicht für diesen Ort produziert worden ist. Vielleicht hat das aber auch mit der Anfang des 19. Jahrhunderts erfolgten Demontage der inneren Säulenreihe zu tun, die dann zeitweilig für den Bau eines Retabels gebraucht worden ist.
Die Nummerierung der Kapitelle erfolgt von Westen nach Osten, erst das innere, dem jeweils das äußere folgt.
Kapitell Nr. 1 Löwen (innen):

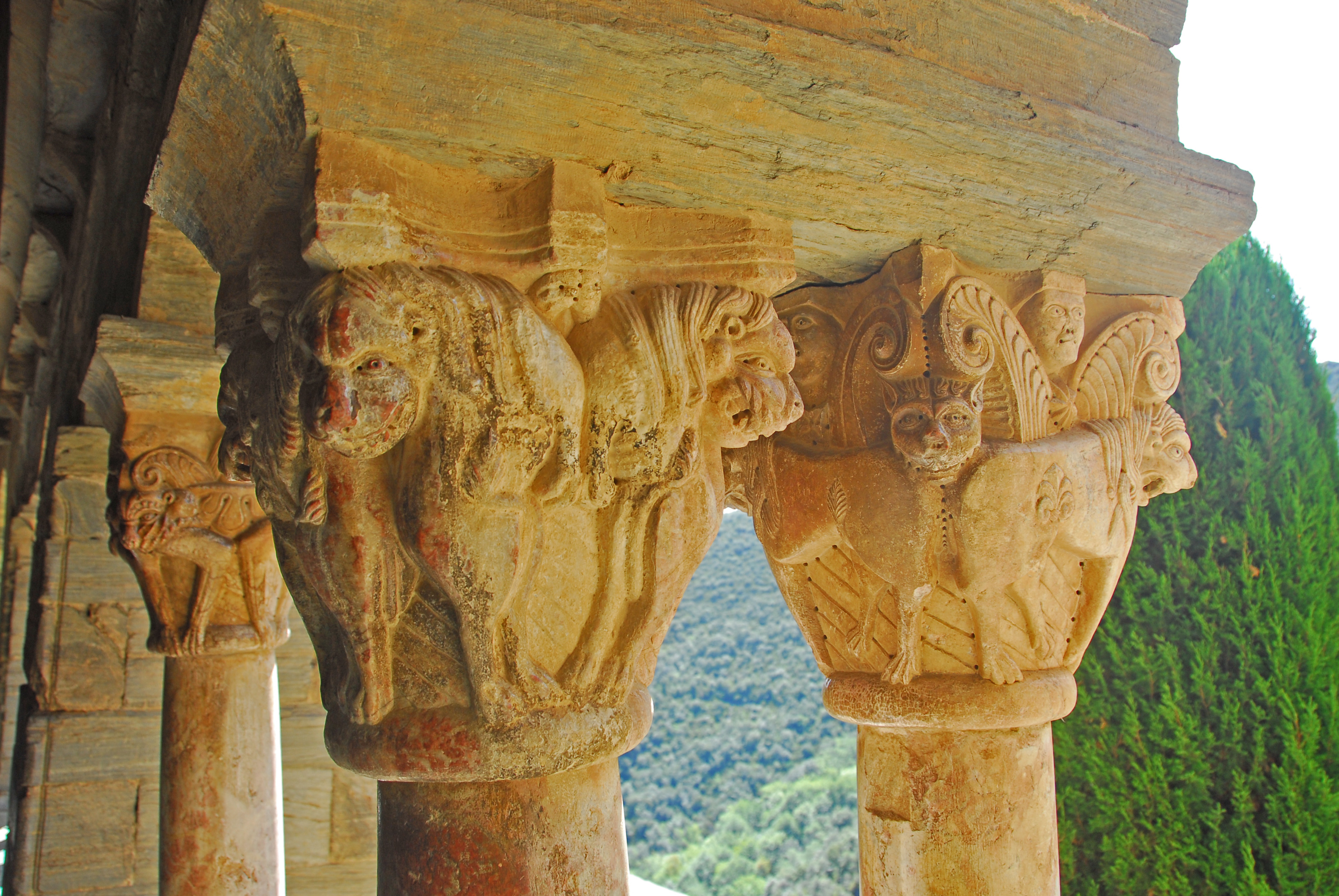
Serrabone, Kapitelle Nr. 1+2

Die vier Ecken der Kapitelle zeigen auswärts gewandte leicht gebeugte kräftige Löwenköpfe mit leicht geöffneten Mäulern und gefletschten Zähnen, bereit zum Zubeißen. Eine strähnige, teilweise gelockte, fast gekämmt wirkende Mähne überdeckt die breiten Schultern des Tieres, aus denen kleine Ohrmuscheln hervorschauen, mit frei bleibender Stirn. Beidseitig der Mähne hält der Löwe seine Vorderbeine abwärts gerichtet. Dieser gemeinsame Vorderkörper richtet sich über den Hinterkörpern zweier Löwen auf, die beide auswärts gerichtet sind, zwischen deren Beinen sich je ein Löwenschweif mit einer Quaste herum biegt. Die vier Löwen mit je zwei Hinterkörpern haben dementsprechend sechs Beine. Die Köpfe und Schultern der Löwen scheinen wie bei Atlanten die Auflasten zu tragen, die hier aus einer oberseitig leicht abgeschrägten Kopfplatte bestehen, deren Umriss der Kontur der Skulptur folgen. Auf diesem Kapitell gibt es keine zusätzlichen Gesichter, Masken oder sonstige Dekorationen.
Kapitell Nr. 2 Löwen (außen):

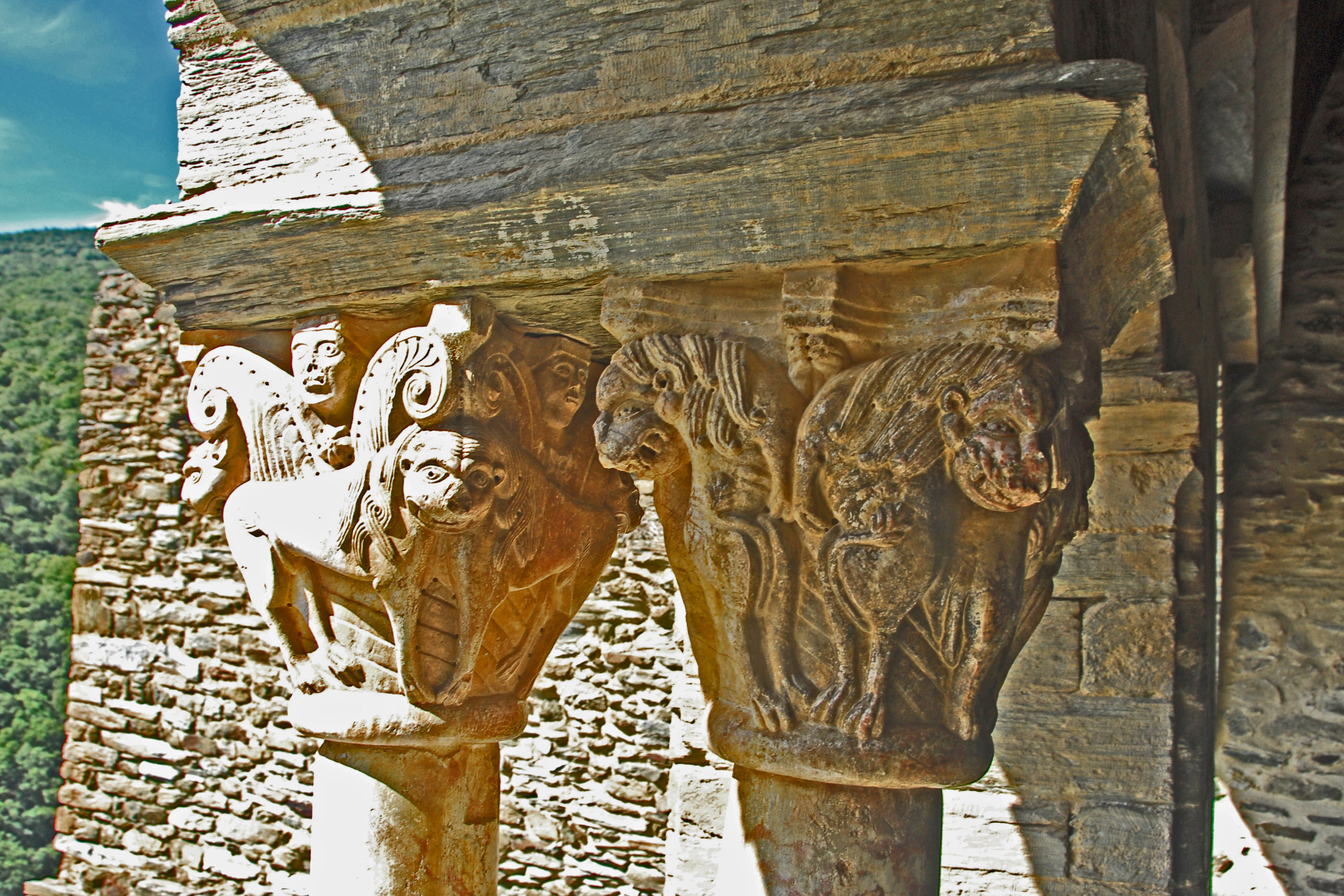
Serrabone, Kapitelle Nr. 2+1

Dieses Kapitell scheint auf vier Seiten das zweiseitige Kapitell Nr. 2 des Nordportals zu imitieren, jedoch in ziemlich ungeschickter Ausführung. Jeweils zwei Löwenkörper stehen auf den Kapitellseiten in ruhender Haltung auf insgesamt sechs Beinen und vereinen sich in einem gemeinsamen Kopf, etwa in halber Höhe auf zwei gegenüberliegenden Ecken des Kapitells. Die seitwärts über die Schultern fallende Mähne scheint teilweise wie geflochten zu sein, zwischen der kleine runde Ohrmuscheln hervorlugen. Die Augen sind weit aufgerissen und das Maul fletscht mit den Zähnen. Die Löwenschweife mit Quasten schlingen sich um die Hinterkörper. Eine sieht aus wie eine Fleur de Lys. Wo sich die Hinterkörper untereinander treffen, schaut jeweils ein fast gleich großer Raubtierkopf hervor, ebenfalls mit gefletschten Zähnen, aber mit größeren und gespitzten Ohren. Etwa inmitten der vier Löwenrücken streben jeweils zwei Pflanzenranken seitwärts nach oben und kringeln sich spiralförmig über den Raubtierköpfen. Zwischen ihnen schauen etwas verbittert menschliche Masken hervor. Verschiedene Strukturen werden mit Bohrlöchern verstärkt.

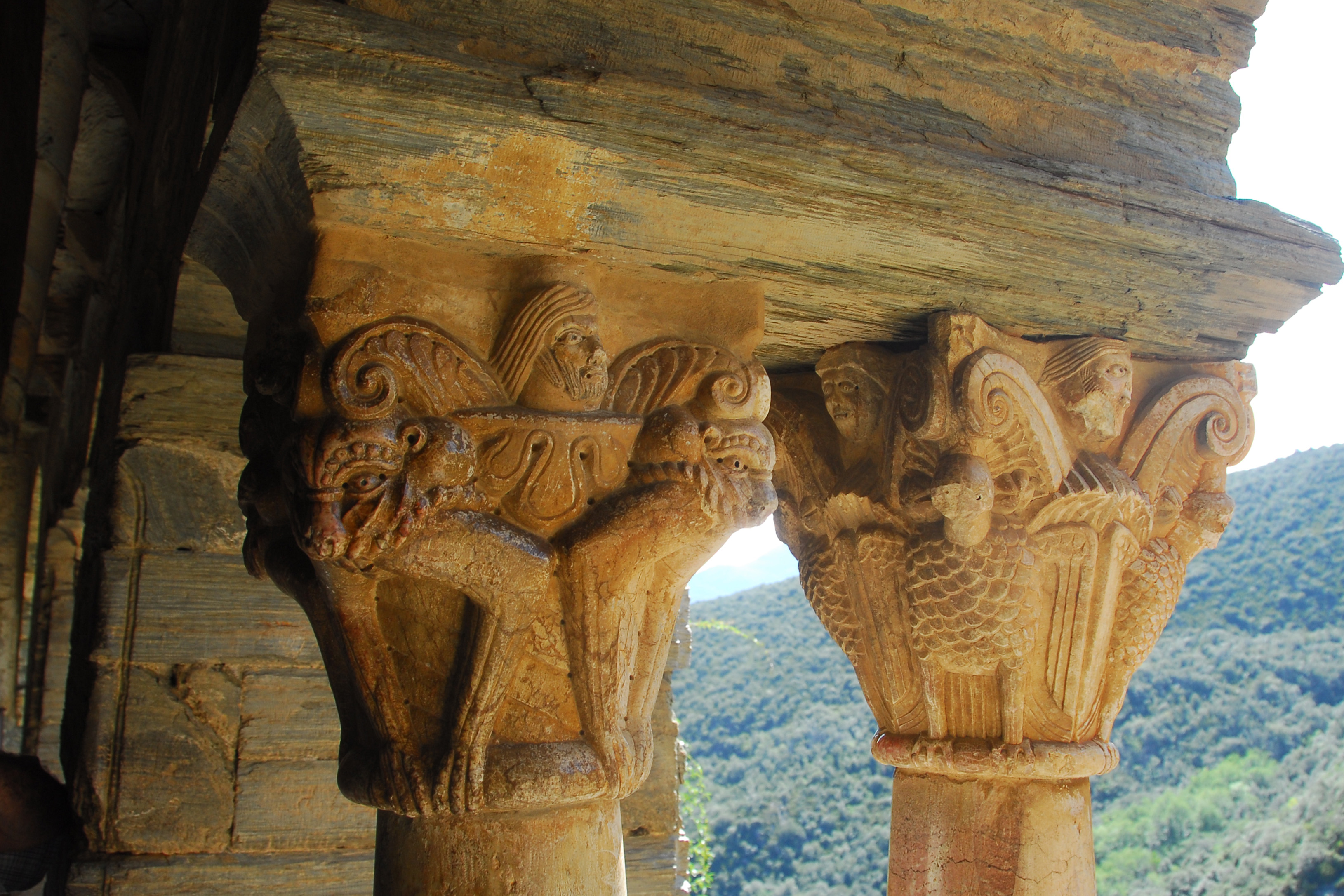
Serrabone, Kapitelle Nr. 3+4

Kapitell Nr. 3 Beute verschlingende Raubtiere (innen):
Hier wird das Motiv der Beute verschlingenden Raubtiere aufgenommen. Es ist wie in Cuxa extrem vereinfacht worden, indem es sich auf die an den vier Ecken in halber Kapitellhöhe platzierten Darstellungen riesiger Raubtierköpfe beschränkt, deren Mäuler durch Kordeln und deren Brauen durch Perlenreihen betont werden. Von der verschlungenen Beute sind nur noch zwei Vorderbeine zu sehen, die sich mit ihren Pfoten am unteren Kapitellrand festkrallen. Zwischen den Köpfen der Monster ist ein dreilappiges Blatt eingefügt, über dem wieder zwei Pflanzenranken seitwärts nach oben streben und sich spiralförmig über den Raubtierköpfen kringeln.
Zwischen ihnen schauen menschliche Köpfe hervor, mit langem Vollbart und einer etwas aufgetürmten Langhaarfrisur, die von der auch hier vorkommenden Deckplatte bis auf deren Oberkante reichen.
Kapitell Nr. 4 Greife (außen):

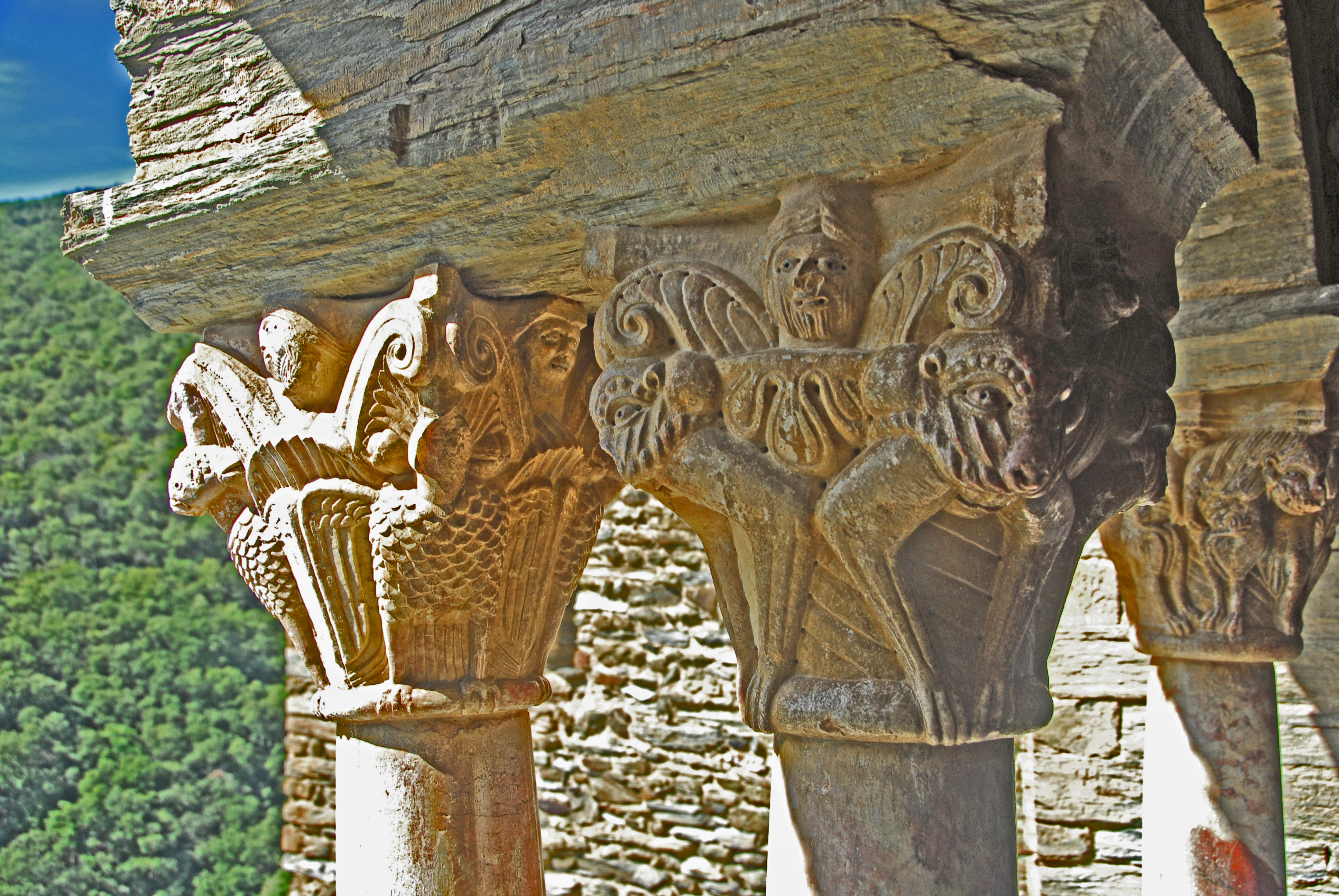
Serrabone, Kapitelle Nr. 4+3

Auf den Ecken dieses Kapitells werden aufgerichtete Adler dargestellt, die mit ihren voll ausgebreiteten Flügeln bis zur Kapitellmitte reichen. Ihre gedrungen wirkenden Körper sind mit Schuppen bedeckt, die die Federn darstellen. Die länglichen Strukturen auf den Flügeln und zwischen den Beinen sollen die langen Flügel- und Schwanzfedern andeuten. Die senkrecht gestreckten Beine krallen sich auf dem Kapitellrand fest. Hinter ihren Köpfen, die fast alle zerstört sind, breiten sich feingliedrige Blattfächer aus. Über den Flügeln schauen halbrunde Blattfächer hervor, über denen wieder zwei Pflanzenranken seitwärts nach oben streben und sich spiralförmig über den Raubtierköpfen kringeln. Zwischen ihnen schauen wieder Männerköpfe hervor, aber ohne Bart.

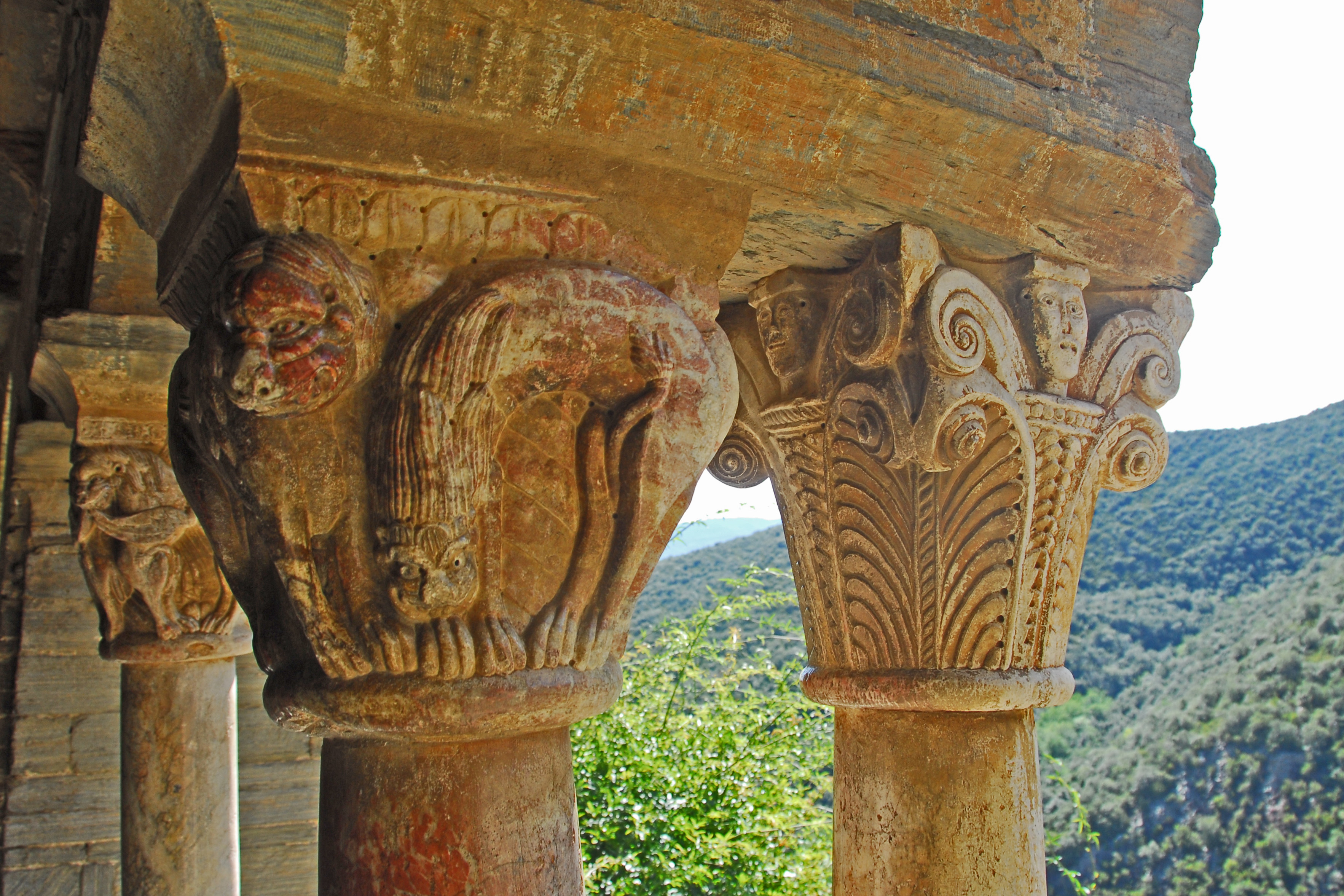
Serrabone, Kapitelle Nr. 5+6

Kapitell Nr. 5 Löwen und Löwinnen (innen):
Unter einer zarten Lorbeergirlande auf dem Rand der Deckplatte teilen sich zwei Löwen und zwei Löwinnen dieses Kapitell, auf jeder Kapitellseite ein ganzes Tier. Die Löwen sind hier in klassischer Art auf allen vieren stehend in Seitenansicht dargestellt, jeweils auf den gegenüberliegenden Kapitellseiten. Ihre Köpfe befinden sich unmittelbar unter den Kapitellecken mit Blick nach auswärts. Ihre Mähnen sind gescheitelt und reichen gerade über die Schultern. Aus ihnen schauen kleine runde Ohrmuscheln hervor. Im leicht geöffneten Maul zeigen sich gefletschte Zähne und man meint ein grimmiges Grollen zu vernehmen. Der Schweif kommt zwischen den Hinterbeinen hervor und legt seine Quaste um den Leib. Die deutlich schlankeren Löwinnen nehmen die anderen beiden Seiten des Kapitells ein. Ihre hinteren Leiber stehen aufgerichtet auf den Hinterbeinen, der Schweif zwischen den Beinen wie bei den Löwen. Der ganze Vorderkörper der Wildkatze ist nach auswärts gedreht und ihr Kopf taucht weit hinab, das leicht geöffnete Maul scheint ihre Tatzen zu lecken, die sich unmittelbar neben denen des Löwen aneinanderreihen. Ihre Mähne in Strähnen reicht von unmittelbar hinter den Ohrmuscheln den Hals hinauf bis auf den vorderen Rücken. Alles eine sehr bewegte Szenerie. Kleinere freie Zwickeln oberhalb der Tiere sind mit Rosetten gefüllt.

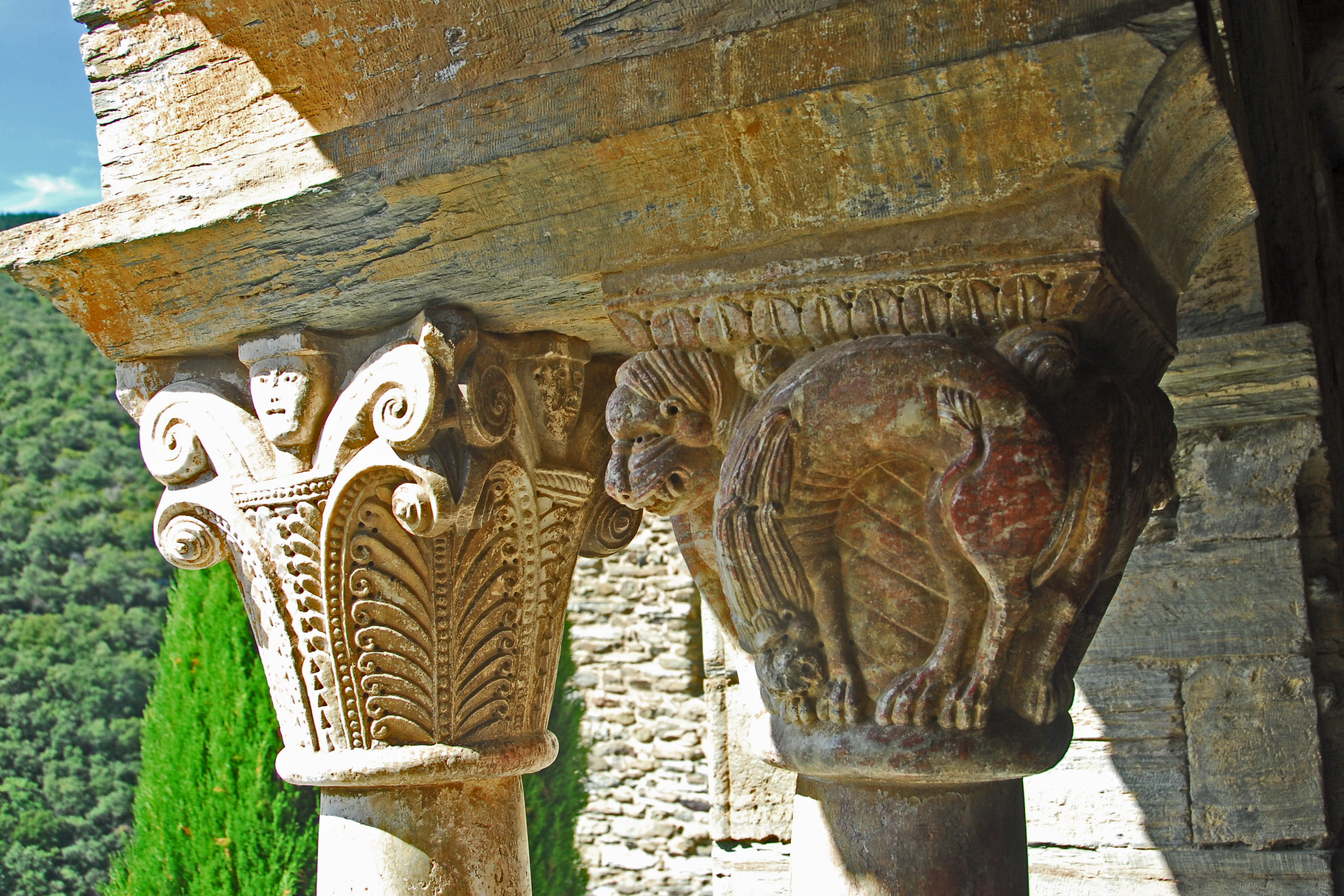
Serrabone, Kapitelle Nr. 6+5

Kapitell Nr. 6 Akanthusblätter (außen)
Das einzige überwiegend pflanzlich dekorierte Kapitell lehnt sich an die Motive von Akanthusblättern römischer Kapitelle an. Auf den Ecken stehen breite Blätter und reichen etwa über zwei Drittel der Kapitellhöhe hinauf. Jedes der vier Blätter wird von einem kräftigen Strunk senkrecht geteilt. Die Blatthälften sind fächerartig feingliedrig strukturiert, und ihre nach oben zulaufenden Enden rollen sich spiralförmig auf. Zwischen der Blättern erscheinen nochmals ähnliche Strukturen, die in Höhe der Spiralen waagerecht von Bändern mit gedrehten Schnüren abgeschlossen sind. Im oberen Drittel des Kapitells erscheinen Motive, die von vorhergehenden Kapitellen schon bekannt sind. Es handelt sich wieder um zwei Pflanzenranken, die seitwärts nach oben streben und sich spiralförmig über den vorherigen Blattspiralen kringeln. Zwischen ihnen schauen wieder Menschenköpfe hervor. Die feingliedrigen Strukturen werden durch aufgereihte Bohrlöcher hervorgehoben.
Kapitell Nr. 7: Löwen (innen):

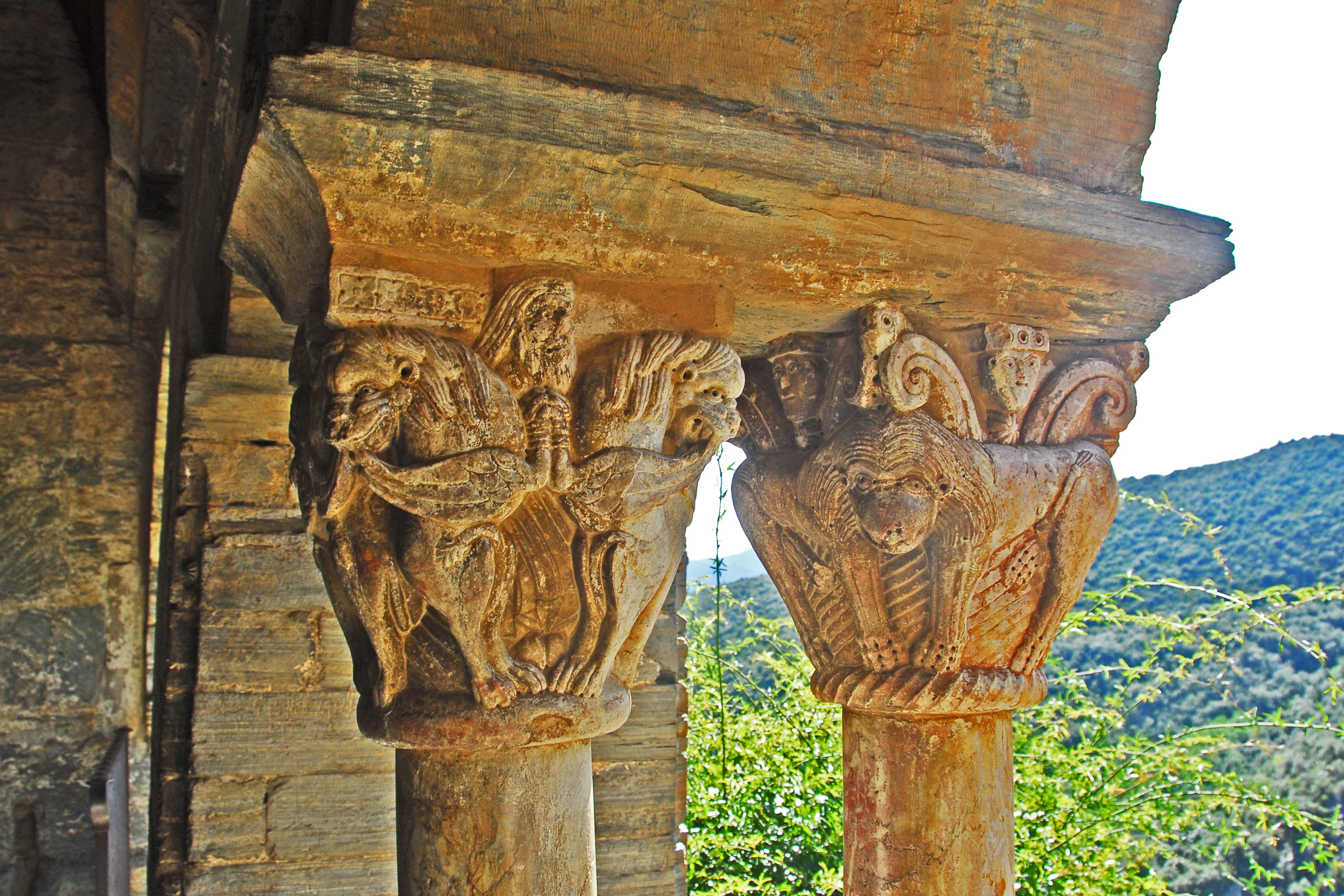
Serrabone, Kapitelle Nr. 7+8

Die Haltung der Löwen dieses Kapitells hat gewisse Ähnlichkeiten mit denen des Kapitells Nr. 1. Das trifft vor allem zu für den gemeinsamen Vorderleib und Kopf unter den Kapitellecken, der sich über zwei getrennten Hinterleibern mit gewundenen Schweifen erhebt. Anders ist die Haltung der Vorderbeine, die sich im Verlauf der Achse der Kapitellseite treffen und gemeinsam nach oben weisen. Auf der westlichen Kapitellseite scheinen diese Unterschenkel sogar untereinander mit Seilen gefesselt zu sein. Gänzlich anders sind aber vor allem die Flügel, die aus den oberen Vorderbeinen über dem Gelenk seitwärts herauswachsen und deren Spitzen am Rücken vorbei zum Maul des Löwen geführt werden. Jeder Löwe scheint in die Spitzen seiner beiden Flügel zu beißen. Zwischen den Löwenköpfen und über den Vorderpranken schaut ein bärtiger und langhaariger Kopf eines Mannes hervor, der bis zur Oberseite der Kopfplatte reicht, deren Sichtkanten mit aufgereihten Rosetten dekoriert sind. Im Zwischenraum darunter will man den langen Mantel dieses Mannes erkennen. Es gibt auch die Ansicht, dass dieser Mann mit den Händen die Unterschenkel der Tiere packt, anstelle der oben genannten Fesselung.
Kapitell Nr. 8 Löwen (außen):

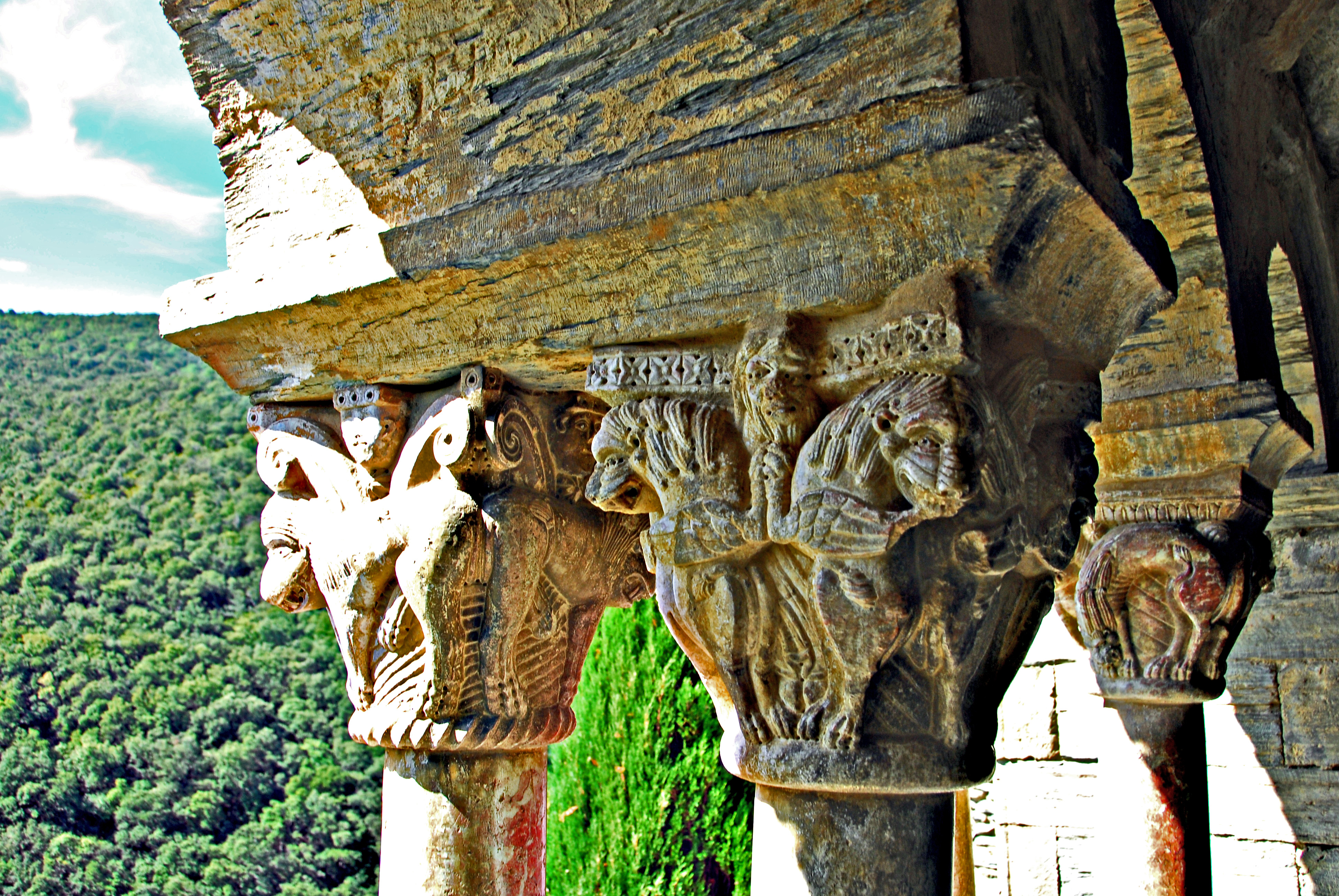
Serrabone, Kapitelle Nr. 8+7

Dieses Kapitell ist fast eine identische Wiederholung des Kapitells Nr. 2. Unterschiedlich ist der spiralförmig gedrehte Ring am unteren Kapitellabschluss.

#### Skulptur Empore
Die Konstruktion der Empore und ihrer Gewölbe ist im Abschnitt „Inneres / Konstruktion der Empore“ beschrieben.

##### Skulptur der Westfassade der Empore
(S. 155–156)

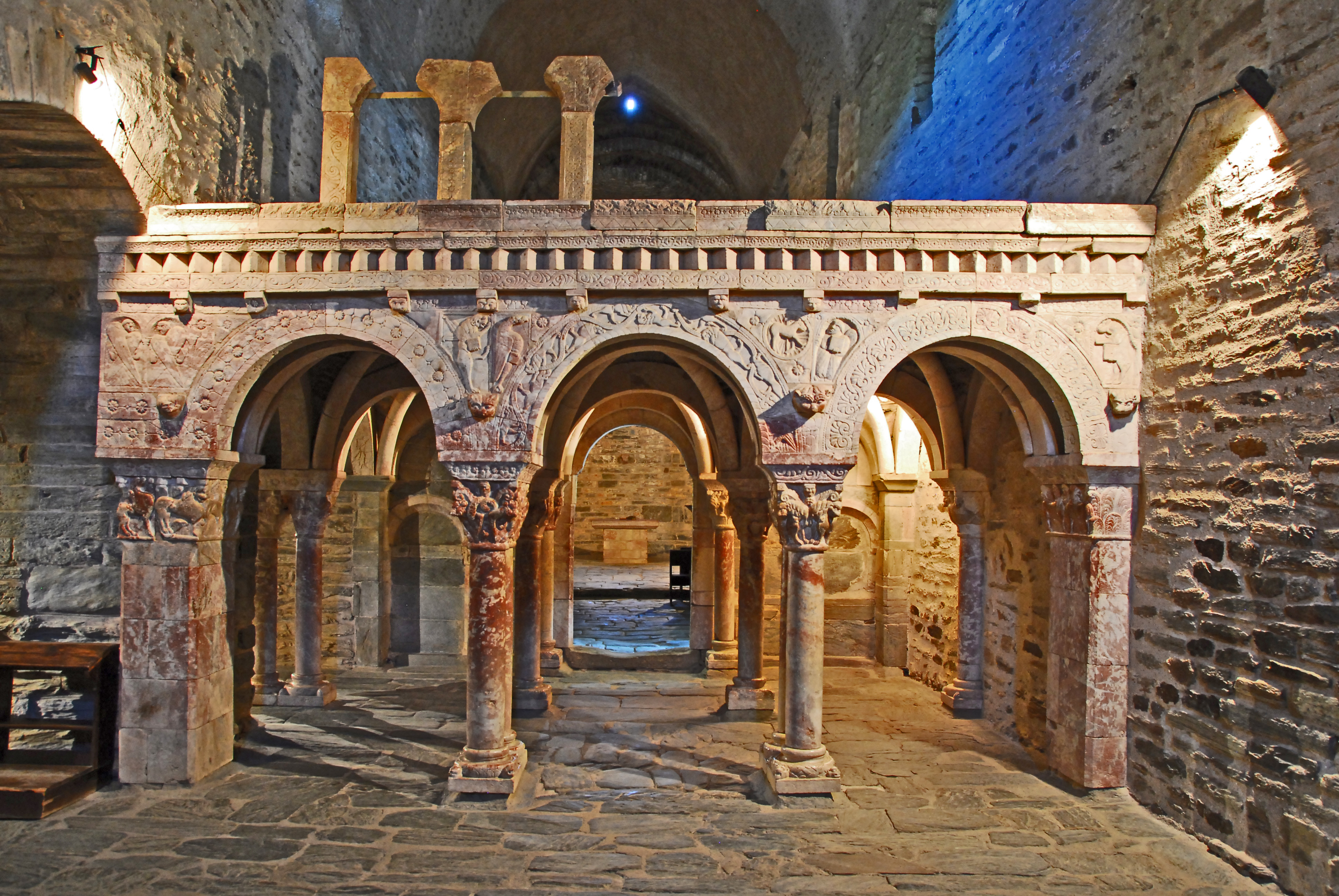
Serrabone, Empore, Westfassade

Die ganz aus Marmor gefertigte Westfassade der Empore ist ihre nach Westen ausgerichtete Seite der doppelten Tragekonstruktionen der Plattform aus je drei gleich großen, halbkreisförmigen Archivoltenbögen, die auf hintereinander stehenden Zwillingssäulen und an den Schiffwänden auf gemeinsamen scharfkantigen Pfeilern ruhen. Die Ausrüstung der Säulen und Pfeiler sind im folgenden Abschnitt „Pfeiler- und Säulenskulptur der Empore“ näher beschrieben.

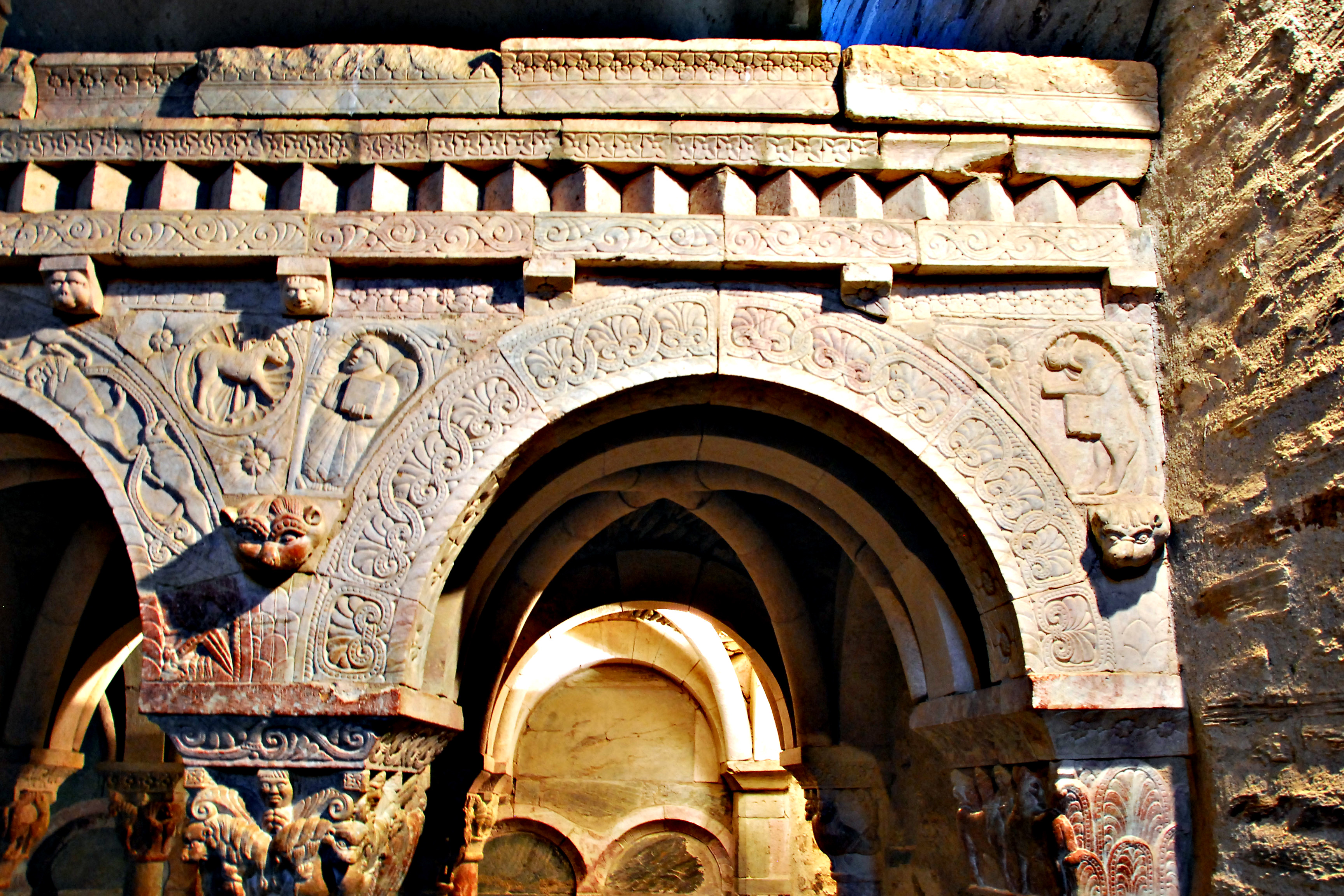
Serrabone, Empore, Westfassade, südl. Arkade

Die scharfkantigen, ober- und unterseitig gerundeten Arkadenbögen mit leicht rechteckigen Querschnitten stehen mit ihren Enden auf den Kämpferplatten über den Kapitellen und bestehen aus je zwei kurzen und drei und vier langen Bogensegmenten, deren Stoßfugen radial ausgerichtet sind. Die Bögen und deren anschließende Flächen gehen oberflächenbündig ineinander über und sind lückenlos mit Flachreliefs dekoriert, abgesehen von einzelnen auskragenden Skulpturen.
Die Vorderseiten der Bögen sind unterschiedlich dekoriert, sie werden innen- und außenseitig von Bändern begrenzt, von denen das äußere eine spiralförmig gedrehte Kordel enthält, das äußere ist leicht geschuppt. Der nördliche Bogen ist gleichmäßig radial unterteilt, und mit gleich breiten vierblättrigen Blüten geschmückt. Der mittlere Bogen wird von einem schlangenartig gewundenen Perlenband dekoriert, das wechselseitig schlanke Monster umschlingt, einige mit Köpfen von Löwen, andere mit denen von Greifvögeln. Der südliche Bogen ist etwa wie der nördliche unterteilt, in dessen Abschnitten Palmetten eingefügt sind, die einzeln von Perlenbändern umschlossen werden. Die Bogenlaibungen sind mit aufgeblühten Blumen dekoriert.

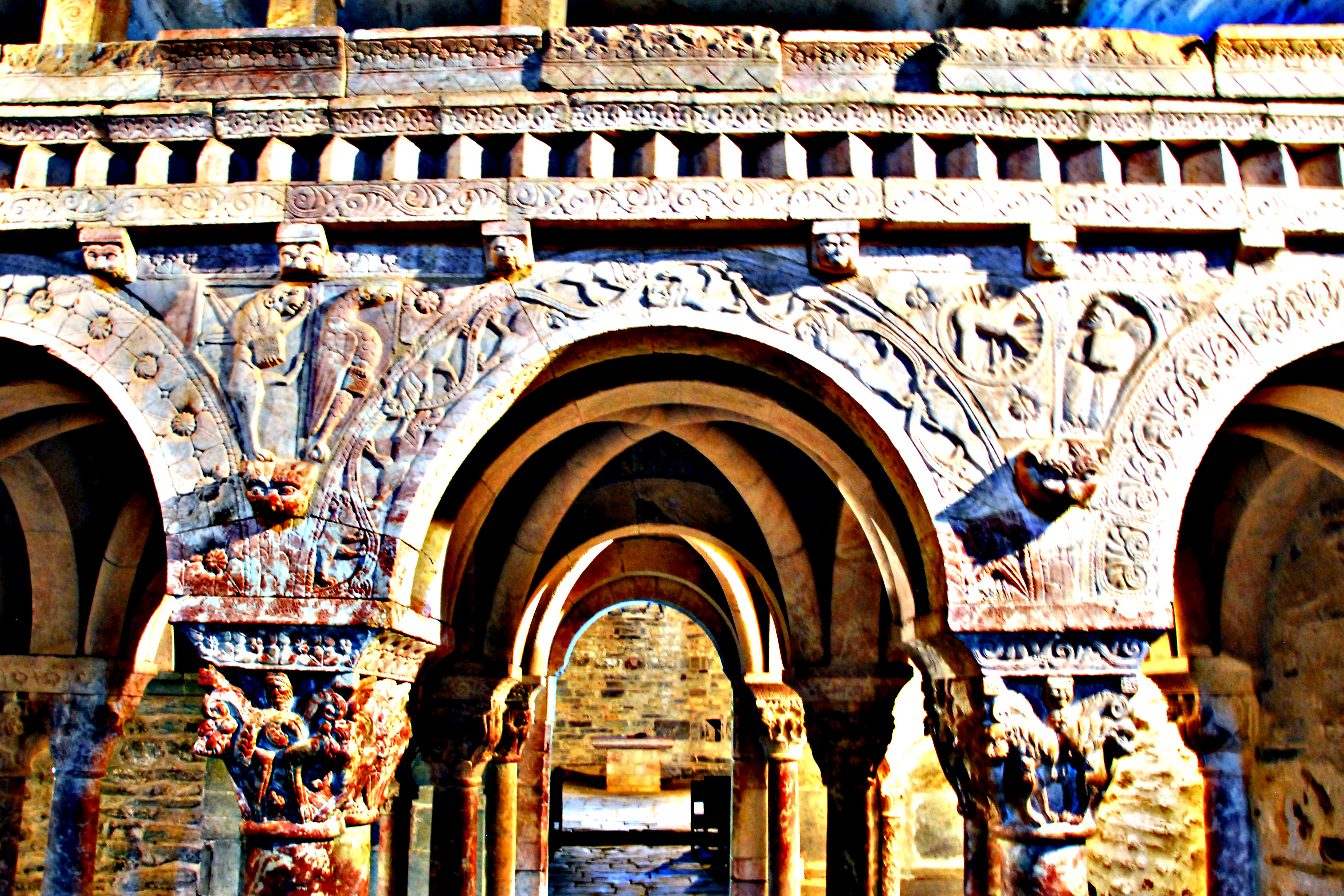
Serrabone, Empore, Westfassade, mittlere Arkade

Die Zwickel zwischen den Arkadenbögen und seitlich der äußeren Bögen zeigen religiöse Themen. Links außen neben dem nördlichen Bogen stehen in zwei Blendarkaden jeweils ein sechsflügeliger Engel, ein Seraph (hebräischer Plural Seraphim), mit seitlich von ihnen erhobenen zum Segensgruß geöffneten Händen. Die übrigen Flächen sind mit vierblättrigen Blüten gefüllt, die denen des nördlichen Bogen ähneln. Unter dem rechten Seraph kragt ein Hochrelief aus in Form eines menschlichen Kopfs, der in ein seitlich erhobenes Horn hineinbläst.
Im Zwickel rechts neben dem nördlichen Bogen sind in polygonalen Rahmen zwei Evangelistensymbole zu sehen, und zwar der auf einem Hinterbein tänzelnder geflügelter Löwe des Markus und daneben der Adler des Johannes. Beide halten ein Buch in einer „Hand“ mit den Gravuren MARCHUS und JOHANNES. Auch hier füllen pflanzliche Motive die übrig gebliebenen Flächenteile. Beide stehen auf dem Hochrelief eines Löwenkopfs mit zotteligem Haarschopf, runden Ohrmuscheln und aufgerissenen Augen. Das Maul des Löwen fehlt hier allerdings.
Weiter rechts im Zwickel zwischen der mittleren und südlichen Archivolte findet sich links in einem kreisrunden Medaillon das Agnus Dei in rechter Seitenansicht. Es erinnert hier an die Anatomie eines Pferdes mit einem langhaarigen Schwanz. Mit seinem linken Vorderbein hält es hinter seinem Rücken ein an einer langen Stange befestigtes, aufrecht gerichtetes lateinisches Kreuz. Der Hintergrund des Medaillons ist strahlenförmig strukturiert. Rechts davon steht in einer verzerrten Arkade das Evangelistensymbol des Matthäus, ein geflügelter Mensch mit hanghaariger Frisur, in der Linken ein Buch ohne Gravur, die Rechte zum Segensgestus erhoben. Der Unterkörper ist mit langen gefächerten Gewandfalten bedeckt. Beide Motive stehen auf einem Kopf im Hochrelief, der dem links benachbarten ähnelt. Die übrig gebliebenen Kleinflächen sind pflanzlich dekoriert.
Ganz rechts außen neben der südlichen Archivolte bleibt nur Platz für ein Motiv. In einer unregelmäßigen Arkade. Steht auf seinen Hinterbeinen hoch aufgerichtet der geflügelte Stier, das Symbol für den Evangelisten Lukas. Sein Vorderkörper mit gehörntem Kopf und langem Hals schmiegt sich seitwärts nach links gerichtet in die Rundung des Arkadenbogens und wendet die Kopfoberseite zum Betrachter. Seine Vorderbeine stützen sich gerade ausgestreckt gegen die Laibung der Archivolte. Mit seiner rechten hält er ein Buch, ohne eine Gravur. Das Motiv steht wieder über dem Tiefrelief eines Kopfes, der denen der linken Nachbarn ähnelt. Übrig gebliebene Flächenteile sind pflanzlich dekoriert.
Der Mensch und der Stier zeugen von einer etwas ungeschickten Ausführung, die im Kontrast zu der kräftigen und feinsinnigen Gestaltung der beiden vorher beschriebenen Figuren steht. Auf ihren Büchern ist nichts eingraviert. Auch für die Engel und das Lamm Gottes wurde diese einfachere Technik verwendet. Genau passend zugeschnittene Marmorplatten mit aufgeblühten Blumen füllen die Leerräume zwischen den Motiven.
Unmittelbar über den äußeren Bogenscheiteln der Arkatur kragt ein Kranzgesims einige Zentimeter aus, das von Kragkonsolen in gleicher Tiefe unterstützt wird, die wie auf der Ostseite von Kragkonsolen unterstützt wird, die hier aber mit Gesichtern, im Wechsel mit pflanzlichen und tierischen Motiven skulptiert sind. Die Abstände der Konsolen sind unterschiedlich, was durch die bis unter das Kranzgesims reichenden Bogensteinen bedingt ist. Das Band zwischen den Konsolen ist mit vierblättrigen Blüten dekoriert, ähnlich denen auf dem nördlichen Archivoltenbogen.

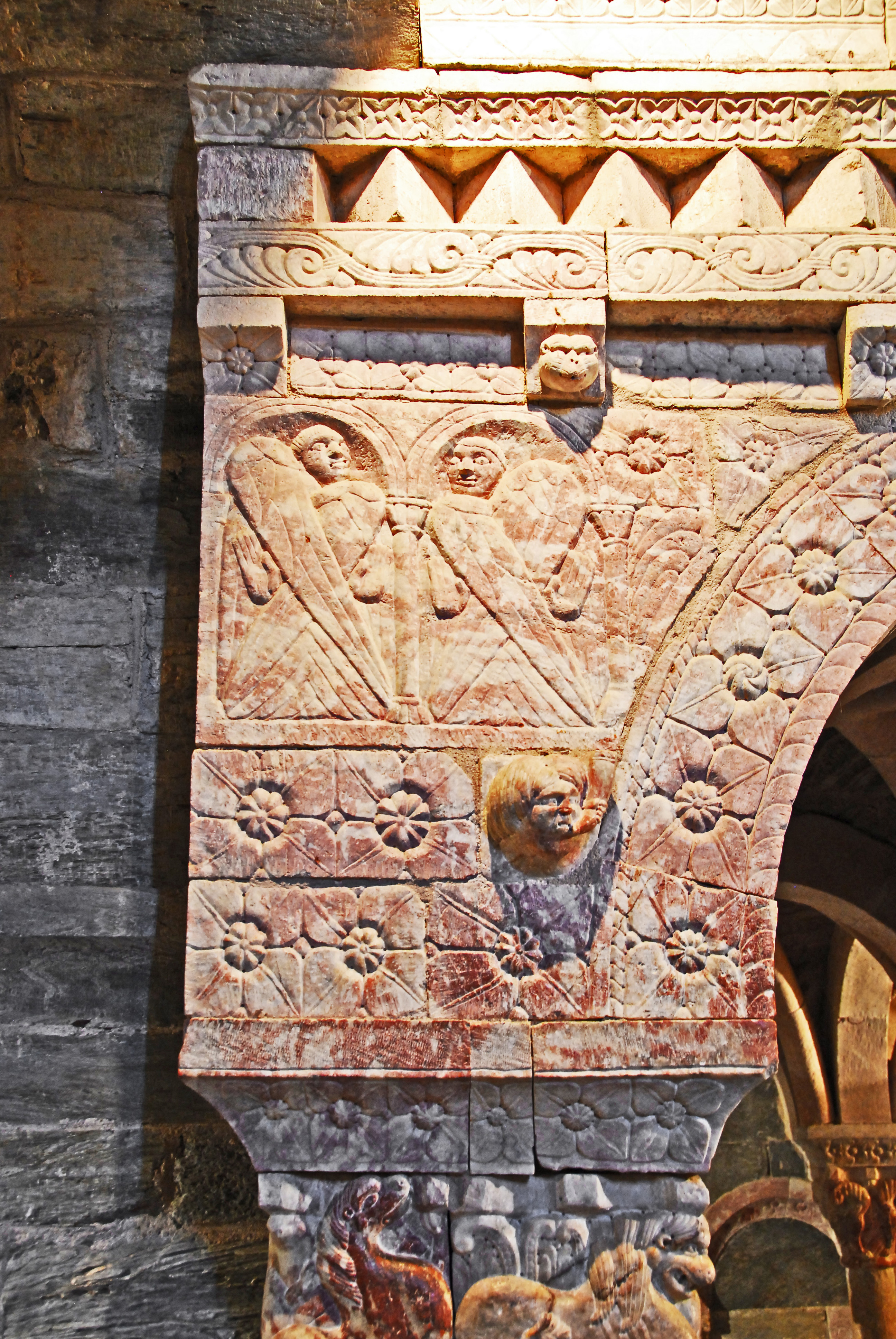
Serrabone, Empore, Westfassade, Nordende
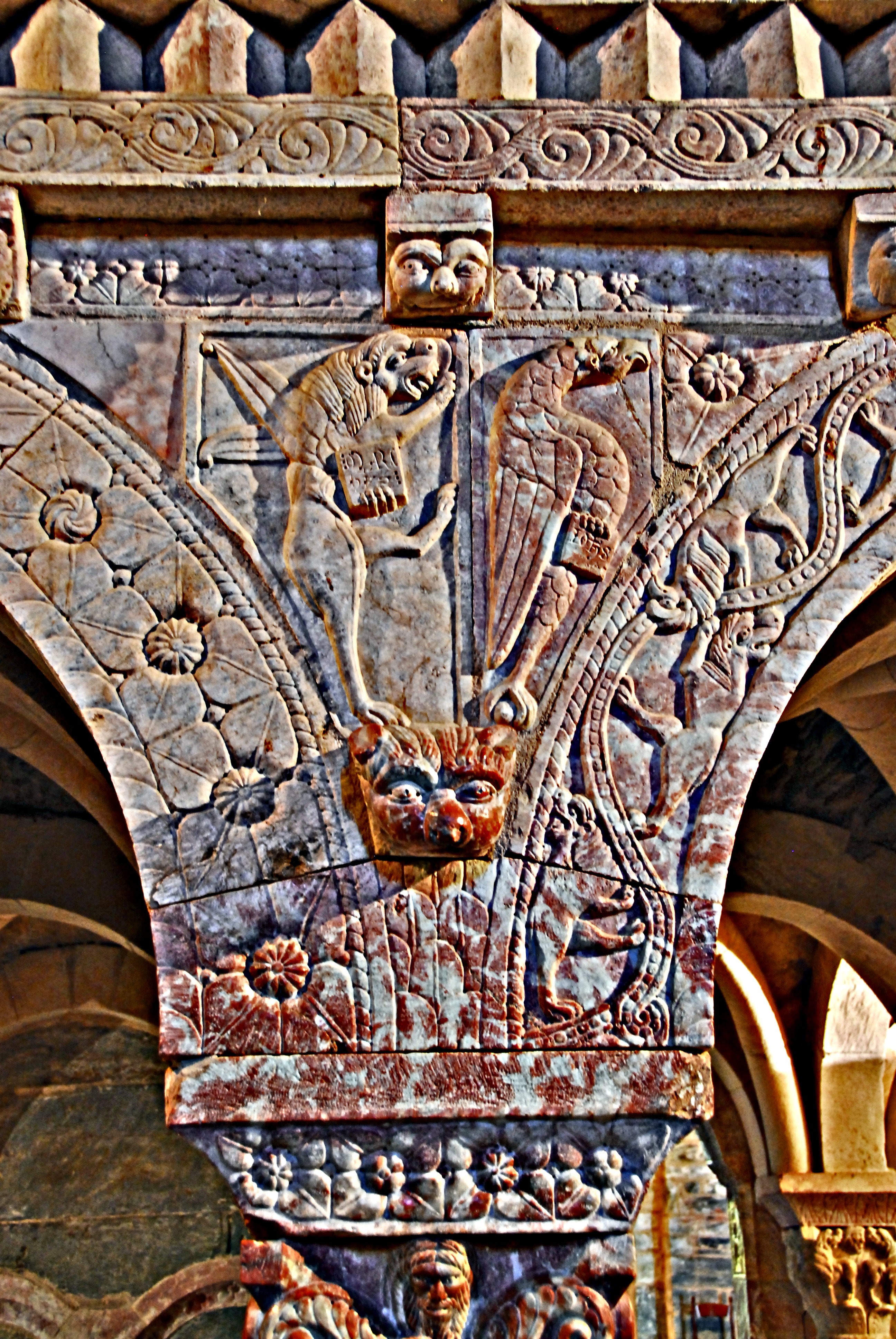
Serrabone, Empore, Westfassade, Mitte links
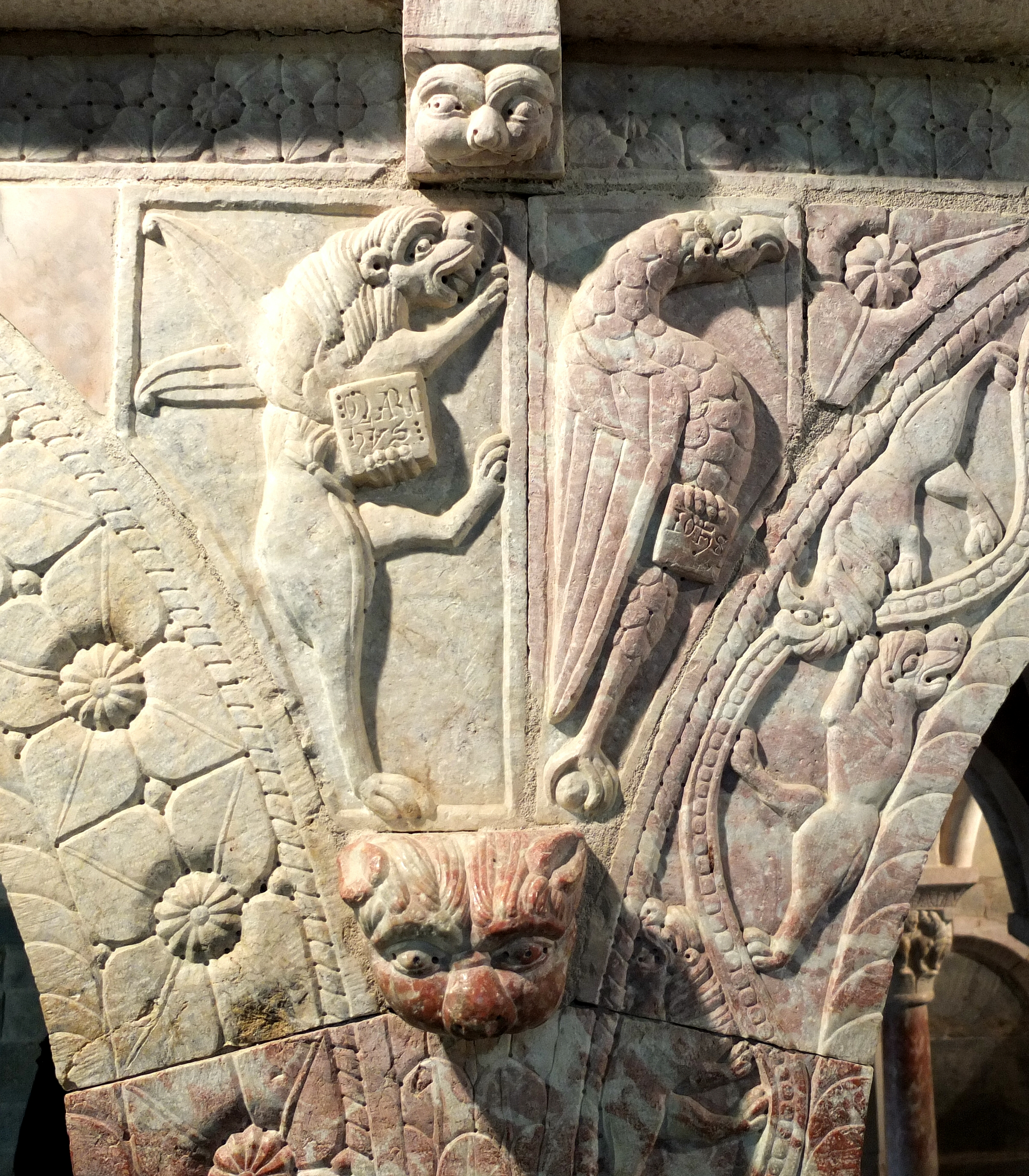
Serrabone, Empore, Westfassade, Mitte
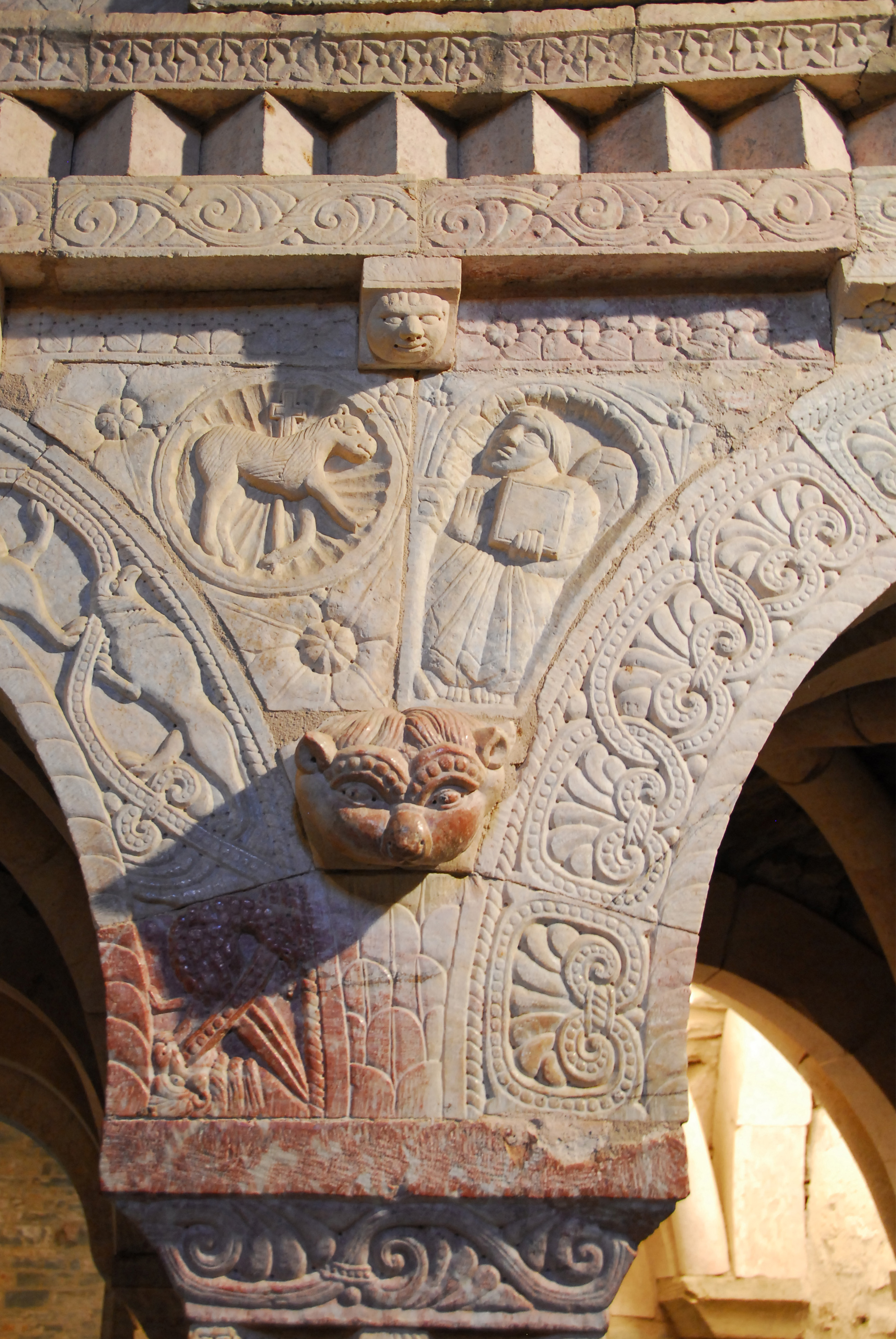
Serrabone, Empore, Westfassade, Mitte rechts
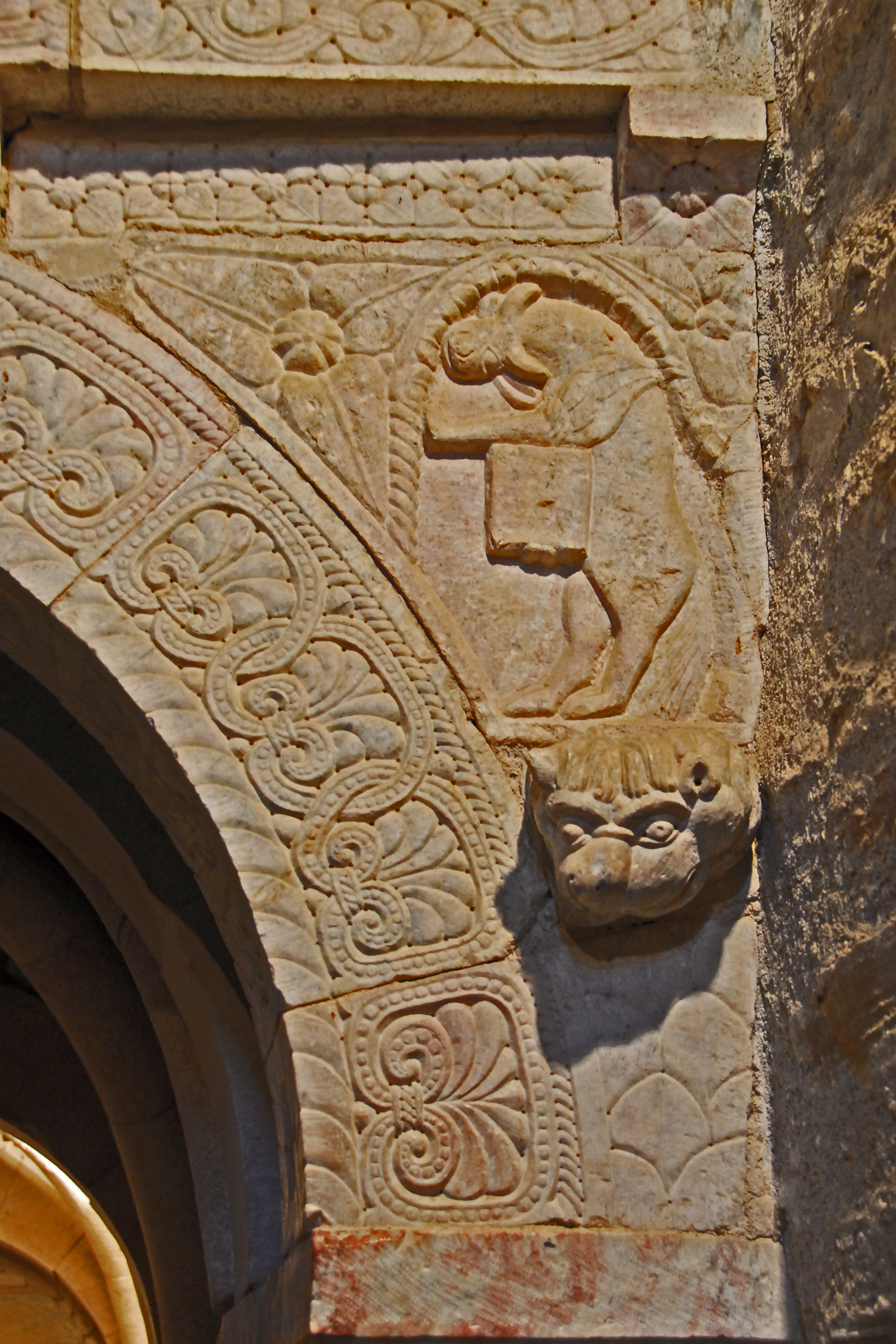
Serrabone, Empore, Westfassade, Südende

Das Kranzgesims besteht im Wesentlichen aus einem groben Zackenfries zwischen zwei Flachrelieffriesen. Auf dem unteren schlängelt sich eine dreigliedrige Perlentresse zwischen den schmalen Randbegrenzungen auf- und abwärts. aus der sich spiralförmige Kringel und gefächerte Blätter entwickeln. Das obere weist eine durchlaufende Hohlkehle auf, die mit den bekannten aufgereihten vierblättrigen Blüten dekoriert ist.
Das Kranzgesims ist offensichtlich der untere Teil einer ehemaligen Brüstung, die die Empore nach Westen als Absturzsicherung abgegrenzt hat. Über ihre Dimension und Formgebung geben die Quellen keine Auskunft. Die heute auf dem Kranzgesims lose aufgelegten nicht ausgerichteten Gesimsplatten liegen dort vermutlich nur provisorisch, könnten aber durchaus Bestandteile einer höheren Brüstung gewesen sein. Ihre untere Hälfte ist mit einem einfachen Zackenband dekoriert. Die obere ist wieder eine Hohlkehle mit aufgereihten vierblättrigen Blüten.
Hinter der Brüstung ragen in der nördlichen Hälfte der Empore drei Pfeiler auf, deren Köpfe Verbreiterungen aufweisen, die sich in der Vorstellung zu Arkadenbögen ergänzen lassen. Das sind vermutlich Reste einer ehemals über die ganze Breite des Schiffs durchgehenden Arkatur, die die Trennung von Chor und Laienbereich noch einmal betonen sollte. Diese Arkatur könnte aus als Balustrade gedient haben, die eine Erhöhung des Kranzgesimses entbehrlich gemacht hätte.
Die Auffassung von Skulptur als Dekor und Füllelement begegnet dem Kunstinteressierten auch in Norditalien. Die Suche nach Inspirationsquellen oder gar unmittelbaren Vorbildern führt in die Lombardei, wo die romanische Kunst gleichfalls dem Diktat des fortlaufend wiederholenden Dekors unterworfen ist.
Das gewählte Thema der Theophanie wird hier nicht nach den allgemein gültigen Regeln behandelt, nach denen üblicherweise die Majestas Domini in einer Mandorla die zentrale Position einnimmt, die von den vier Evangelistensymbolen flankiert wird. Auf der Fassade der Empore halten Cherubim und Seraphim die Ehrenwache. Weil der zur Verfügung stehende Platz auf den Zwickeln der Archivoltenbögen in einige Teilflächen aufgesplittert ist, hat man hier auf diese zentralisierende Darstellungsweise verzichtet und griff auf einen Typus der Theophanie zurück, der mit Ausnahme Italiens, überall nicht mehr Verwendung fand, und zwar in Form einer „verschleierten“ Theophanie, mit dem Lamm als göttliche Figur. Eine Gruppierung der Tiersymbole um die menschliche Darstellung Gottes war so nicht mehr nötig. Man konnte die Tiere also der Reihe nach auf der Fassade zeigen. Allein das menschliche Symbol des Matthäus befindet sich unmittelbar neben dem Lamm. Löwe und Adler bilden im Norden eine kleine Gruppe während der Stier des Lukas im Süden völlig isoliert steht. Um diesem am gegenüber liegenden Ende der Fassade ein Pendant zu geben, stellte man hier die zwei Cherubim auf. Lediglich die Hinwendung der vier „lebendigen Wesen“ zeigt ihre Abhängigkeit von dem Lamm, das hier in einem sehr kleinen Maßstab abgebildet ist. Als mögliche Quelle für die gesamte Position kann man die Kanzel von San Ambrogio in Mailand nennen. Das Portal dieser Kirche könnte für die Idee der Theophanie Pate gestanden haben, die auf die Figur des Lamms ausgerichtet ist.

##### Pfeiler- und Säulenskulptur der Empore
Der Marmor dieser Skulpturen weist überwiegend kräftige Farbtöne auf, vom dunklen Rot, über mittleres Rot, Rosa bis zu reinem Weiß.

##### Pfeiler, Säulen, Kämpfer und Basen
Die glatten Pfeiler besitzen an ihrem Fuß keine verbreiterten Basen oder ähnliches.
Nahezu alle Säulen besitzen kreisrunde glatte Schäfte, mit leichter Entasis und stehen auf zweistufig profilieren Basen und einzelnen scharfkantigen überwiegend quadratischen Plinthen. Der obere halbrunde Ring der Basis schmiegt sich eng um den Schaft. Darunter folgt eine einschneidende schmale Hohlkehle und anschließend ein weit ausladender deutlich dickerer Ring aus einem dreiviertel runden Profil, mit einem Durchmesser, der fast der Breite der Plinthe entspricht. In einzelnen Fällen ist über der Plinthe noch ein weiterer Ring eingeschoben der aus schmalen Bändern geflochten erscheint. Auf allen vier nicht durch Basen abgedeckten Ecken der Plinthen liegt je ein kleines Löwenköpfchen mir aufgerissenem Maul und abstehenden Ohrmuscheln.
Die massiven Kämpferplatten auf der Kapitellen haben quadratischen Grundriss, ausgenommen bei den Zwillingssäulen, wo sie doppelt so lang sind, wie die Breite.
Der obere und Abschnitt der Platte erscheint wie eine dünnere Platte deren senkrechten Kanten glatt sind und gegenüber dem oberen Umriss des Kapitells deutlich vorkragen. Der schrägen Sichtkanten des unteren höheren Plattenabschnitts sind als breite Hohlkehlen ausgerundet, die mit zwei bereits von der Westfassade der Empore bekannten Motiven dekoriert sind. Das erste Motiv sind die Ranken auf dem unteren Band des Kranzgesimses und das zweite sind die vierblättrigen Blüten vom nördlichen Arkadenbogen. Es gibt allerdings auch noch anderen Motive.

##### Kapitellskulptur der Empore
(S. 156–158) und 
Die Zuordnung der hier verwendeten Nummerierung der Säulen und Pfeiler ist aus der beigefügten Handskizze im Abschnitt "Inneres / Konstruktion der Empore" zu entnehmen.
Fast alle Säulenkapitelle besitzen unter den Kämpferplatten dünne Kopfplatten, die zum Kapitell gehören. Diese ähneln denen der Inneren Kapitelle der Kreuzganggalerie. Sie reichen unter den Kämpferecken in kurzen Stücken bis zu deren Außenkanten, treten dann aber hinter diese zurück. Ihre senkrechten Seiten sind meist geglättet, aber auch mit pflanzlicher Flachskulptur dekoriert. Bei Kapitellen mit zusätzlichen Köpfchen in den seitlichen Kapitellachsen treten diese vor die Außenseiten.
Die Säulenkapitelle werden unten mit einem Ring aus einem halben Rundstab abgeschlossen.
Pfeilerkapitell Nr. 1: Kentaur und Löwe
Auf dem nordwestlichen Pfeilerkapitell, das besonders schön gestaltet ist, steht auf der Südseite ein langbärtiger Kentaur einem gleich großen Löwen gegenüber. Beide wirken angespannt, den Kopf etwas zurückgezogen, die Quaste ihres Schwanzes um den Bauch gewunden. Zwischen ihnen erhebt sich ein bärtiger Mann mit langhaariger Frisur, dessen kräftige Statur eine eng anliegenden Tunika unterstreicht. Mit seiner Linken packt er die Zunge des Löwen, mit der Rechten ein Ohr des Kentauren. Als Zeichen der Unterwerfung legen beide eine ihrer Vorderpfoten auf die Schulter des Mannes. Der Mann ist vielleicht ein Dompteur, der zu den Tieren in den Käfig gestiegen ist. Auf der Westseite folgen noch zwei weitere Tiere, auf der Ostseite noch ein Tier, das seine breite Zunge ausstreckt. In den Hintergründen über, vor allem unter den Tieren findet man reichlich pflanzliche Skulptur, vor allen breit gefächerte Blätter, teils mit Rändern aus Perlenschnüren und aufgekringelten Blattspitzen.
In dieser Darstellung konnte sich wieder einmal, ausgehend von Gilgamesch und dem orientalischen Herkules ihr babylonischer Ursprung durchsetzen. Vielleicht wird hier der Sieg des Guten über die Mächte des Bösen symbolisiert, oder auch die Herrschaft des Wortes Gottes und des Verstandes.
Pfeilerkapitell Nr. 2: Jagdszene mit Kentaur und Hirsch
Das südwestliche weniger geschickt ausgeführte Pfeilerkapitell wird in ganz besondere Weise durch ein Denken in Symbolen bestimmt. Auch auf seiner Nordseite stehen sich wieder zwei Vierbeiner gegenüber. Links ein bogenschießender bärtiger Kentaur mit einem Löwenkörper zielt mit seinem Pfeil auf den gegenüber stehenden Hirsch, dessen Körper die gleiche Schwere aufweist wie sein Gegner, dessen gehörntes Haupt nach hinten geworfen wird. Er beeindruckt besonders durch seine seltsame sassanidische Mähne. Zwischen beiden Tieren lugt ein jüngerer Mann hervor in fußlanger Kleidung. Ihm wird keine wesentliche Beteiligung an der Szene zugewiesen. Auch hier füllt wieder ähnliche pflanzliche Skulptur die Hintergründe und Zwischenräume, hier auch die kurzen Kapitellseiten.
Jedes dieser Wesen geht aus vielschichtigen und widersprüchlichen Traditionen hervor und ihre Verbindung ist nicht frei von Zweideutigkeiten. Das Streben nach einer klaren Darstellungsweise setzte sich nach und nach durch, nach dem sie lange Zeit durch überreiche, ja exzessive Ausschmückungen behindert worden sind. Schließlich beinhaltet dieses Motiv hier einen deutlich moralischen Wert von humanistischer Tragweite. Der Hirsch ist vergleichbar mit dem Gläubigen auf dem Weg zum Heil, während der Kentaur, dessen zunächst positiver Symbolgehalt ins Negative umgeschlagen ist, sich von seinem Ursprung im Tierkreis gelöst hat und zum Bild des dämonischen Jägers geworden ist.
Säulenkapitell Nr. 3: Hölle / Beute verschlingende Monster

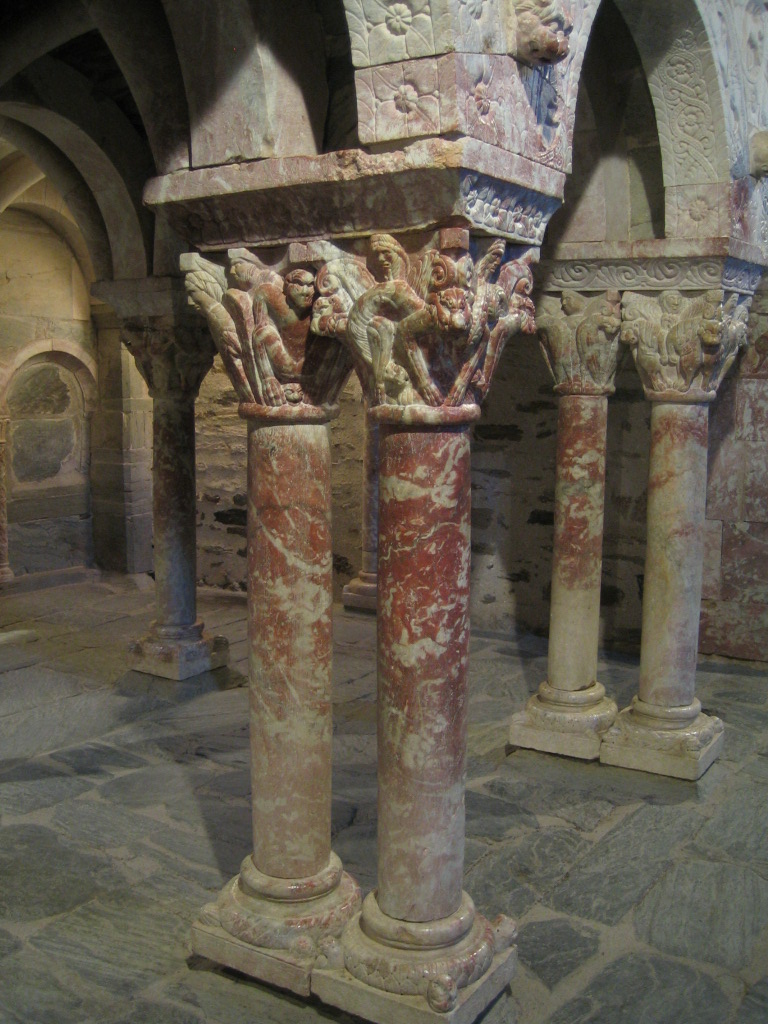
Serrabone, Säulen Nr. 4+3

Das Kapitell ist das linke äußere der Zwillingskapitelle der mittleren Westfassade.
In einfacher plastischer Darstellung verschlingen vier, die Ecken des Kapitells bekleidende Monster andere Tiere, von denen nur noch die Vorderpfoten aus dem Maul hängen. Eins von ihnen speit aus seinem offen stehenden Maul eine Schlange, deren verschlungener Leib sich auf dem Kapitellkörper ausbreitet. Auf den beiden Seitenflächen des Kapitells wird die Verwandlung der Monster in Löwen mit kreisförmigem Körper gezeigt, an deren Ende sich wieder ein neuer befindet, um in einem teuflischen Kreislauf weitere Tierpfoten zu verschlingen.
Säulenkapitell Nr. 4: Himmel / Erzengel Michael

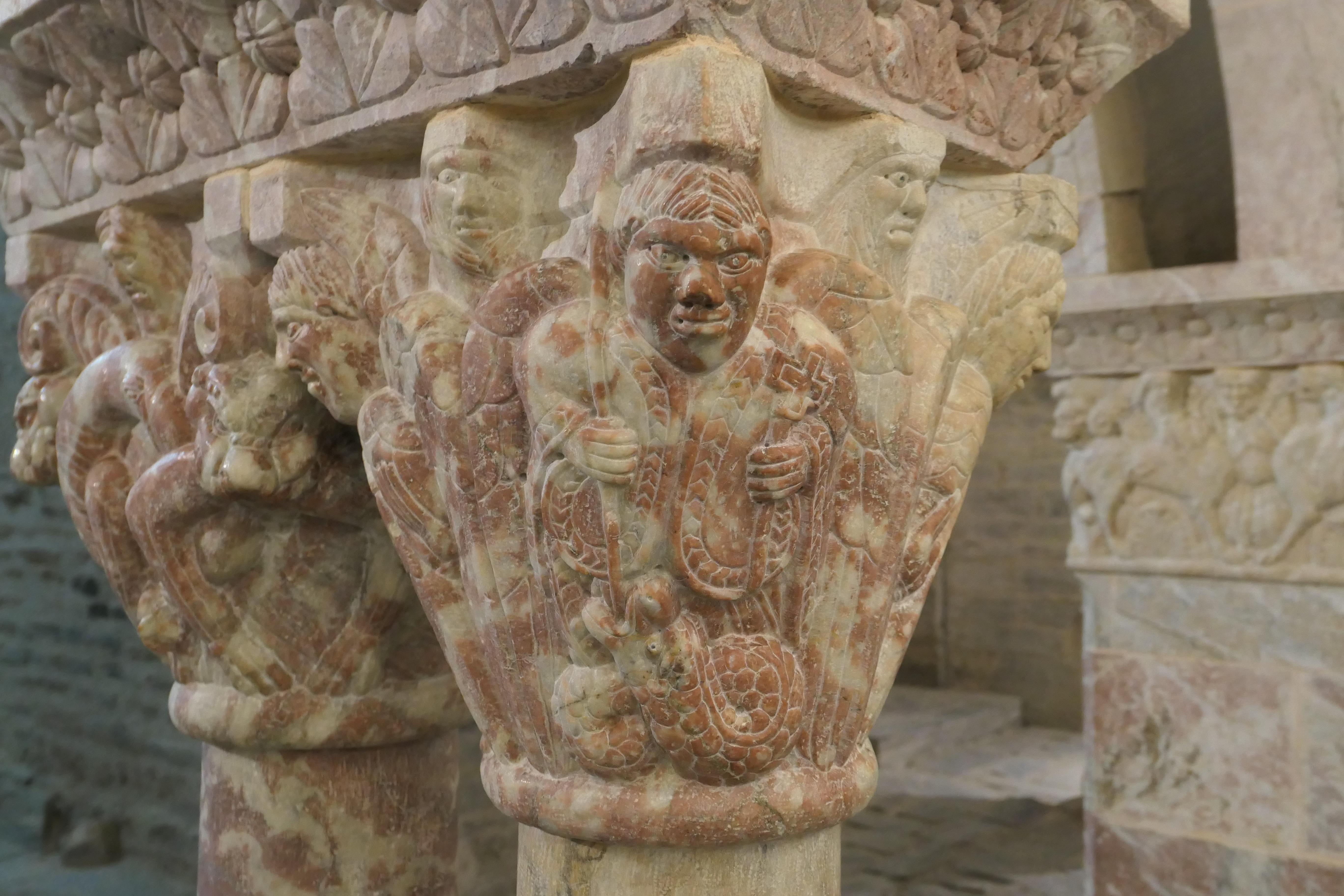
Erzengel Michael

Dieses Kapitell steht unmittelbar hinter dem mit der Nr. 3. Der bereits bekannte Sieg des Guten über die Mächte des Bösen wird dort wieder aufgenommen, in dem es den Kampf des heiligen Michael mit dem Teufel zeigt. Er ist mit dem gleichen Priestergewand bekleidet, wie Christus und die Apostel in Saint-Michel de Cuxa. Allein schon diese Besonderheit würde ausreichen, um die weitreichende stilistische Übereinstimmung zwischen beiden Emporen zu beweisen. Der etwas kompakt wirkende dicklippige Erzengel ist mit einem kostbar paspelierten Gewand gekleidet und hält in seiner Linken einen Stab mit einem gleicharmigen Kreuz am oberen Ende. Mit der Rechten führt er eine Lanze, mit der er der Schlange des Satans, die sich zu seinen Füßen windet, den Todesstoß versetzt. Hinter ihm breiten sich seine Flügel aus. Er wird flankiert von zwei langbärtigen Seraphim, sie erheben ihre Hände zum Segensgestus. Ihre Gesichter gehören zu dem in Serrabone häufige Typus mit platt gedrückten Nasen und schmalen Lippen. Auf der vierten Ecke des Kapitells sitzt ein Affe, dessen höhnisches Grinsen den Betrachter daran zu erinnern scheint, dass das Böse auch unter den ausgebreiteten Flügeln der Engel wacht. Anders gesagt: Die Mächte des Guten werden das Böse erst am Jüngsten Gericht besiegen. Dieses wird an der Westfassade von dem Engel beschworen, der ins Horn bläst.
Säulenkapitell Nr. 5: Drei Stände

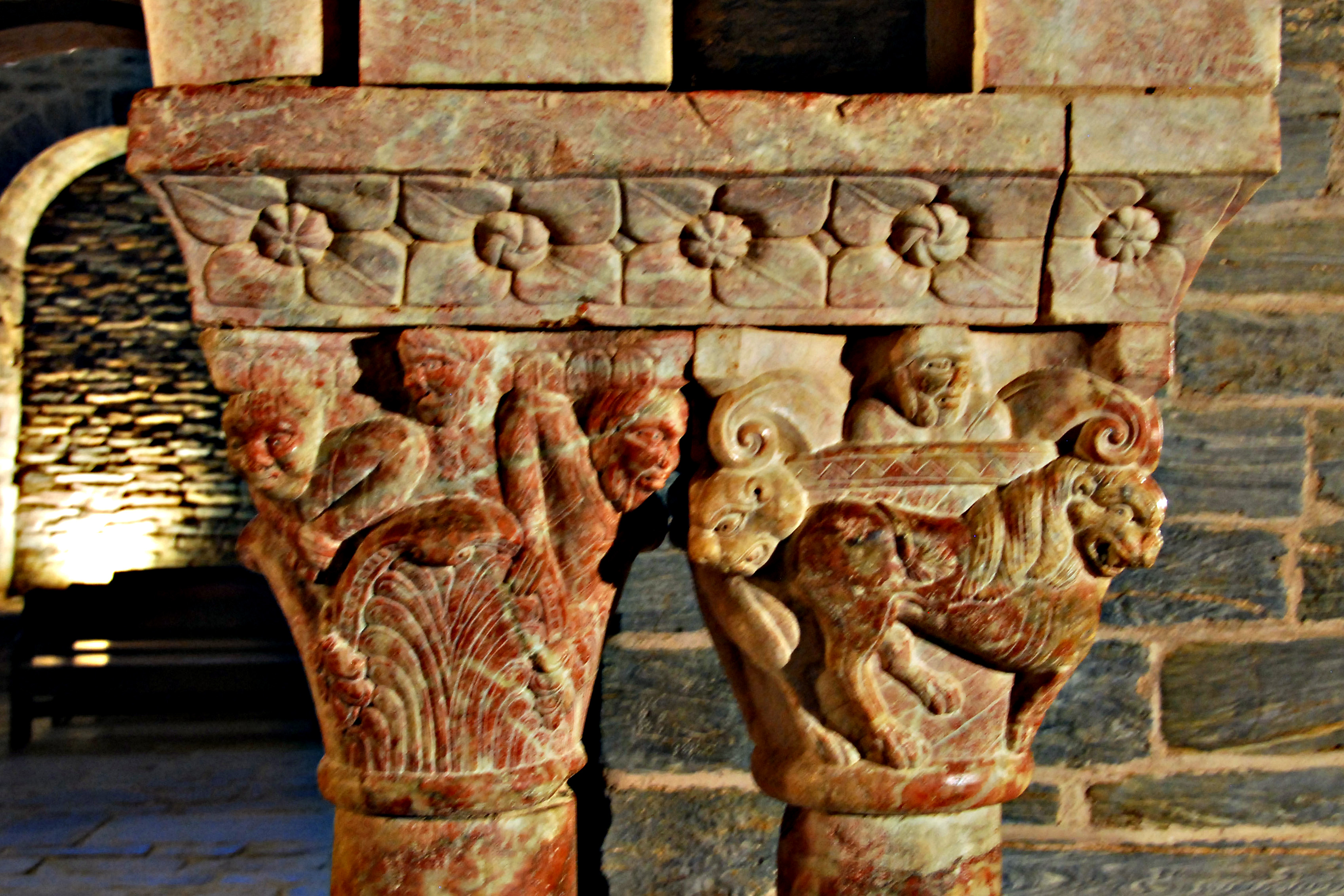
Serrabone, Kapitelle Nr. 5+6

Das Kapitell ist das innere der Zwillingskapitelle in der nordseitigen Wandöffnung zum Seitenschiff. Angesichts des starren sozialen Rahmens einer auf Ungleichheit basierenden Gesellschaft ist die Bedeutung dieses Kapitells exemplarisch. An der ersten Ecke ist ein Adliger dargestellt, an seiner Perlenkrone zu erkennen, an der zweiten ein bartloser Mönch mit Tonsur, an der dritten ein Bauer, dessen Schultern von einem Umhang bedeckt sind.
Die soziale Moral des Feudalismus wird an der letzten Ecke in Form eines kreischenden Affen dargelegt: jeder soll an seinem Platz bleiben, andernfalls droht er mit der Auslösung eines Skandals.
In der Mitte zwischen diesen Darstellungen wachsen sehr breite Blätter aufwärts deren obere Spitzen sich etwa in halber Kapitellhöhe nach außen aufkringeln. Die freien Blattränder sind mit Perlbändern dekoriert. Im unteren Bereich sind die Blätter verwachsen und werden dort von einer Rosette bedeckt. Die Blattflächen sind fächerförmig strukturiert. Oberhalb des Blattendes schaut ein Köpfchen leicht seitwärts blickend hervor, das vor dem pflanzlich dekorierten Rand einer dünnen Deckplatte angeordnet ist.

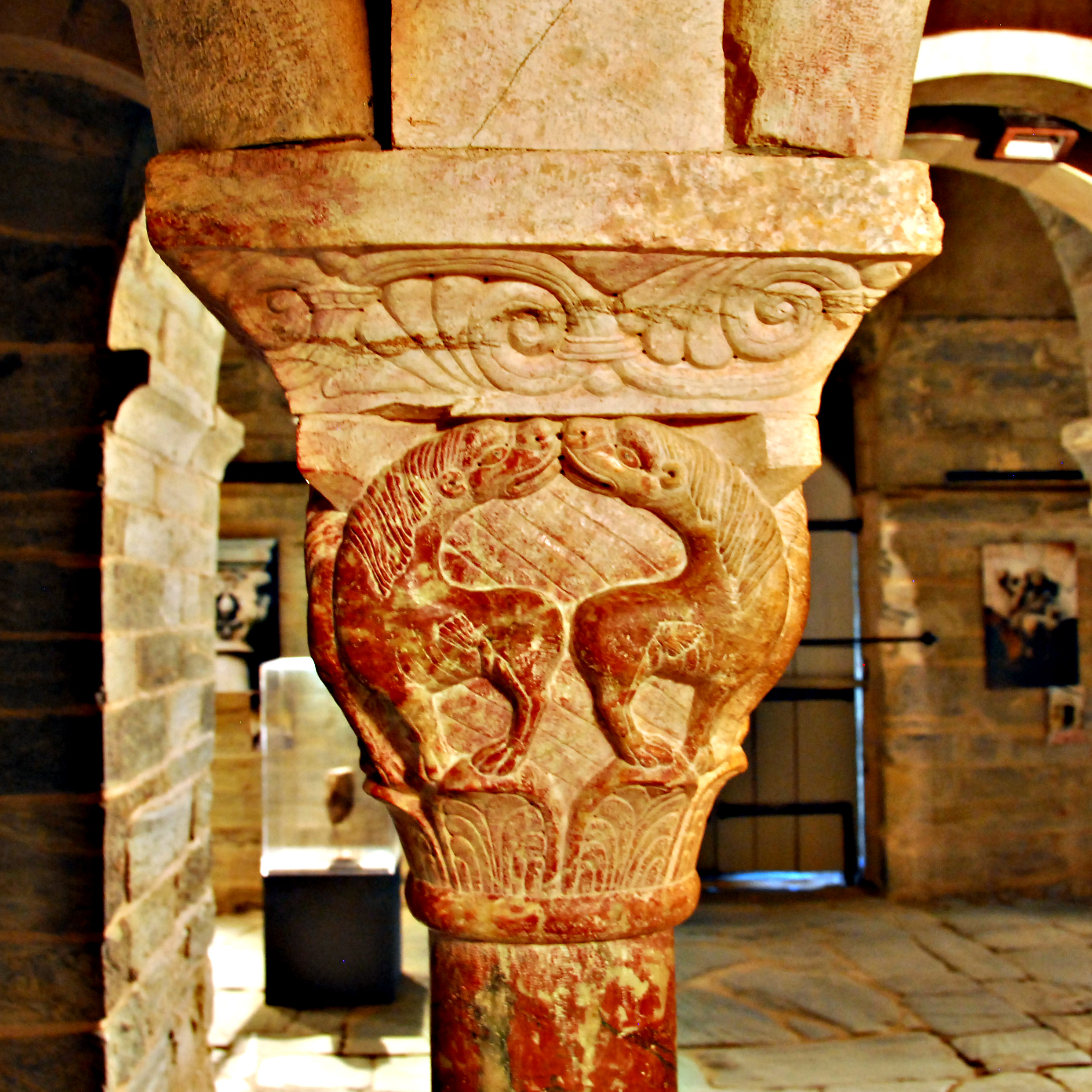
Serrabone, Kapitell Nr. 7

Säulenkapitell Nr. 6: Schreitende Löwen
Es steht außen vor dem Kapitell Nr. 5. Eine Abfolge von vier nach rechts schreitenden Löwen, auf den Seitenflächen des Kapitells, bildet ein recht einfaches Motiv. Jedes Tier hat seinen eigenen Kopf und „nur“ einen Leib mit vier Läufen. Die Köpfe stehen jeweils unter den Kapitellecken, ihr Hinterleib endet kurz von dem Kopf des folgenden Tieres. Sie haben das Maul leicht geöffnet und zeigen ihre gefletschten Zähne. Die Mähne fällt in drei breiten Strähnen über den Hals fast bis zum Bauch hinab. Der Schweif mit gefächerter Quaste kringelt sich seitwärts über das Hinterteil nach vorne.
Der Hintergrund erscheint hier wie eine Verlängerung des Säulenschafts über den unteren Ring fast bis in Höhe der Stirne der Löwen, die dort von einem weiteren Ring abgeschlossen wird. Diese „Verlängerung“ ist mit steil nach oben ansteigenden Rillen in gleichen Abständen dekoriert. Um den oberen Ring herum verläuft ein Zackenmuster. Aus diesem Ring steigen auf jeder Seite zwei Pflanzenranken schräg auswärts auf, die sich unter den Kapitellecken und über den Löwenköpfen spiralförmig aufkringeln. Zwischen den Kringeln tritt auf jeder Kapitellseite je ein Köpfchen eines bärtigen Mannes inklusive seiner Schultern hervor, das vor der Kopfplatte des Kapitells bis auf deren Oberkante hochgeführt ist. Die Köpfchen auf der West-, Nord- und Ostseite des Kapitells sind zum gegenüber sich öffnenden Nordportal des Seitenschiffs gerichtet, scheinbar die Eintretenden zu begrüßen.

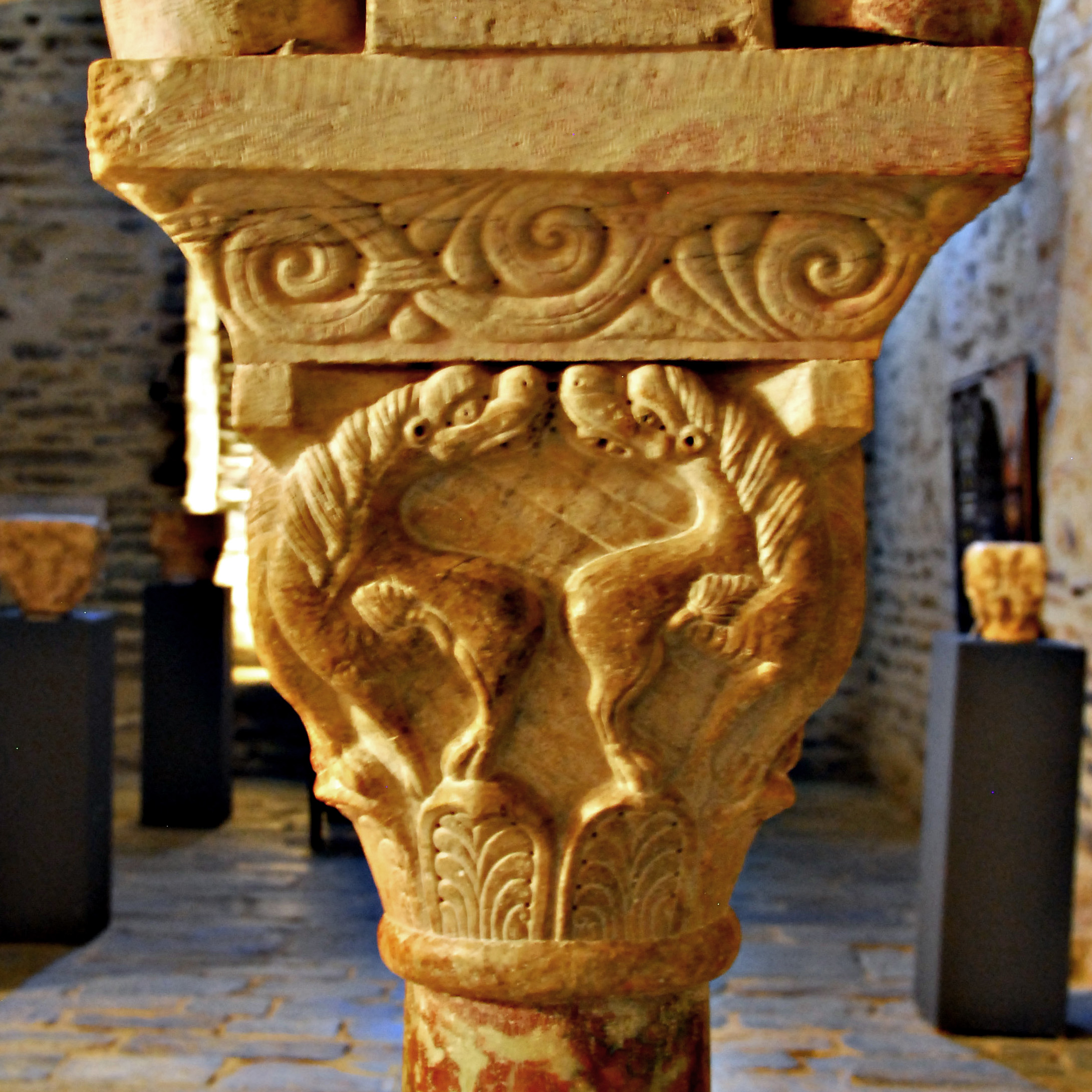
Serrabone, Kapitell Nr. 7

Säulenkapitell Nr. 7: Zur Mitte gewandte Löwinnen
Dieses ist eins der beiden Kapitelle in der Emporenmitte. Sein unterer Abschnitt ist etwa ein Drittel so hoch wie das ganze Kapitell. Darin wachsen insgesamt acht breite Blätter aus dem unteren Kapitellring heraus, die sich nach oben leicht auswärts beugen, dort spitz zulaufen und jeweils eine kleine Plattform bilden. Die Blattoberflächen sind fächerförmig strukturiert und mit glatten Rändern versehen.
Auf jedem der Blätter steht auf allen vieren je eine der acht Löwinnen und nimmt jeweils eine halbe Kapitellseite ein. Sie wenden sich jeweils paarweise in halber Kapitellhöhe die Hinterteile zu, ohne sich zu berühren. Ihre Köpfe auf extrem langen Hälsen wenden sich über ihren Rücken nach hinten, wo sich ihre leicht geöffneten Lippen genau in der Kapitellachse berühren. Ihre Stirne reichen dabei hinauf bis unter die Kämpferplatte. Die Kopfplatte des Kapitells reicht unter den Ecken der Kämpferplatte ein kurzes Stück bis zu deren Außenkanten. Genau darunter treffen sich die Vorderkörper und Hälse der Tiere mit denen der benachbarten Kapitellseite. Die Mähnen der Löwinnen ziehen sich über die ganze Länge des Halses hinab und scheinen wie von einem Kamm geordnet. Ihre Schweife winden sich mit ihren Quasten unter dem Bauch auf die Außenseiten. Der Hintergrund der Szenen ist mit schräg aufwärts steigenden parallelen Rillen dekoriert.

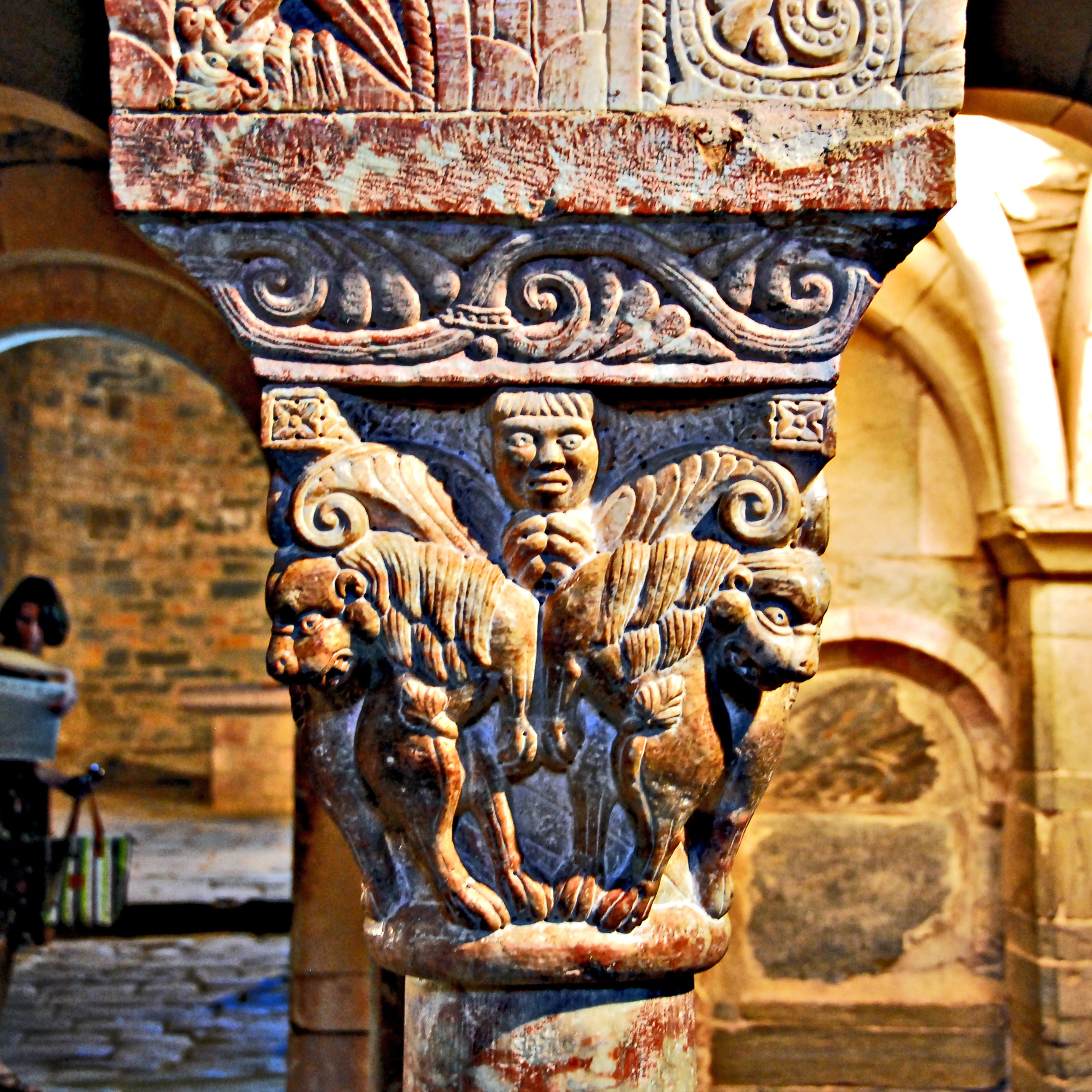
Serrabone, Kapitell Nr. 8

Säulenkapitell Nr. 8: Löwen mit zwei Hinterkörpern
Das Kapitell ist das rechte äußere der Zwillingskapitelle der mittleren Westfassade. Es zeigt große Ähnlichkeiten mit dem Kapitell Nr. 1 der Kreuzganggalerie. Zwischen den Mähnen der Löwen schauen menschliche Köpfe, mit Bart und Langhaarfrisur hervor, deren Blicke in den westlichen Bereich des Schiffs gerichtet sind. Diese Personen halten vor sich ihre zum Gebet gefalteten Hände. Jeweils zwei Blattranken mit gefächerter Struktur streben seitwärts nach oben, deren Spitzen sich über den Köpfen der Löwen aufrollen. Die Sichtkanten der Kopfplatte ist mit vierblättrigen Blüten dekoriert.
Säulenkapitell Nr. 9: Greife

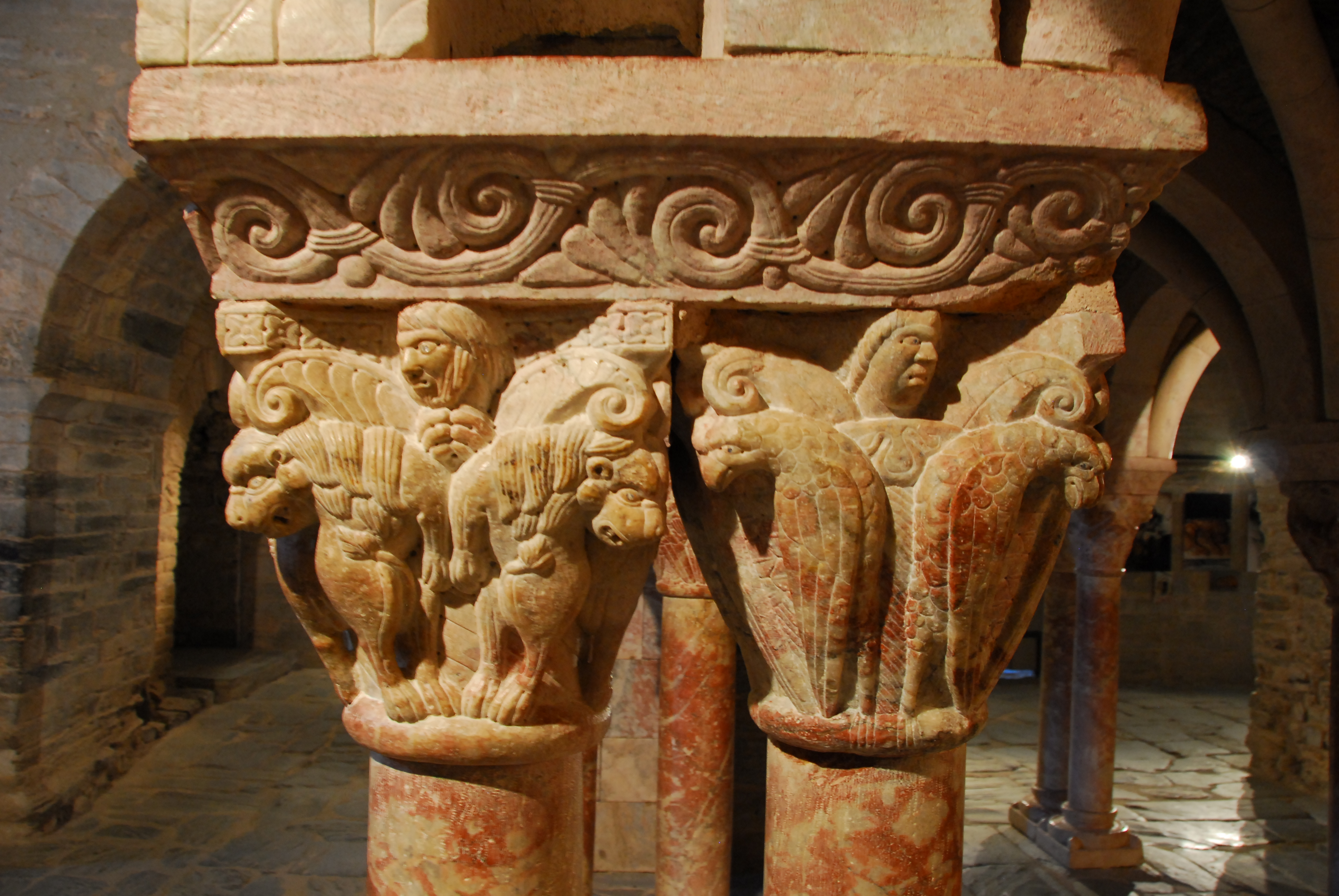
Serrabone, Kapitelle Nr. 98+9

Dieses steht hinter dem Kapitell Nr. 8. Auf seinen Ecken steht jeweils ein Adler mit ähnlich den benachbarten Löwen gesenktem Haupt und einem greifvogeltypischen Krummschnabel. Seine Krallen umgreifen den unteren Ring des Kapitells. Seinen Körper bedeckt ein schuppenartiges Federkleid. Er hält seine beiden Flügel vor dem Körper abwärts gerichtet. Die Schuppen des oberen Flügelabschnitts gehen darunter in lange Flügelfedern über. In der Kapitellachse halten die Tiere untereinander etwas Abstand. Der darin zu sehende Hintergrund steht in Verlängerung des Säulenschafts und wird mit einer darum spiralförmig ansteigenden Struktur dekoriert. Dieser wird etwa in Höhe der Adlerköpfe mit einem Blattfächer abgeschlossen. Über den Köpfen kringeln sich wieder seitlich aufsteigende Rankenenden, zwischen denen ein Männerkopf ohne Bart herausschaut, dessen lange Haartracht bis unter die Kämpferplatte hinaufreicht. Die Kopfplatte und deren vortretende Kanten bleiben ohne Dekor.

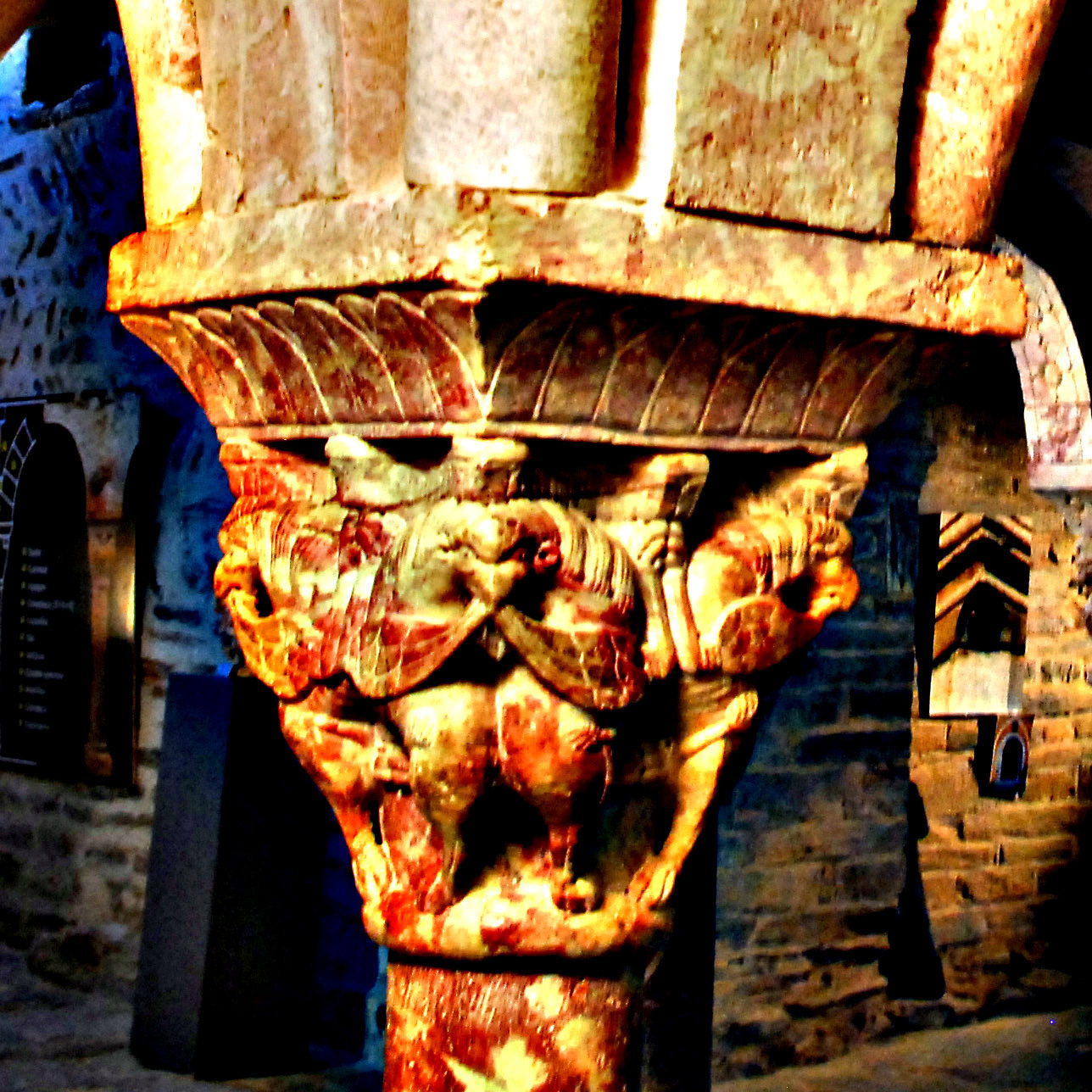
Serrabone, Kapitell Nr. 10

Säulenkapitell Nr. 10: Löwen mit Flügeln und Greifenköpfen
Dieses ist das zweite der beiden Kapitelle in der Emporenmitte. Es zeigt starke Ähnlichkeiten mit dem Kapitell Nr. 7 der Kreuzganggalerie. Ein wesentlicher Unterschied zu diesem ist, dass statt der Löwenköpfe unter den Kapitellecken hier Greifenköpfe mit Krummschnäbeln dargestellt sind, die sich in die Flügelspitzen beißen. Hinter diesen sind allerdings noch Löwenmähnen erhalten geblieben. Außerdem fällt das Fehlen der Menschenköpfe zwischen den Tieren auf. Die Kopfplatte kommt in Kapitellmitte und an den Ecken stückweise hervor und bleibt ohne Dekor.
Säulenkapitell Nr. 11: Löwen mit zwei Leibern
Es steht unmittelbar vor der Ostwand der Galerie links neben dem mittigen Durchlass. Die Haltung der Löwen entspricht etwa denen auf dem Kapitell Nr. 8. Allerdings fehlt hier der Kopf und die auswärts strebenden Ranken mit den sich aufrollenden Enden. Unmittelbar über den Löwen liegt die Kopfplatte mit flach dekorierten Seiten, die an den Ecken und in den Achsen des Kapitells stückweise vortreten.

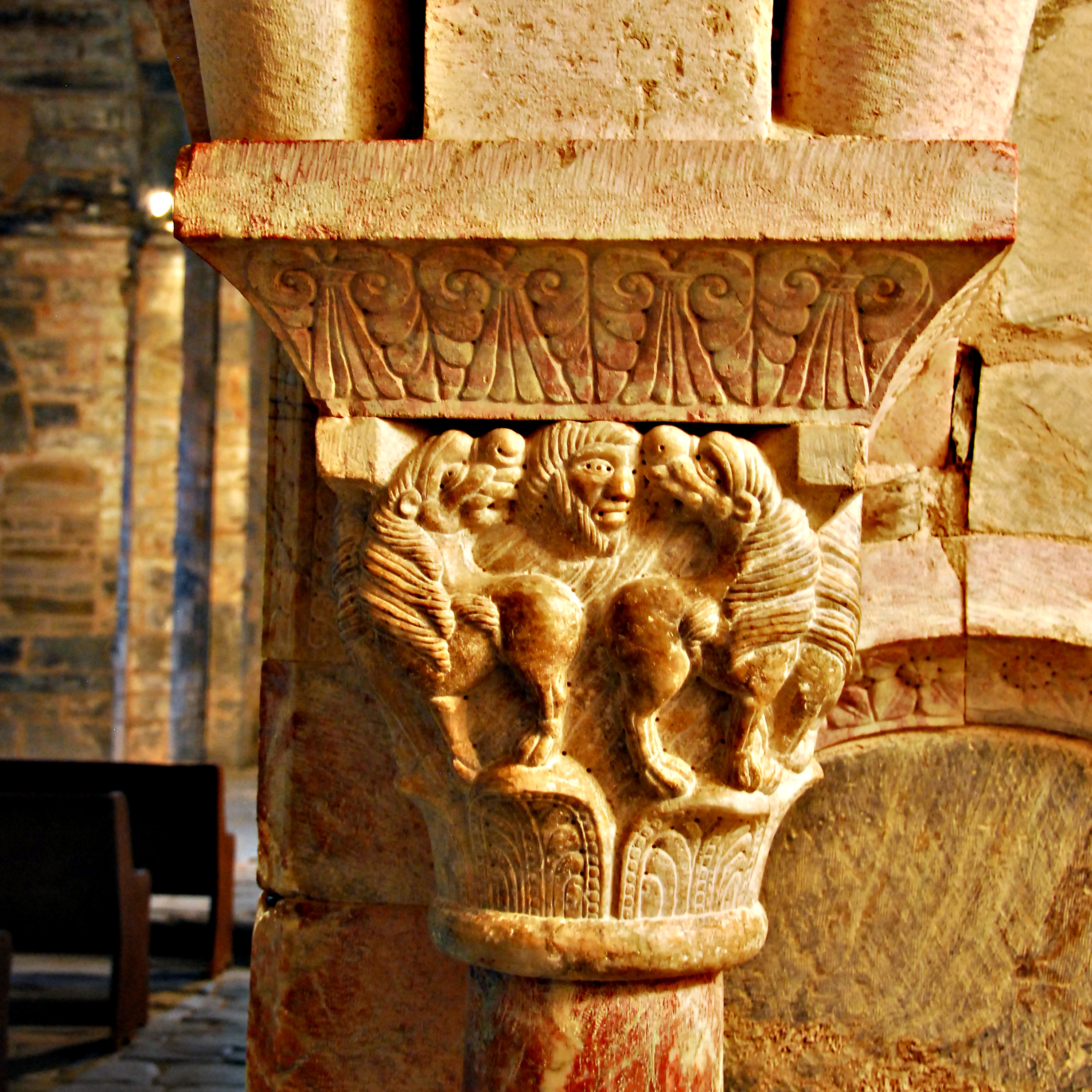
Serrabone, Kapitell Nr. 12

Säulenkapitell Nr. 12: kosende Löwen
Dieses Kapitell steht auf der rechten Seite des Durchlasses in der Ostwand. Hier finden sich auf jeder Kapitellseite zwei Löwen in ähnlicher Haltung wie die Löwinnen auf dem Kapitell Nr. 7, die auch auf breiten, nach leicht auswärts gebogenen Blättern stehen, die das untere Drittel des Kapitells einnehmen. Ihre Hinterteile bleiben auf Abstand und ihre aufwärts strebenden Hälse unter der Kapitellecke berühren diejenigen auf der benachbarten Seite. Ihre aufwärts gerichteten Häupter stoßen mit der Stirn fast gegen die Kämpferplatte. Zwischen den Löwenköpfen schaut seitwärts blickend der Kopf eines bärtigen Mannes hervor, dessen langhaariger Schopf die Kämpferplatte berührt. Seine Gesichtszüge verraten ein schwaches Lächeln, keineswegs Angst. Die Kopfplatte wird, bis auf kurze glatte Stücke an der Kapitellecke, fast ganz verdeckt. Die tief reichenden Hintergründe sind wieder mit schräg aufwärts strebenden parallelen Rillen dekoriert.
Auf einer Seitenfläche findet sich die unvollendete Darstellung eines kleinen Wappens.
Die Löwen mit geschlossenen Lippen scheinen den Mann mit der Zunge eher zu liebkosen als zu bedrohen, was eine Quelle vermutet.

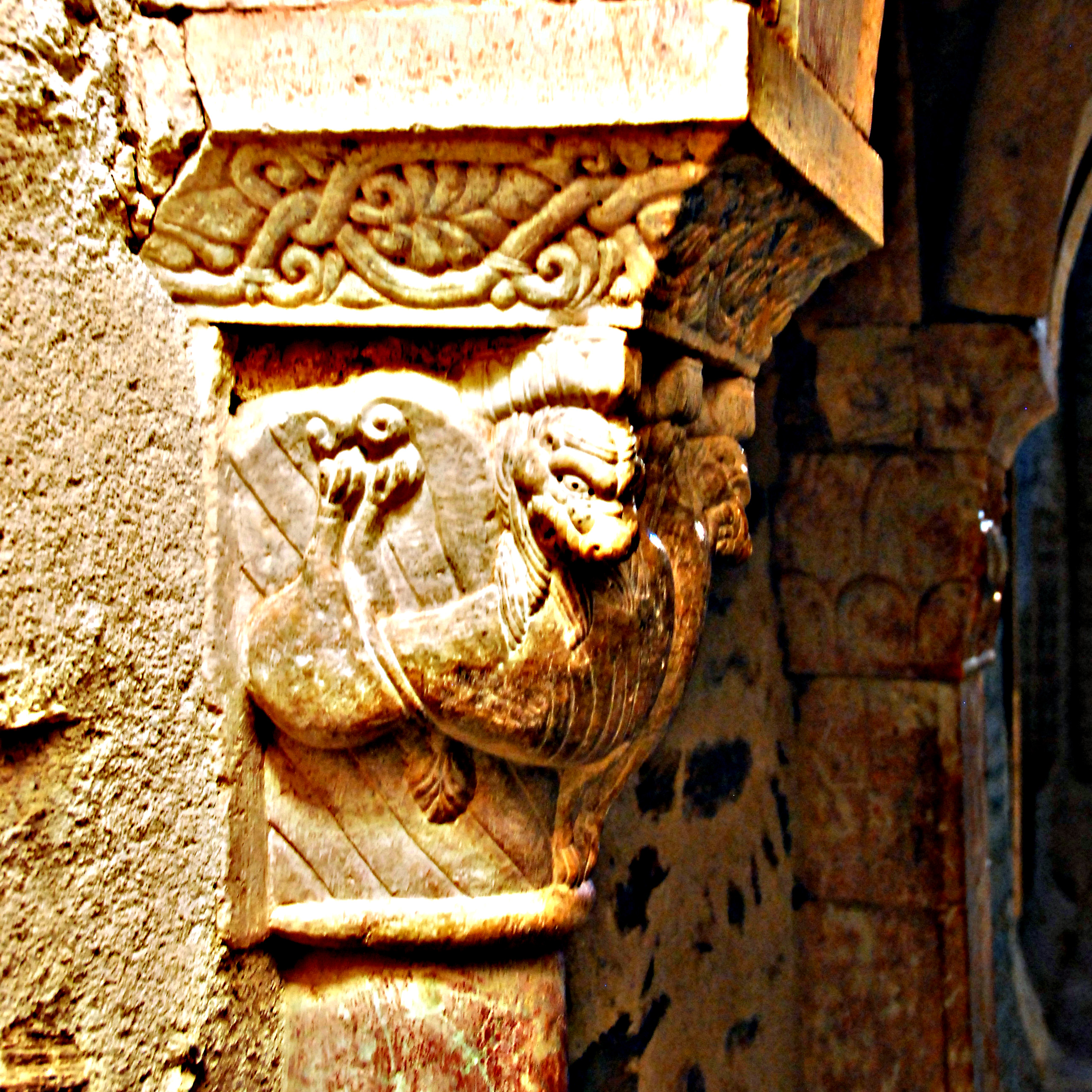
Serrabone, Kapitell Nr. 13

Säulenkapitell Nr. 13: Löwen, stark verdreht
Das Kapitell befindet sich in der Mitte der Empore auf der südlichen Wand des Schiffs, in die es teilweise eingelassen ist. Die Darstellung scheint die verwirrendste von allen zu sein. Auf der rechten Kapitellecke steht ein Löwe auf den Vorderbeinen und streckt und verdreht seinen Körper über die Vorderfront und die linke Kapitellseite herum, wo seine Hinterbeine bis auf die Unterkante der Kopfplatte hinaufragen. Dabei windet sich sein Schweif zwischen den Beinen und um den ganzen Hinterleib, von dem die Quaste herunterbaumelt. Über dem gestreckten Leib ragt unter der linken Kapitellecke der Kopf eines zweiten Löwen hervor, dessen Leib vermutlich auf der rechten Kapitellseite zu sehen ist. Die geöffneten Mäuler der Löwen zeigen gefletschte Zähne. Die dekorierte Kopfplatte zeigt sich an den Kapitellecken und in Mitte der Vorderseite. Die Hintergründe in Verlängerung des Säulenschafts zeigen steil aufstrebende parallele Rillen. Über den beiden aufwärts ragenden Pfoten des Löwen sieht man zwei Kugeln, in die je ein Loch gebohrt ist.
Pfeiler Nr. 14 und 15:
Die beiden Pfeiler an beiden Enden der Westseite der östlichen Wand tragen keine Kapitelle, sondern nur Kämpferplatten ohne Dekoration.
Flachreliefs Nr. 16 und 17 auf den Laibungen des Durchlasses der Ostwand

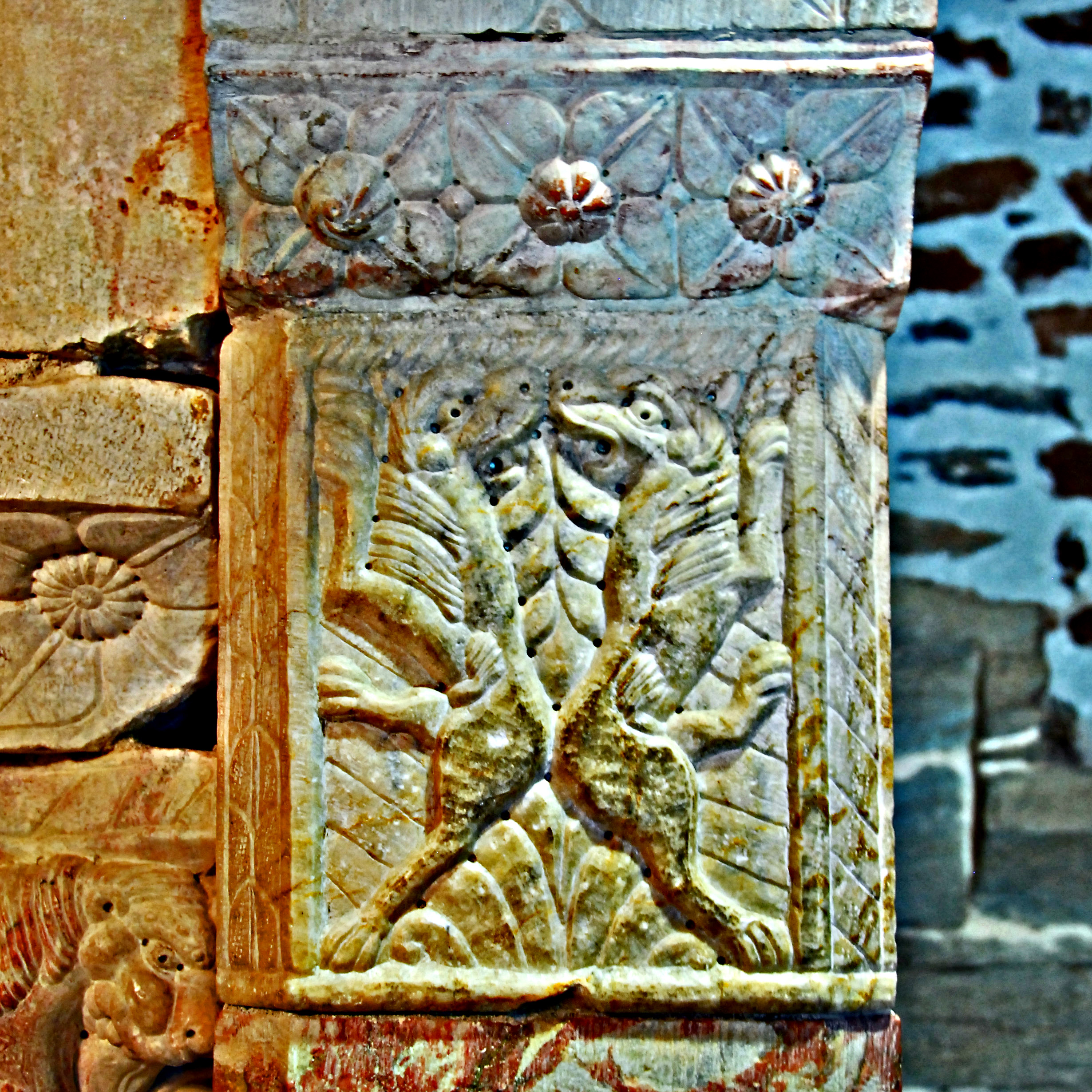
Serrabone, Relief Nr. 16

Die Reliefs befinden sich auf den oberen Enden der senkrechten Laibungen unmittelbar unter den leicht auskragenden Steinen der Bogenansätze, die mit je drei der bekannten vierblättrigen Blüten dekoriert sind. Sie nehmen die hochkant gestellte rechteckige Fläche des obersten Laibungsteins ein. Diese werden von unterschiedlich breiten mit verschiedenartigen Dekors eingerahmt.

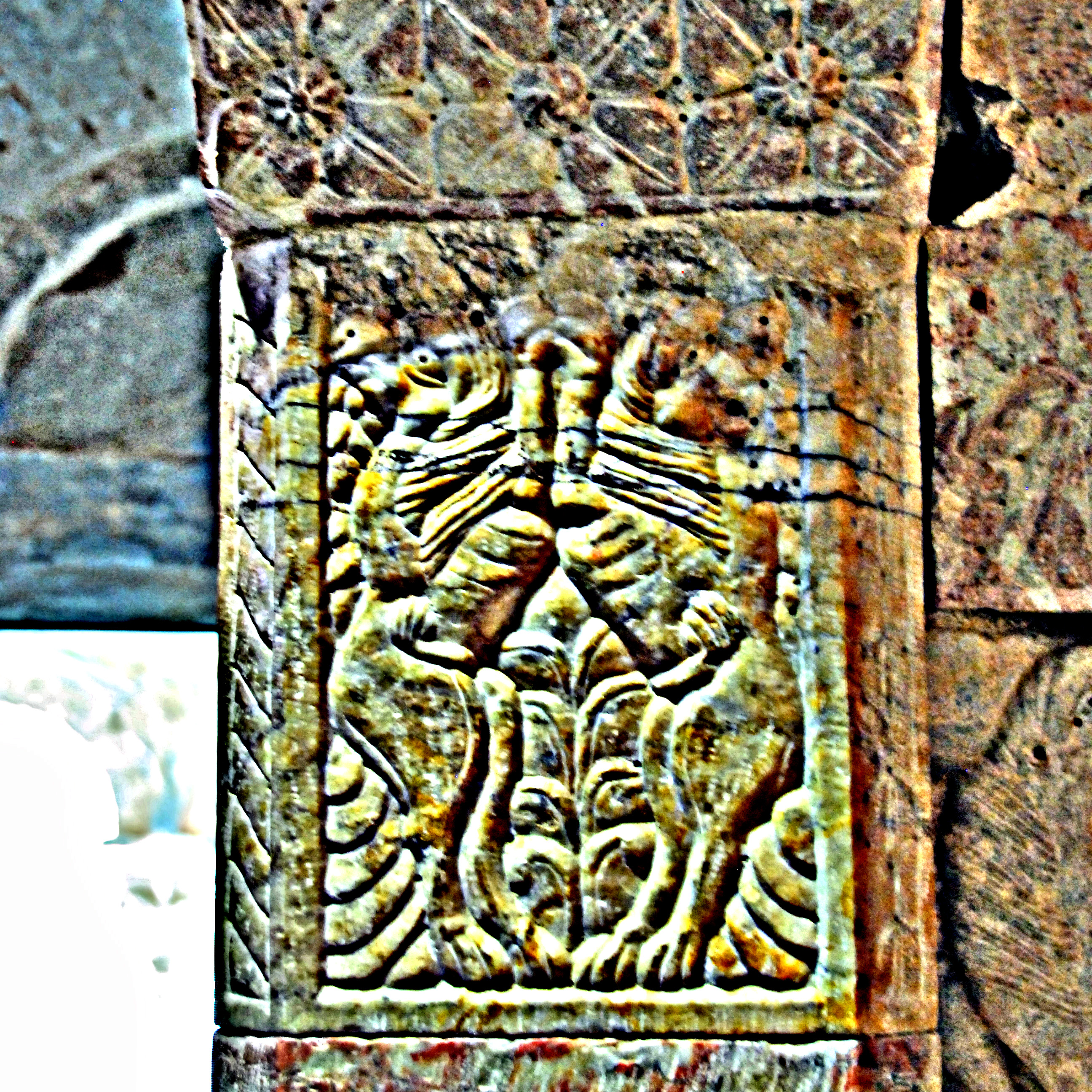
Serrabone, Relief Nr. 17

Das nördliche Relief zeigt zwei schlanke Löwen, die die beiden Hälften des Rechtecks einnehmen, die sich auf dessen senkrechten Achse mit den Hinterkörpern und den Mäulern fast berühren. Diese Achse wird von den Hintergrundstrukturen betont. Die aufwärts strebenden Tiere scheinen sich mit allen vier Pfoten an den senkrechten Rahmen festzukrallen und emporzuziehen. Ihre Köpfe haben sich um 180 Grad nach innen gedreht und ihre geöffneten Mäuler zeigen die gebleckten Zähne. Die Mähnenstrukturen erscheinen wie gekämmt. Zwischen ihren Beinen ragen ihre Schweife mit gespreizten Quasten hervor. Zwischen den Leibern breiten sich fächerartige Blattstrukturen aus. Die seitlichen Hintergründe sind mit schrägen, parallel verlaufenden Rillen dekoriert.
Das Relief auf der südlichen Laibung weist die gleiche senkrechte Unterteilung des Rechtecks auf. Hier stehen die aufwärts strebenden Körper der Löwen sich gegenüber und berühren sich auf der Achse des Rechtecks mit den senkrecht erhobenen Unterschenkeln und Tatzen der Vorderbeine und auf dem Boden mit je einer Tatze. Beide Hinterbeine stehen auf dem Boden und ihre Hinterleiber berühren die senkrechten Ränder des Rechtecks. Ihre Köpfe haben sich um 180 Grad nach außen gedreht und weisen aufwärts. Die Mähnenstrukturen erscheinen wie gekämmt. Ihre Schweife winden sich um die Hinterkörper und enden seitlich in gespreizten Quasten. Zwischen den Leibern wird die Achse von einem senkrechten Zweig mit gekringelten Blättern betont. Andere Hintergründe sind mit fächerartigen Blattstrukturen dekoriert.

### Zusammenfassung Kapitellskulptur und deren Herkunft
(S. 158–159)
Serrabone bietet mit seinen schönsten Kapitellen eine besonders glückliche Anpassung der Plastik an die Architektur, eine perfekte Anwendung des Ornaments, das vom Gleichgewicht des Kapitells bestimmt wird und dennoch Schönheit und Harmonie einer freien Schöpfung bewahrt, welche manchmal mit einem Funken Phantasie angereichert wird. Das kompakt gestaltete Tier ist Hauptbestandteil des Kapitells. Der mittelalterliche Bildhauer, der um die Bedeutung der Ecken wusste, betonte und verstärkte sie. So vereinen zwei Löwen auf benachbarten Kapitellflächen ihren Kopf. Der Tierkörper war ein Dekorationsmotiv, welches sich sehr frei gestalten ließ. So konnte etwa ein Löwe auf nur einen Kopf reduziert werden, sogar nur auf ein Maul, aus dem die Pfoten eines Beutetieres hervorragen. Der Blick des Betrachters wird von Mutationen, von vermuteten Kombinationen angezogen, die Artgrenzen sind aufgehoben, vielgestaltiges Leben wuchert in komplexen, unbeständigen Formen.
Man spürt, dass es sich dabei oft um die Verwertung traditioneller Formen handelt und dass die Vorbilder mit ihrer Eleganz, ihrer grafischen Qualität und ihrer harmonischen Proportionen gewählt worden sind. Riesige brüllende Mäuler, gebleckte scharfe Zähne und große, heraushängende Zungen können Illusionen schaffen, aber die Körper sind in konventionellen Posen gehalten und dienen als Flächen für ornamentale Dekors.

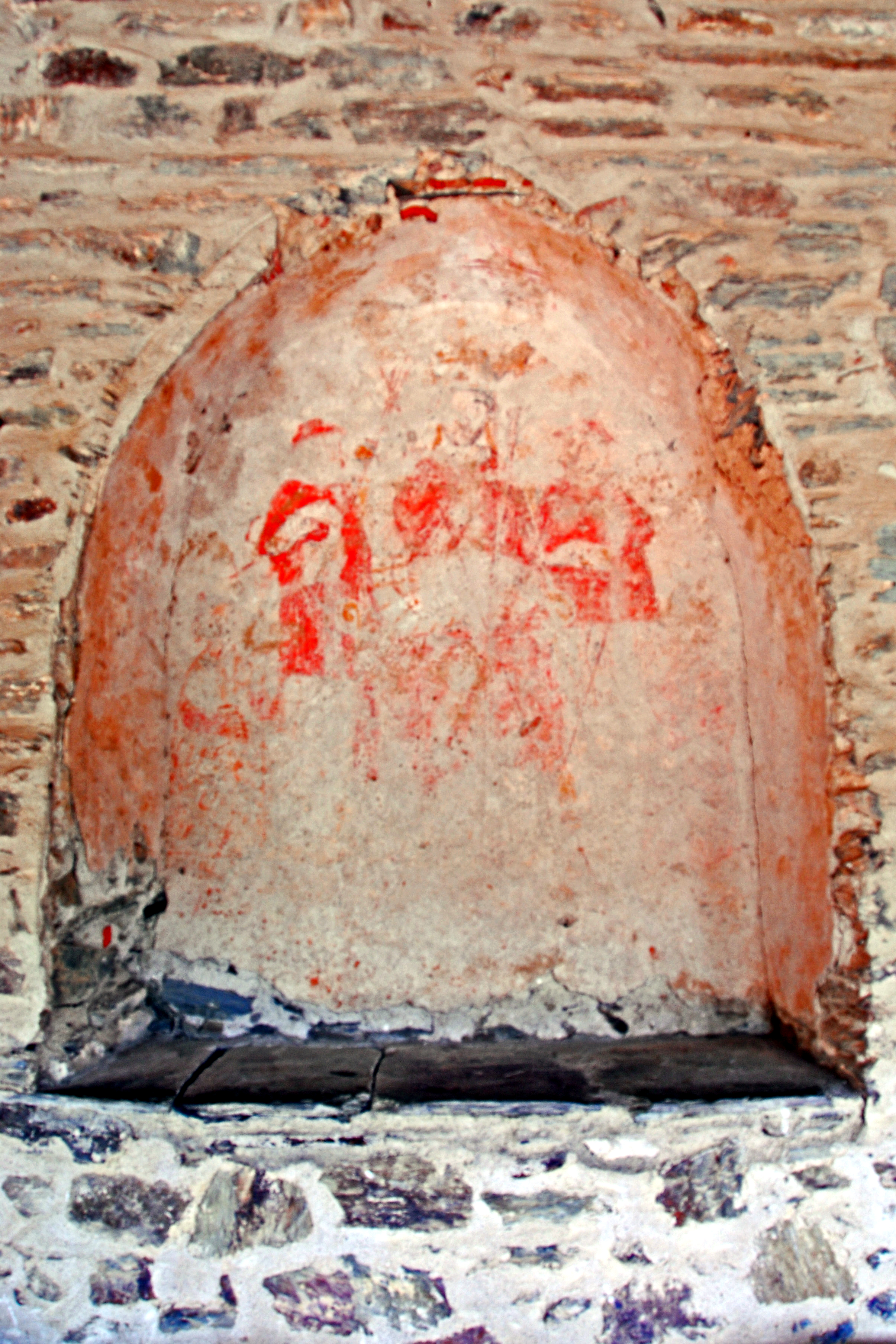
Serrabone, Kreuzgang, Wandnische mit Fresko

Bekannt ist, dass im Mittelalter der orientalisierende Charakter dieser Dekors und die Imitation der Fauna auf alten Stoffen, meist Teppichen, die in Byzanz und den Städten des mittleren Ostens gewebt und dann nach Europa gebracht wurden. Die im Priorat von Serrabone häufig dargestellten antithetischen Gruppen stellen bereits eine Vorauswahl aus diesen Stoffmotiven dar: Adler und Löwen erheben sich beiderseits eines Mittelmotivs, etwa eines mit einer Krause geschmückten Spiralornaments, oder einer einfachen Linie, die von den nach oben oder unten gestreckten Tiere gebildet wird. Typische Motive der orientalischen Vorbilder finden sich hier wieder, besonders der schreitende Löwe und der Kentaur, der einen Pfeil auf den Hirsch abschießt, aber auch bezeichnende Details, wie etwa der Schweif, der zwischen den Hinterbeinen des Löwen vortritt und dessen Quaste sich auf seinem Körper auffächert. Der Greif von Serrabone, mit seinen unmittelbar an den Vorderbeinen angewachsenen Flügeln, die mit Federstrukturen bedeckt sind, hält sich getreu an das sassanidische Vorbild. Aber diese Phantasiegeschöpfe sind nicht typisch für Serrabone, sogar nicht einmal für die allgemeine romanische Plastik im Roussillon. Sie werden in ganz ähnlichen Ausführungen in Norditalien gefunden, wo man ebenso das Phänomen der „Reduktion“ eines komplexen ikonographischen Themas auf einfache Details beobachten kann. Es wäre deshalb sehr vermessen, einen direkten Kontakt zwischen dem Roussillon und dem Orient herstellen zu wollen.

### Wandmalerei
(S. 159)
Auf der Südwand des Hauptschiffs hat man im Bereich der Empore Wandmalereien entdeckt. Im Zuge von Restaurierungsarbeiten wurden unter dem letzten Fenster dieses Schiffs Fragmente einer Kreuzabnahme freigelegt. Der rechte Arm Christi ist gerade vom Kreuz gelöst, als Nikodemus mit einer Zange den Nagel aus dessen linker Hand zieht. Joseph von Arimathäa nimmt den Leib des Gemarterten entgegen. Johannes stützt voll Trauer seinen Kopf. Ein Engel hängt über dem rechten Kreuzarm die Sonnenscheibe. Die Szene gehörte zu einem ikonographischen Zyklus, denn etwas oberhalb des Engels kann man die Krippe mit Ochs und Esel aus der Geburt Christi erkennen. Daneben existierten noch in der ersten Hälfte des zwanzigsten Jahrhunderts vor der Empore Überreste einer Darstellung der Höllenfahrt Christi, die heute verschwunden sind.
Es handelt(e) sich um Fresken auf weißem Hintergrund. Bandornamente trennten die einzelnen Szenen. Die Figur des Johannes erinnert etwas an die katalanischen Apostel von Santa Maria de Mur (spanischer Artikel) im Museum of Fine Arts, Boston, einem Werk, das man in die Mitte des 12. Jahrhunderts datiert. Die Malereien in der Kirche waren demnach zeitlich kaum früher entstanden als die Empore, die einen Teil davon verdeckt.
Die erhaltenen Wandmalereien sind wohl die Überreste der ursprünglich kompletten Ausschmückung der Mauern und Gewölbe.
In der Wand der Kreuzganggalerie befinden sich in einer heute verglasten spitzbogigen Nische die Reste einer Putzmalerei, die wahrscheinlich im 15. Jahrhundert entstanden ist. Sie stellt einen Papst dar, der von zwei Kardinälen flankiert wird.